# Protestas en Bielorrusia de 2020-2021
Las protestas en Bielorrusia, que algunos medios denominan «revolución de las zapatillas», «revolución de las pantuflas», —en inglés: Slipper Revolution— la «revolución anticucarachas» fueron una serie de protestas callejeras contra el Gobierno de Aleksandr Lukashenko, el presidente de Bielorrusia. Las manifestaciones, que formaron parte del movimiento democrático bielorruso, se produjeron en el período previo, durante y después de las elecciones presidenciales bielorrusas de 2020, en las que Lukashenko buscaba un sexto mandato en el cargo.
El 15 de agosto de 2020, se informó de que las autoridades del presidente Aleksandr Lukashenko preguntaron a los representantes del Kremlin sobre la posibilidad de que Lukashenko escapara a Rusia. Además, se informó de que la parte rusa también admite que es probable que Lukashenko renuncie al cargo de jefe de Estado.
El 20 de agosto de 2020, un alto ejecutivo de la empresa EPAM Systems, el ingeniero bielorruso Pável Líber y coautor de la herramienta informática Golos (Voz en ruso), presentó el informe final del recuento alternativo de votos así como el mapa de los colegios electorales que representan el 30% del electorado, obtenidos con ayuda de la plataforma. Estos informes muestran que en un tercio de colegios los resultados fueron falsificados ya que Lukashenko en realidad obtuvo menos del 40 % de votos.

## Antecedentes
Lukashenko ha sido llamado el «último dictador» de Europa y, al comienzo de las protestas, había estado en el poder durante 26 años, lo que lo convierte en el jefe de Estado con más tiempo en un país surgido de la Unión Soviética, habiendo dirigido el país desde 1994. Bajo su gobierno se ha reprimido con frecuencia a la oposición. Lukashenko se había enfrentado a una mayor oposición pública en medio de su manejo de la pandemia de coronavirus, que Lukashenko había negado que fuera una seria amenaza. De las cinco elecciones ganadas por Lukashenko, solo la primera fue considerada libre y justa por los observadores internacionales.

## La zapatilla como protagonista
El nombre surge a partir de una fotografía tomada el 31 de mayo durante una manifestación en Minsk para apoyar la convocatoria de elecciones presidenciales de un hombre con dos zapatillas en la mano. El 2 de junio de 2020, la cadena británica Sky News se pregunta si «¿Podrían las zapatillas derrocar a un presidente que ha estado en el poder durante 26 años?» según el movimiento —señala el artículo— Lukashenko es una «cucaracha» y las zapatillas son un arma para aplastarla.
El 6 de junio, Radio Free Europe/Radio Liberty habla ya de Slipper Revolution [revolución de las zapatillas] titulando un artículo sobre las protestas en Bielorrusia: «Belarus's 'Slipper Revolution' Seeks To Stamp Out Lukashenka. Is He At Risk?». Diez días después, el 16 de junio, el diario The Guardian retoma el término recordando que «muchos simpatizantes trajeron pantuflas, el arma preferida para matar las plagas domésticas, por sugerencia de Tijanovski», señalando que «algunos medios hablan de la revolución de las zapatillas».

## Antes de la elección
El empresario y bloguero Serguéi Tijanovski, que etiquetó a Lukashenko como «la cucaracha» aludiendo al poema infantil La cucaracha de Kornéi Chukovski —en el que un valiente gorrión se come al temido y despótico insecto—, fue detenido a finales de mayo de 2020 por las autoridades bielorrusas, que lo acusaron de ser un agente extranjero. En junio de 2020, se llevaron a cabo protestas callejeras contra Lukashenko. Varios candidatos de la oposición se inscribieron para las próximas elecciones como resultado del movimiento, pero muchos de ellos fueron arrestados.
El 19 de junio, Lukashenko anunció que había «frustrado un intento de golpe de Estado», lo que resultó en el arresto del principal rival de la oposición, Víktor Babariko. Babariko ha declarado que los cargos de soborno y corrupción fueron falsificados y que el arresto tuvo una motivación política para evitar que ganara las elecciones. También se ha detenido a activistas de la oposición, periodistas y blogueros como parte de la represión. La organización de derechos humanos Viasna estimó que, entre principios de mayo y principios de agosto de 2020, alrededor de 1300 personas fueron detenidas por protestar.
Lukashenko ha afirmado que las protestas de la oposición son parte de un complot extranjero, culpando a las manifestaciones como un complot orquestado por extranjeros, que sugirió que podrían ser estadounidenses, la OTAN, rusos o ucranianos. La esposa de Tsijanouski, Svetlana Tijanóvskaya, se registró como candidata a las elecciones presidenciales tras el arresto de Babariko.

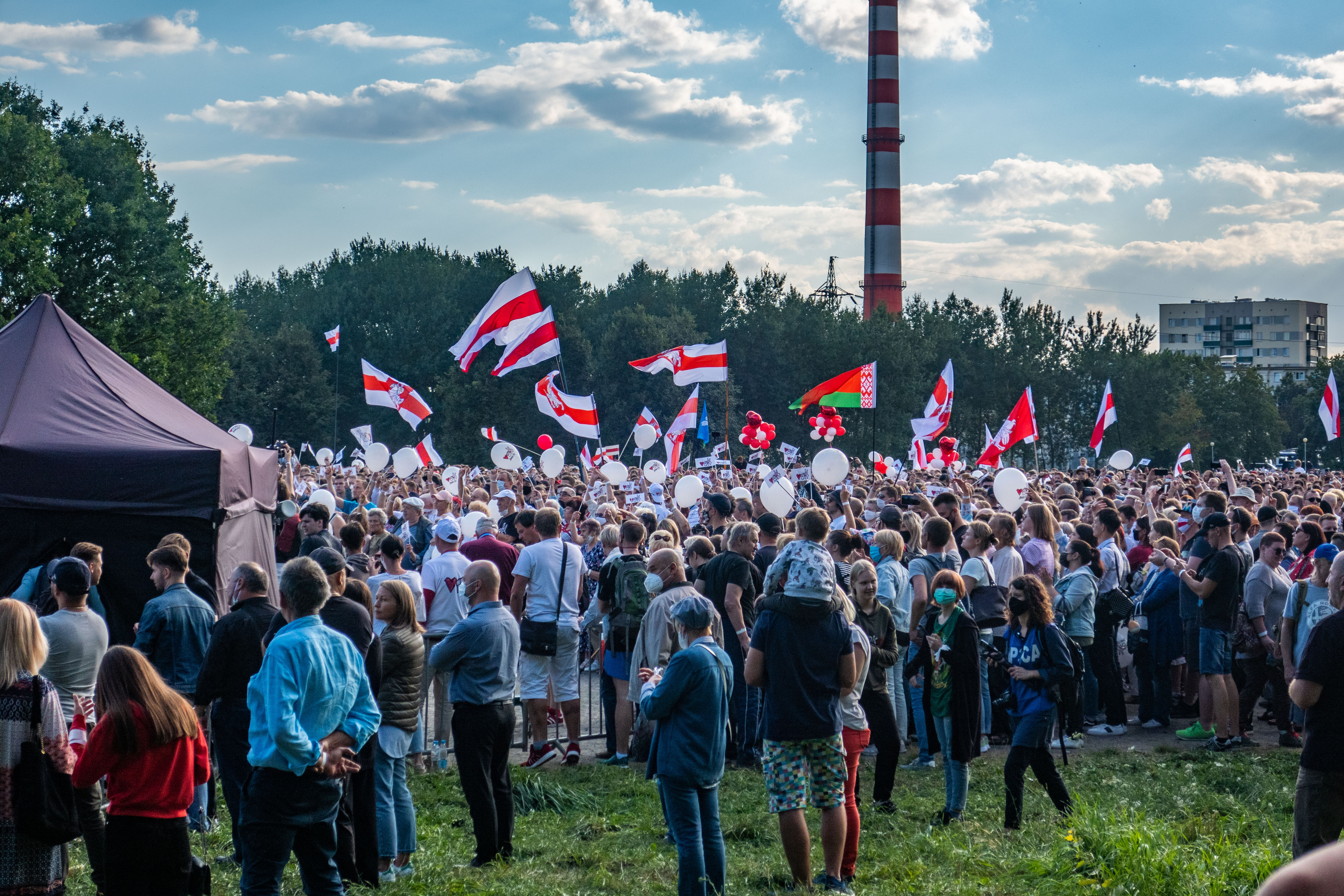
Manifestación en apoyo de Svetlana Tijanóvskaya en Minsk (30 de julio de 2020).

Las protestas apuntan a que el conflicto puede durar meses y puede convertirse en una revuelta similar a las protestas del Euromaidán que se transformaron en una revolución en Ucrania en 2014 provocando la caída del presidente Víktor Yanukóvich. Según un grupo de expertos de la Fundación German Marshall, las protestas en Bielorrusia se están generalizando y se están reprimiendo de manera más brutal que anteriores protestas.
La Organización para la Seguridad y la Cooperación en Europa (OSCE) informó que no supervisaría las elecciones de 2020 porque no había sido invitada a hacerlo; esta es la primera vez desde 2001 que la Oficina de Instituciones Democráticas y Humanitarias de la OSCE no supervisará las elecciones en Bielorrusia. La OSCE no ha reconocido que las elecciones en Bielorrusia sean libres y justas desde 1995, y el Gobierno ha obstruido misiones pasadas de la OSCE de monitoreo de elecciones en el país.
El 23 de julio, Lukashenko afirmó que la BBC y Radio Free Europe habían alentado disturbios y amenazó con expulsar a los medios y prohibirles informar sobre las elecciones.

### Campaña presidencial
El 29 de julio, según la agencia de noticias del Gobierno bielorruso, 33 presuntos mercenarios del Grupo Wagner, una empresa militar privada rusa, fueron detenidos en un sanatorio cerca de Minsk.
El 30 de julio, tuvo lugar una concentración autorizada de la candidata presidencial Svetlana Tijanóvskaya en el parque de la Amistad de los Pueblos en Minsk. Según activistas de derechos humanos, se reunieron entre 63 000 y 70 000 personas, y la policía solo dijo que fueron unas 18 250 personas allí. Fue una de las reuniones más importantes desde 1991.
El 6 de agosto, aproximadamente 5000 manifestantes pacíficos tomaron las calles de Minsk, ondeando cintas blancas, pidiendo elecciones libres y justas.
Durante la primera semana de agosto, decenas de miles de bielorrusos se manifestaron contra Lukashenko en pueblos y ciudades de Bielorrusia. 63 000 personas se manifestaron en la capital, Minsk, siendo esta la protesta callejera más masiva de la Bielorrusia postsoviética.

## Día de la elección

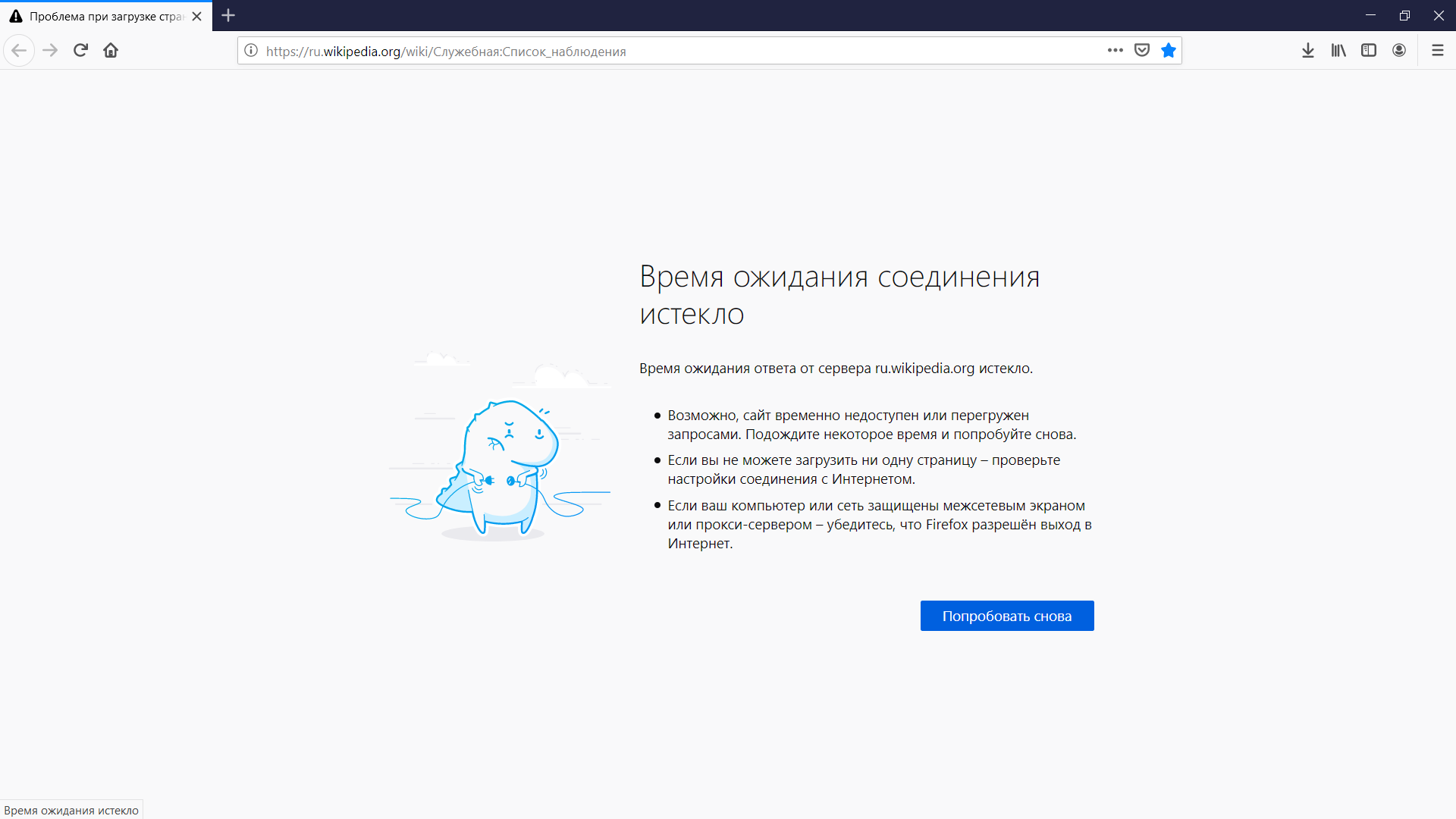
Captura de pantalla de la caída de internet.

El 9 de agosto de 2020, la policía y el ejército bloquearon la mayoría de las carreteras y las entradas a Minsk a primera hora de la mañana.
A la mitad del día, el Internet en Bielorrusia estaba parcialmente bloqueado. Según los funcionarios del gobierno, el motivo fue un fuerte ataque DDoS. Especialistas en TI independientes afirmaron que el monopolio estatal de Internet en Bielorrusia, Beltelecom, y las agencias estatales afiliadas utilizaron deliberadamente tecnología de inspección profunda de paquetes (DPI) o Conformado de tráfico, Telegram era el único servicio de mensajería instantánea que estaba en funcionamiento.
En la noche del mismo día inmediatamente después, la televisión financiada por el gobierno de Bielorrusia transmitió los resultados de una encuesta a boca de urna que mostraban que Lukashenko obtuvo el 80,23% de los votos, mientras que Tijanóvskaya sólo el 9,9%. Los resultados de Lukashenko fueron tan grandes que incluso los partidarios del gobierno dijeron que era poco probable que fuera cierto. Esto provocó una reacción inmediata de los partidarios de Tijanóvskaya de salir a las calles en todas las ciudades principales de Bielorrusia (Brest, Minsk, Vítebsk, Grodno, Mazyr, Pinsk, Gómel, Babruysk). La gente lo hacía para expresar su descontento y pedía un recuento justo de los votos. Esto comenzó como protestas pacíficas en medio de la noche, pero en Minsk, la situación se convirtió en una pelea entre algunas personas y las autoridades. La gente comenzó a construir barricadas para bloquear el tráfico en las calles. El número total de manifestantes en Minsk fue difícil de estimar porque estaban esparcidos por la ciudad.

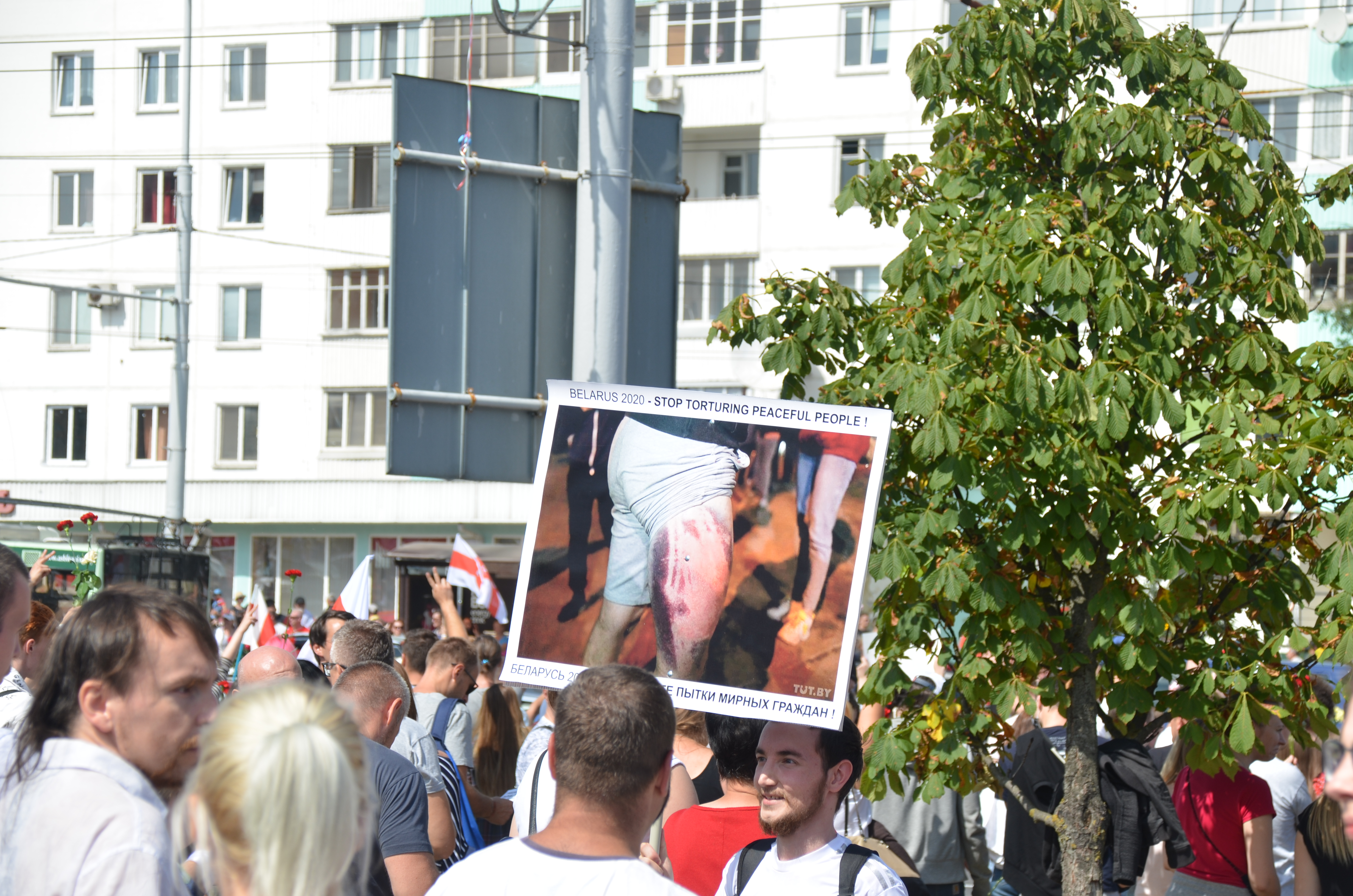
Manifestante sostiene una pancarta en protesta por la brutalidad policial de esa noche.

Por la noche, después de disolver a las grandes multitudes, los policías persiguieron a grupos más pequeños de manifestantes por el centro de Minsk durante varias horas. Continuó la lucha contra las fuerzas de seguridad y la policía. En todas las principales ciudades de Bielorrusia. Los agentes del orden utilizaron porras policiales, balas de goma (disparadas con escopetas), granadas con bolas de plomo, cañones de agua, gases lacrimógenos y explosiones aturdidores para reprimir las protestas, la gente fue perseguida en los suburbios durante toda la noche. En Brest, los manifestantes se dispersaron gradualmente dejando una multitud de 200 a 300 de un total previo estimado de 5.000. Esa noche en Minsk, las fuerzas de seguridad arrojaron granadas cerca de personas y algunas personas sufrieron heridas graves.
Esa noche se dio una de las mayores protestas desde que Bielorrusia se independizó. Las fuerzas de seguridad detuvieron a unas 3.000 personas durante la noche. Algunos de los manifestantes resultaron gravemente heridos, y al menos 50 manifestantes fueron trasladados al hospital, algunos de ellos se encontraban en estado crítico y uno de los manifestantes murió.

## Después del día electoral

### Primera semana

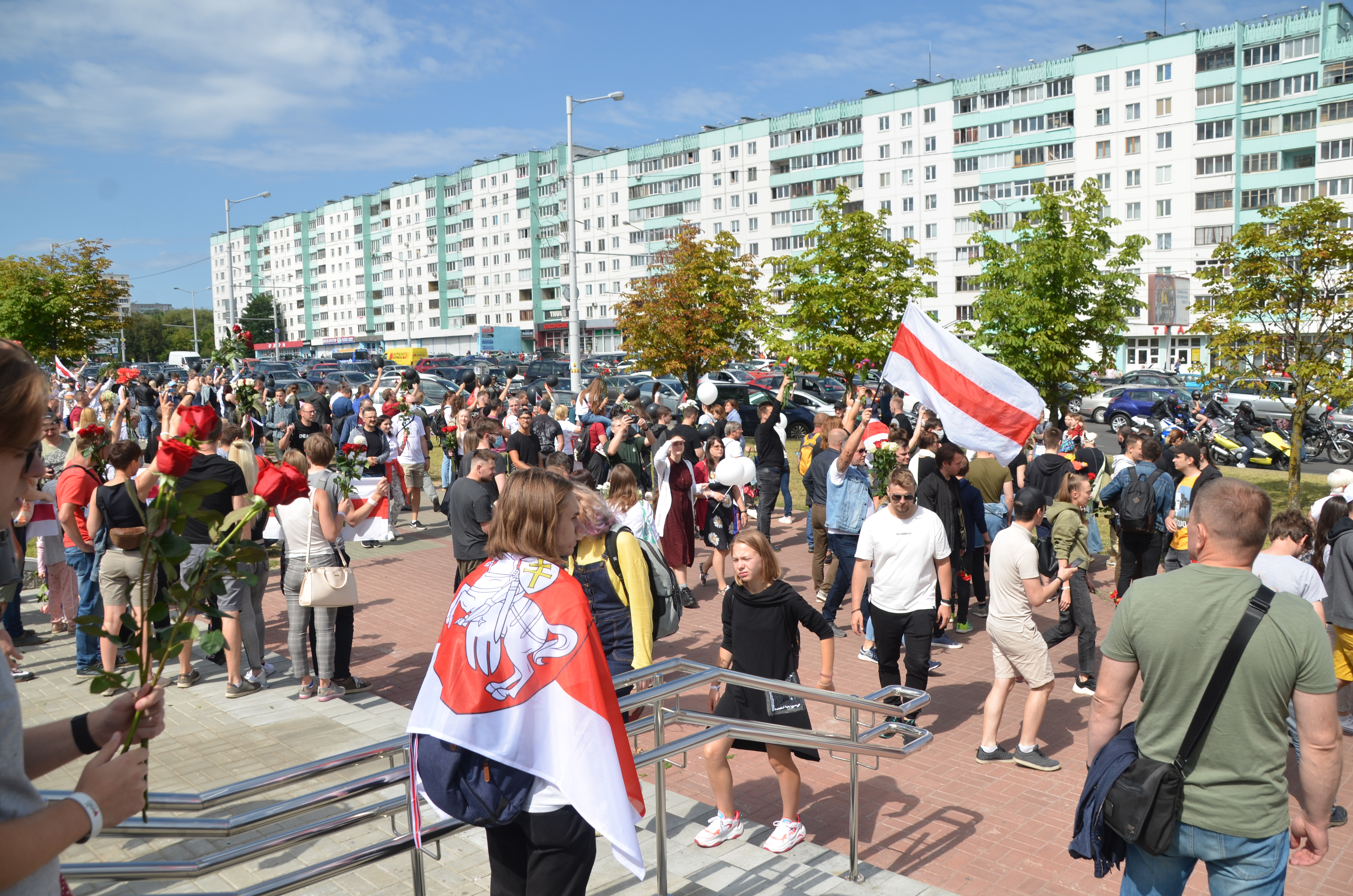
Manifestantes reunidos en memoria de Aleksandr Taraykovski en las afueras del metro Púshkinskaya de Minsk.

El 10 de agosto temprano en la mañana en Minsk, la gente comenzó a llevar flores a un lugar donde alguien había muerto la noche anterior. Las autoridades locales no confirmaron la muerte. La CECB (Comisión Electoral Central de Bielorrusia) anunció los resultados de las elecciones.
Mientras las protestas se extendían por Bielorrusia tras la acusada falsificación de resultados, la candidata de la oposición primaria, Sviatlana Tijanóvskaya, publicó un vídeo en el que decía que se había ido de Bielorrusia a Lituania. Fue obligada a salir mientras también presentaba una denuncia ante la CECB, donde estuvo detenida durante siete horas.
Por la noche, las protestas continúan en las principales ciudades de Bielorrusia, incluidas Brest, Hómiel, Hrodna, Mahiliou, Víciebsk, Baránavichy, Maladzyechna, Navahrúdak, Novopólotsk, Zhódzina. En Minsk, los manifestantes cambiaron sus tácticas, cambiando posiciones de una parte de la ciudad a otra, similar a las tácticas «Be Water» utilizadas por los manifestantes de 2019-2020 en Hong Kong. Los manifestantes atrincheraron el área alrededor del mercado de Riga en el centro de Minsk. Las fuerzas gubernamentales respondieron lanzando gases lacrimógenos a los manifestantes y utilizando granadas aturdidoras. Las autoridades arrojaban granadas a los manifestantes y un manifestante murió tras la explosión de una granada cerca de la estación de metro Púshkinskaya. El Ministerio del Interior afirma que en sus manos detonó un dispositivo desconocido. El supuesto país de origen de las granadas se encuentra en la República Checa. El estado impuso un embargo sobre la venta de ese equipo a Bielorrusia después de la supresión de las elecciones de 2010.

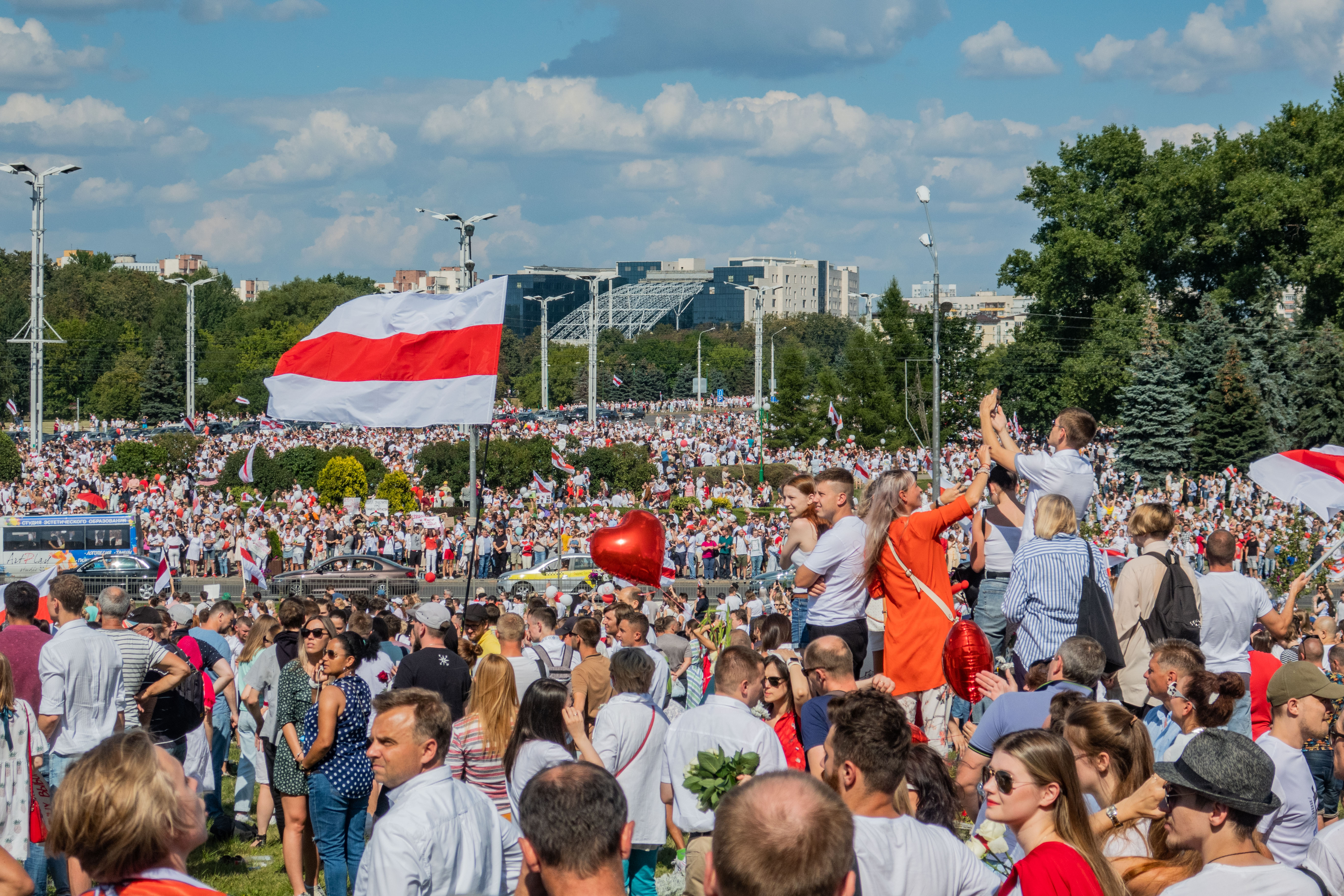
Manifestación en Minsk.

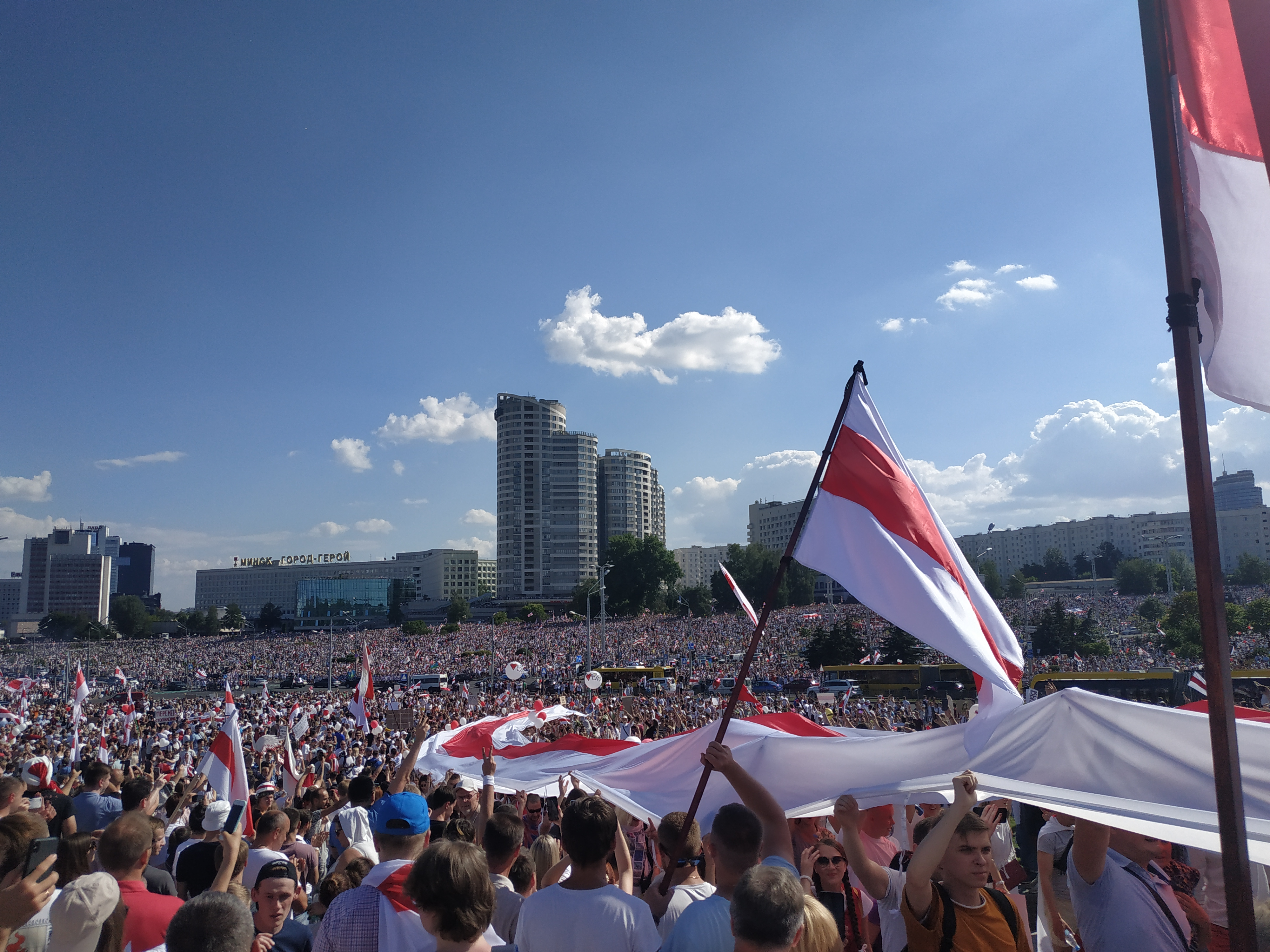
Protestas con la bandera blanca-roja-blanca.

La policía antidisturbios del gobierno (AMAP / OMON), las tropas internas y las fuerzas especiales de élite antiterroristas «Almaz» y Alfa participaron en la represión de las protestas en Minsk. También se utilizaron cañones de agua cerca del mercado de Riga, y las balas de goma se utilizaron ampliamente en todas partes. Se informó de protestas masivas. Se informó que los escuadrones de la AMAP incautaron algunas ambulancias o utilizaron camionetas visualmente similares para engañar a los manifestantes y permitirles atravesar las barricadas.
La policía siguió utilizando un cañón de agua contra los manifestantes durante una manifestación de partidarios de la oposición en Minsk el lunes.
El 11 de agosto, las protestas se reanudaron en Minsk y otras ciudades importantes. Se utilizaron ampliamente balas de goma y explosiones aturdidoras. El Ministerio del Interior confirmó que utilizó balas de combate contra manifestantes en Brest; no se reportaron muertes, aunque un hombre se encuentra en estado crítico y tiene daño cerebral severo (al 14 de agosto).
En Hómiel, un hombre de 25 años que probablemente padecía una enfermedad cardíaca murió el 12 de agosto. Según información preliminar, murió por haber esperado en una camioneta de detenidos de las fuerzas de seguridad durante muchas horas en un clima caluroso. Estaba en la camioneta porque los centros de detención temporal de la ciudad estaban abarrotados. Fue sentenciado a 10 días de prisión, pero no se le brindó la atención médica adecuada a tiempo. Además, en Hómiel, los familiares y amigos de más de 500 detenidos no pudieron visitarlos. La policía local no les dijo nada sobre la suerte de sus familiares. También se informó que la policía abusó de una mujer detenida allí.
Durante las protestas generalizadas en Hrodna, un niño de 5 años resultó herido y su padre fue arrestado después de que las fuerzas gubernamentales embistieran el automóvil en el que viajaban.
El 12 de agosto, la gente de Minsk y más tarde de otras ciudades comenzó a hacer fila en las calles para protestar contra la brutal represión del gobierno. La mayoría de los manifestantes eran mujeres vestidas de blanco. Personas que anteriormente sirvieron en las fuerzas especiales de seguridad expresaron su solidaridad con la publicación de videos donde arrojaron uniformes a la basura y llamaron a las autoridades para que dejaran de oponerse a las personas.
El mismo día, alguien había publicado un video en el grupo Telegram con la grabación de una orden policial interna de disparar para matar a manifestantes si se oponían a un oficial de policía. El ministro del Interior de Bielorrusia admitió el 12 de agosto que había ordenado aplicar una política de «tiroteo para matar».
En muchos lugares de Minsk, se observó a la policía antidisturbios moviéndose en ambulancias y disparando a personas, deteniéndose cerca de la multitud, lo que constituye una violación de los Convenios de Ginebra de 1949.
El 13 de agosto, se observaron numerosas filas de manifestantes que se manifestaban en solidaridad contra la violencia de la policía, incluidas miles de mujeres vestidas de blanco. También se produjeron huelgas de trabajadores en varias fábricas estatales.
Se presentaron varios informes de diferentes violaciones de la ley en las cárceles bielorrusas: hacinamiento severo, golpizas y ultrajes contra los presos, incluida la tortura.

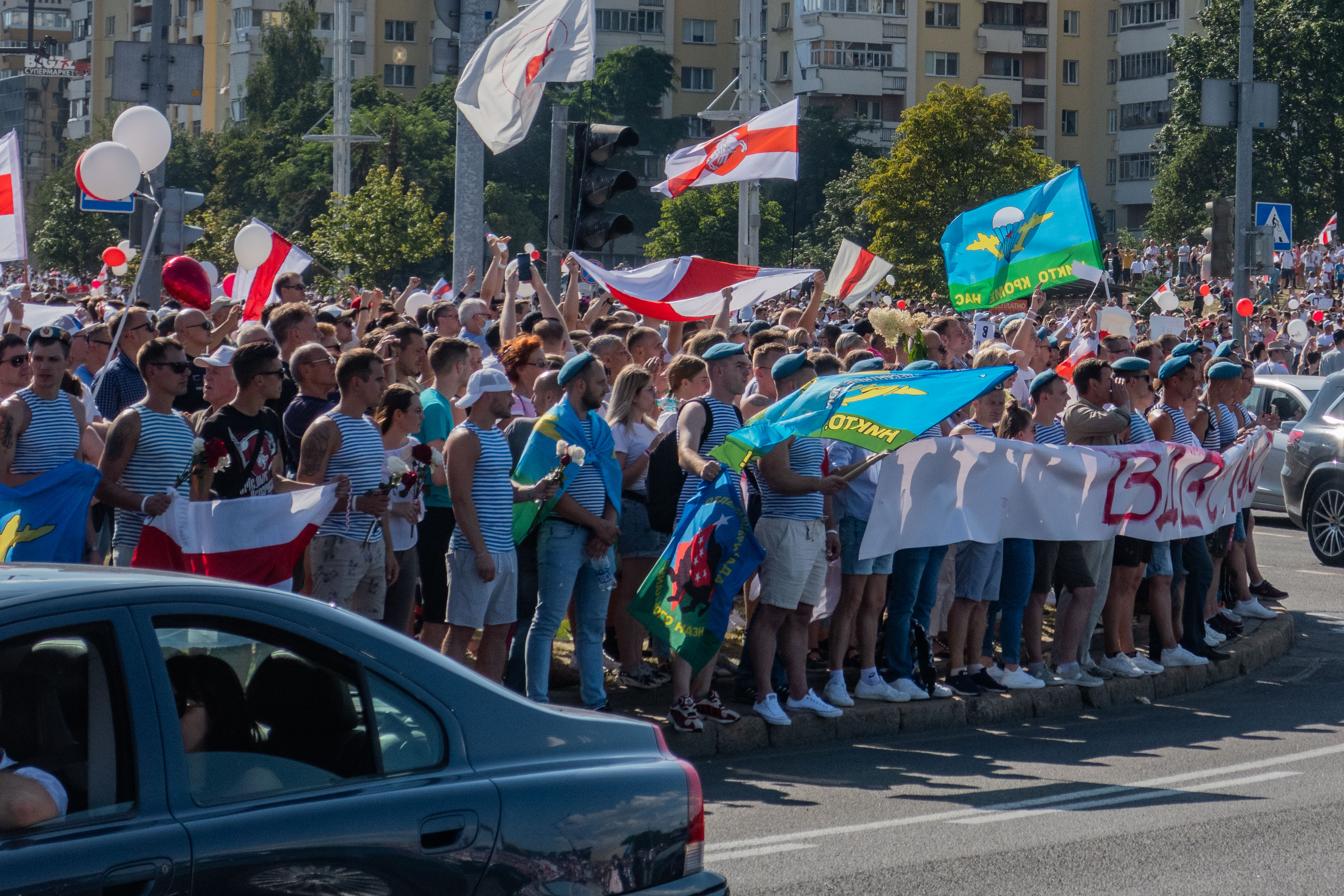
Soldados de las Fuerzas aerotransportadas bielorrusas se integran a las protestas contra Lukashenko.

El 14 de agosto, los trabajadores de la Planta de Tractores de Minsk se unieron a la protesta frente a la Casa de Gobierno y alrededor de una docena de soldados comenzaron a vacilar ante la protesta. Durante una protesta en Lida, varios agentes de policía fueron vistos en coches de policía tocando la bocina y haciendo sonar las sirenas en solidaridad con los manifestantes.
Durante las protestas en Lida, varios policías tocaron la bocina y sirenas en solidaridad con los manifestantes. La gente les respondía en voz alta con aplausos.
Svetlana Tijanóvskaya pidió a las autoridades bielorrusas que detuvieran la violencia, «entablaran un diálogo» y pidieran a los alcaldes que organizaran manifestaciones pacíficas en todo el país durante el fin de semana.
El 15 de agosto, las protestas postelectorales continuaron creciendo. La televisión estatal mostró por primera vez episodios de lo que está sucediendo en las calles bielorrusas sin ningún tipo de censura, transmitieron la ceremonia de despedida de los asesinados durante una protesta pacífica el 10 de agosto, fue un episodio corto después del cual muchos de los trabajadores del gobierno en la televisora también se unieron a la solidaridad con la gente. El mismo día, Associated Press lanzó un video del momento en que Aleksandr Taraykovski fue asesinado. Konstantin Shishmakov, de 29 años, director del Museo de Historia Militar de Bagration en Vawkavysk, desapareció ese mismo día. Como miembro de la comisión electoral, se negó a firmar los protocolos y llamó a su esposa alrededor de las 5 de la tarde, diciendo: "No voy a trabajar más aquí, me voy a casa". Pero nunca volvió a casa. Más tarde fue encontrado muerto en un río. Así lo anunció el escuadrón de búsqueda y rescate "Ángel".

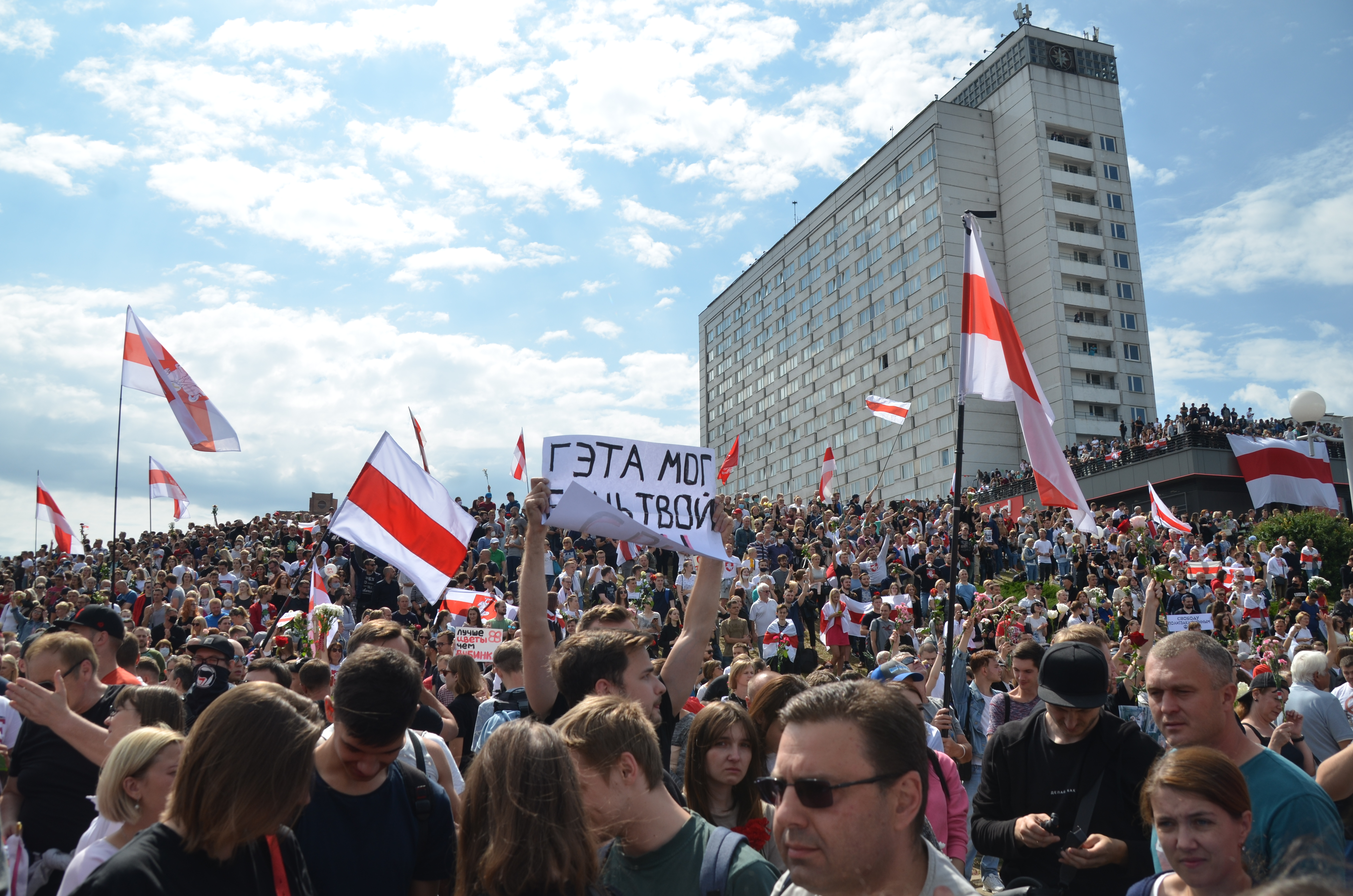
Manifestantes congregados en memoria de Aleksandr Taraykovski el 15 de agosto de 2020.

Se informó que las autoridades bielorrusas preguntaron a los representantes del Kremlin sobre la posibilidad de que Lukashenko escapara a Rusia. Además, se informó que Rusia admite que la renuncia de Lukashenko al cargo de jefe de Estado es probable. Lukashenko, que ve su régimen colapsar, ha asegurado que tras hablar con Vladímir Putin este le ha garantizado que, en cuanto la pida, le brindará «asistencia integral para garantizar la seguridad» en caso de «amenazas militares externas». También se informó que tropas rusas se empezaron a concentrar a lo largo de la frontera oriental con Rusia, preparadas para invadir Bielorrusia, posiblemente dentro de las próximas 48 horas. Casi a la misma hora dos enemigos del autócrata bielorruso aparecieron en la lista de buscados de la policía rusa. Por un lado, el aspirante a presidente de Bielorrusia, Valeri Tsepkalo, que dejó el país el mes pasado ante el temor a ser detenido y se refugió durante unos días en Moscú. Por otro lado, Stepán Putilo, creador del canal de Telegram Nexta.
Se han llevado a cabo manifestaciones pacíficas en varios países, incluido Moscú, donde 400 personas vestidas principalmente de blanco formaron una cadena cerca de la Embajada de Bielorrusia en apoyo de los manifestantes.
El 16 de agosto el embajador de Bielorrusia en Eslovaquia, Ígor Leshchenya, lanzó un video en el que expresó su apoyo a los manifestantes, convirtiéndose en el primer representante diplomático en activo de Bielorrusia en hacerlo. Más tarde esa noche, el Palacio Presidencial en Bratislava se iluminó con los colores de la bandera histórica de Bielorrusia (bandera blanca-roja-blanca) y la presidenta eslovaca, Zuzana Čaputová, tuiteó un mensaje de apoyo a los manifestantes. También fue informado por el ex primer ministro sueco Carl Bildt que la bandera histórica de Bielorrusia fue izada en la carretera frente a la embajada bielorrusa en Estocolmo.

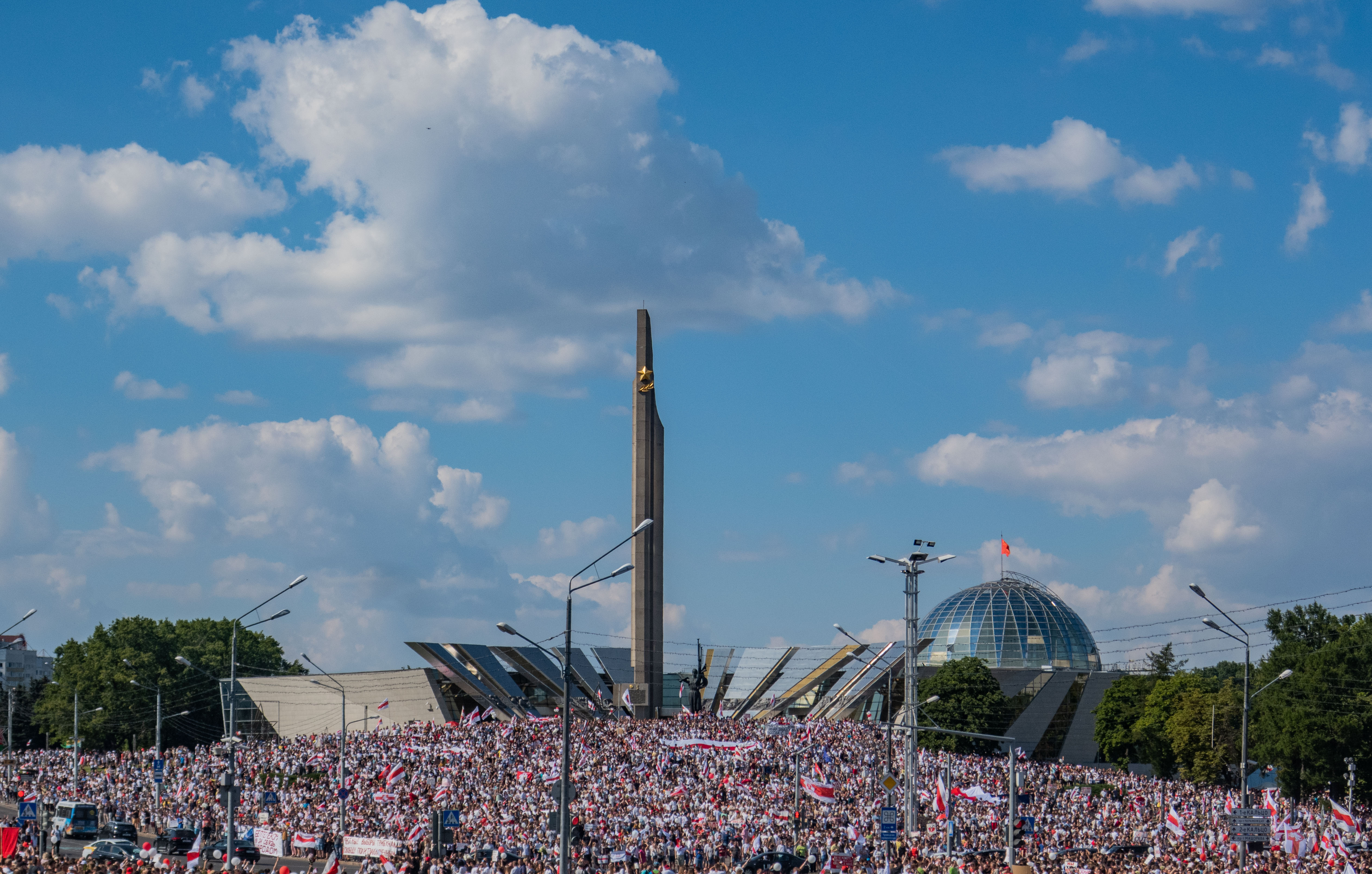
Manifestación de la oposición en Minsk el 16 de agosto de 2020.

El mismo día, los partidarios de Lukashenko fueron trasladados en autobús a Minsk desde varias ciudades del país para realizar una manifestación en apoyo del presidente. Lukashenko se dirigió a la manifestación informada por los medios de comunicación estatales como de 60.000 personas y les dijo que la OTAN estaba aumentando sus fuerzas en la frontera occidental. La OTAN ha negado estas afirmaciones. En su alocución, Lukashenko también instó a sus partidarios a defender el legado del gobierno y rechazó la convocatoria de nuevas elecciones.
Los grupos de oposición pidieron una «Marcha Nacional por la Libertad» en Minsk y que se llevaran a cabo marchas similares en ciudades y pueblos de todo el país. Se pidió a los partidarios que se reunieran en los edificios gubernamentales y pidieran la liberación inmediata de todos los presos políticos, que los responsables de las muertes y torturas de los manifestantes sean llevados ante la justicia y la salida de Aleksandr Lukashenko, Reuters estimó la manifestación de Minsk atrajo a 200.000 manifestantes y muchos portaban banderas rojas y blancas. La prensa bielorrusa informó que personas vestidas de civil realizaron detenciones arbitrarias de partidarios de la oposición después de la manifestación de Minsk. Más tarde esa noche se informó que el ex primer ministro de Bielorrusia, Serguéi Rumas, quien fue destituido por Lukashenko en junio de 2020, había publicado un mensaje de apoyo a los manifestantes anti-Lukashenko en su cuenta de Instagram.

### Segunda semana
Lukashenko había anunciado que una brigada de asalto aéreo llevaría a cabo maniobras planeadas por la ONU a partir del 17 de agosto en el oeste de Bielorrusia, antes de anunciar que las fuerzas de la OTAN estaban «a las puertas» y amenazando el país, lo que llevó al presidente ruso Vladímir Putin a ofrecer asistencia militar y la apertura de la posibilidad de que Bielorrusia sea absorbida mediante la anexión o un «Estado de unión». En las primeras horas de la mañana del 17 de agosto, se vieron varios camiones militares que transportaban soldados sin identificación que se dirigían hacia Minsk por la autopista M1 «Bielorrusia» en Rusia.

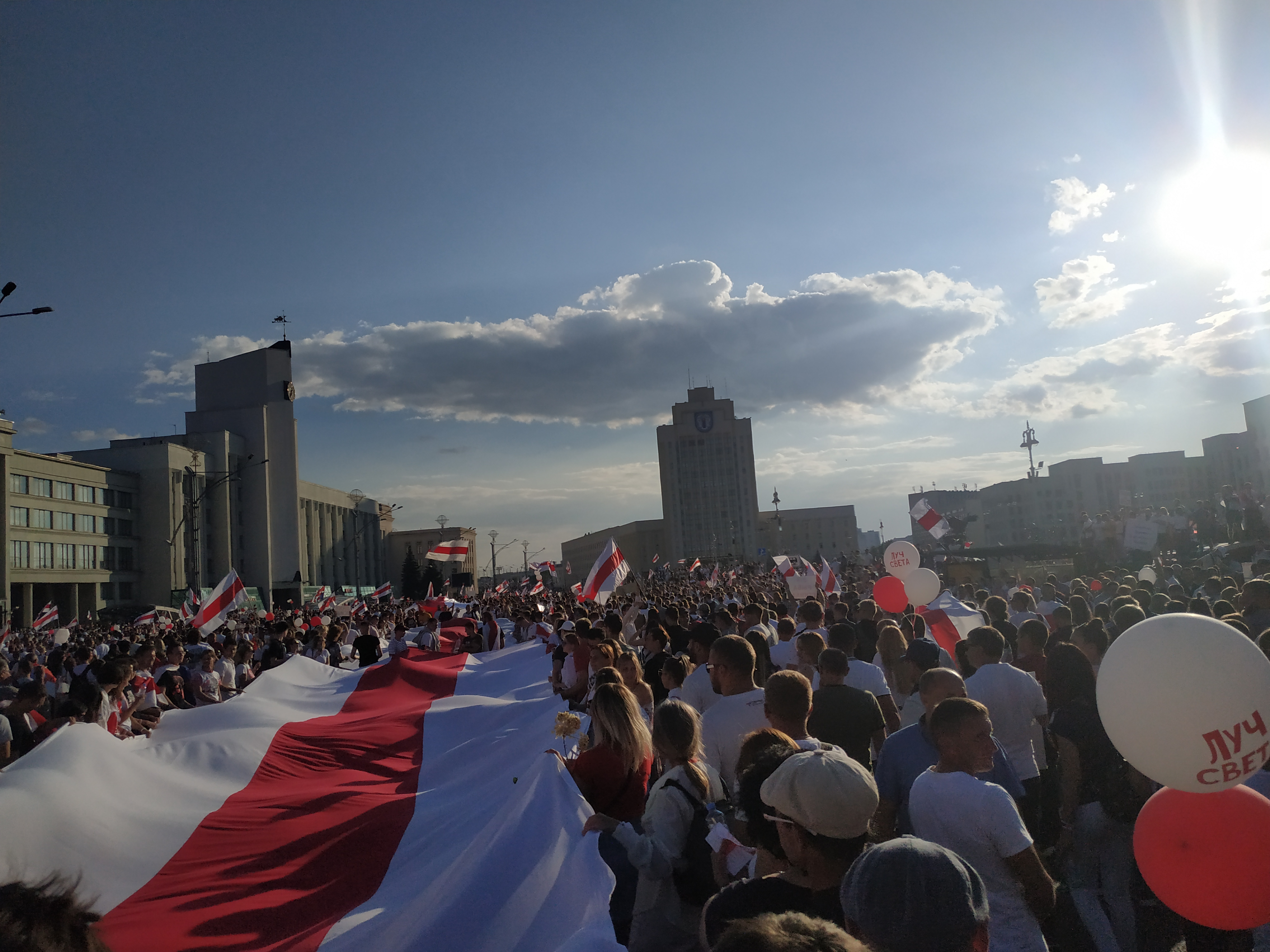
Manifestantes de la oposición llegando a la plaza de la independencia en su marcha.

El 17 de agosto, Lukashenko fue abucheado y gritado cuando pronunció un discurso en la Planta de Tractocamiones de Minsk (MZKT), diciéndole a la audiencia que tendrían que matarlo para conseguir otra elección, mientras que una transmisión de la televisión estatal mostraba escritorios de noticias vacíos cuando los presentadores de televisión se habían marchado en huelga. Sviatlana Tsijanóuskaya publicó un video en el que afirma que está lista para liderar un gobierno de transición y para organizar una elección presidencial nueva, libre y justa. Lukashenko admitió que se podrían realizar elecciones presidenciales anticipadas si se adopta una nueva constitución. Más tarde ese mismo día, Ucrania llamó a su embajador de Minsk. El mismo día, los miembros del Parlamento Europeo emitieron una declaración conjunta, declarando que no reconocían a Aleksandr Lukashenko como presidente de Bielorrusia y lo consideraban una persona non grata en la Unión Europea. La declaración conjunta también proclamó que información confiable muestra que Sviatlana Tsijanóuskaya ganó las elecciones. Pável Latushko, director del Teatro Nacional Yanka Kupala en Minsk y exministro de cultura, que había condenado previamente la violencia y apoyado cautelosamente las protestas, fue despedido por el Ministerio de Cultura de Bielorrusia. 

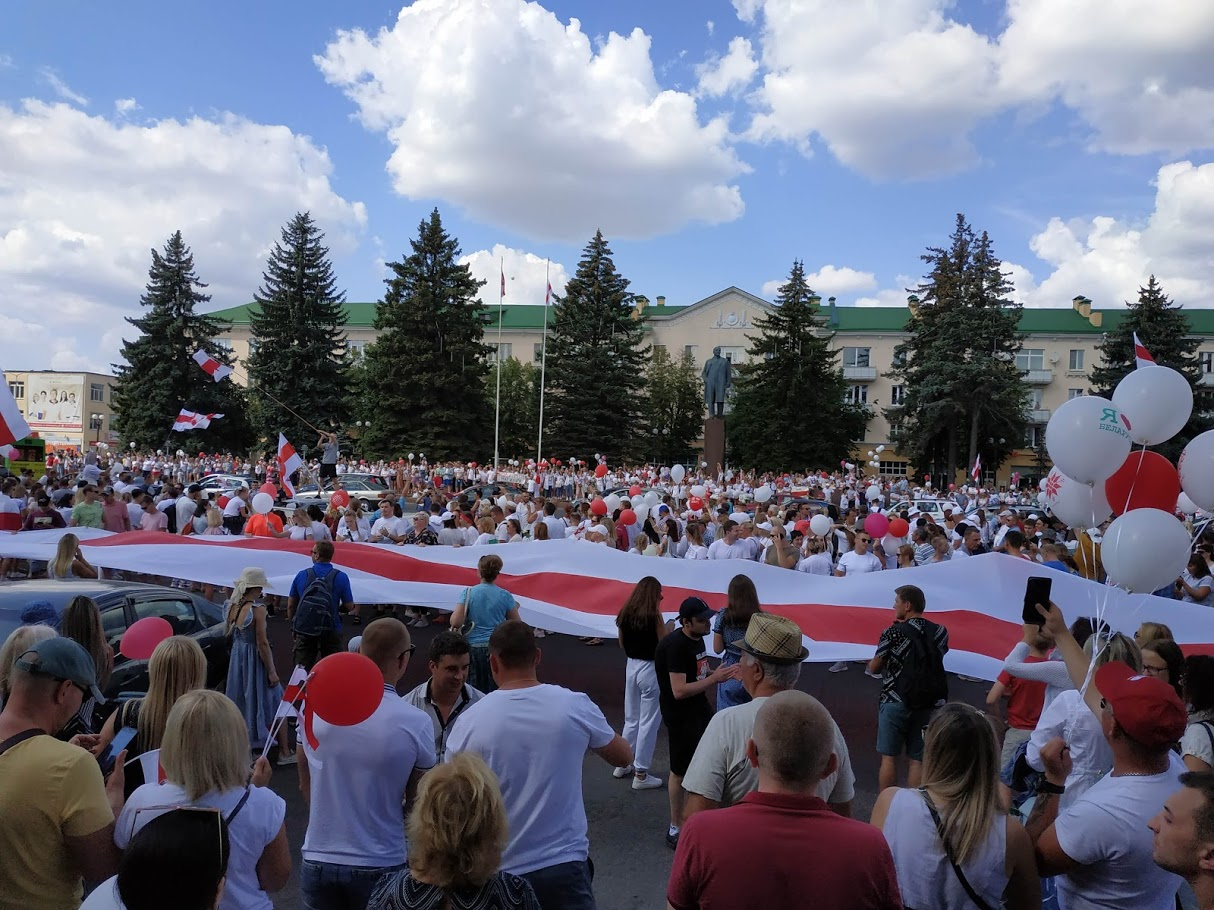
Manifestantes de la oposición en Baránavichi.

Los mineros de la empresa de potasa Belaruskaly en Salihorsk iniciaron la huelga, negándose a bajar a las minas, y BMZ Steel Works en Zhlobin suspendió el trabajo de los hornos de acero.  Los trabajadores de BMZ anunciaron iniciar una huelga indefinida si no se cumplen sus exigencias. Miles de trabajadores de Planta de Tractores de Minsk (MTZ), Minsk Automobile Works (MAZ), Minsk Motor Works (MMZ), la fábrica electrotécnica de Minsk (METZ) y otras fábricas marcharon por la ciudad hasta la sede de la televisión estatal y otras ubicaciones. Los trabajadores de BelAZ en Zhódzina fueron intimidados por la dirección de la empresa y su manifestación de protesta fue aplazada. Varias otras fábricas suspendieron el trabajo temporalmente (huelga de advertencia) o organizaron manifestaciones con demandas políticas (incluida la refinería de petróleo Naftan y la fábrica de productos químicos «Polimir» en Novapólatsk, la fábrica de fibra de vidrio en Pólatsk, la fábrica de fertilizantes Grodno-Azot). Se informó que 76 personas desaparecieron durante las protestas en Bielorrusia hasta el 17 de agosto, porque no figuran en las listas de detenidos y condenados. Ígor Leshchenya, el embajador de Bielorrusia en Eslovaquia que se puso del lado de los manifestantes y el primer funcionario en hacerlo, dijo que no cree que haya una amenaza de una intervención militar rusa, afirmando que a Rusia le interesa «apoyar nuevas elecciones libres y justas». También dijo que una nueva elección era inevitable. El mismo día, los defensores de los derechos humanos de la asociación social y educativa "Zvyano" ("Enlace") publicaron un informe en el que se decía que al menos cinco personas habían sido asesinadas durante las protestas y siete se encontraban en estado de salud crítico.

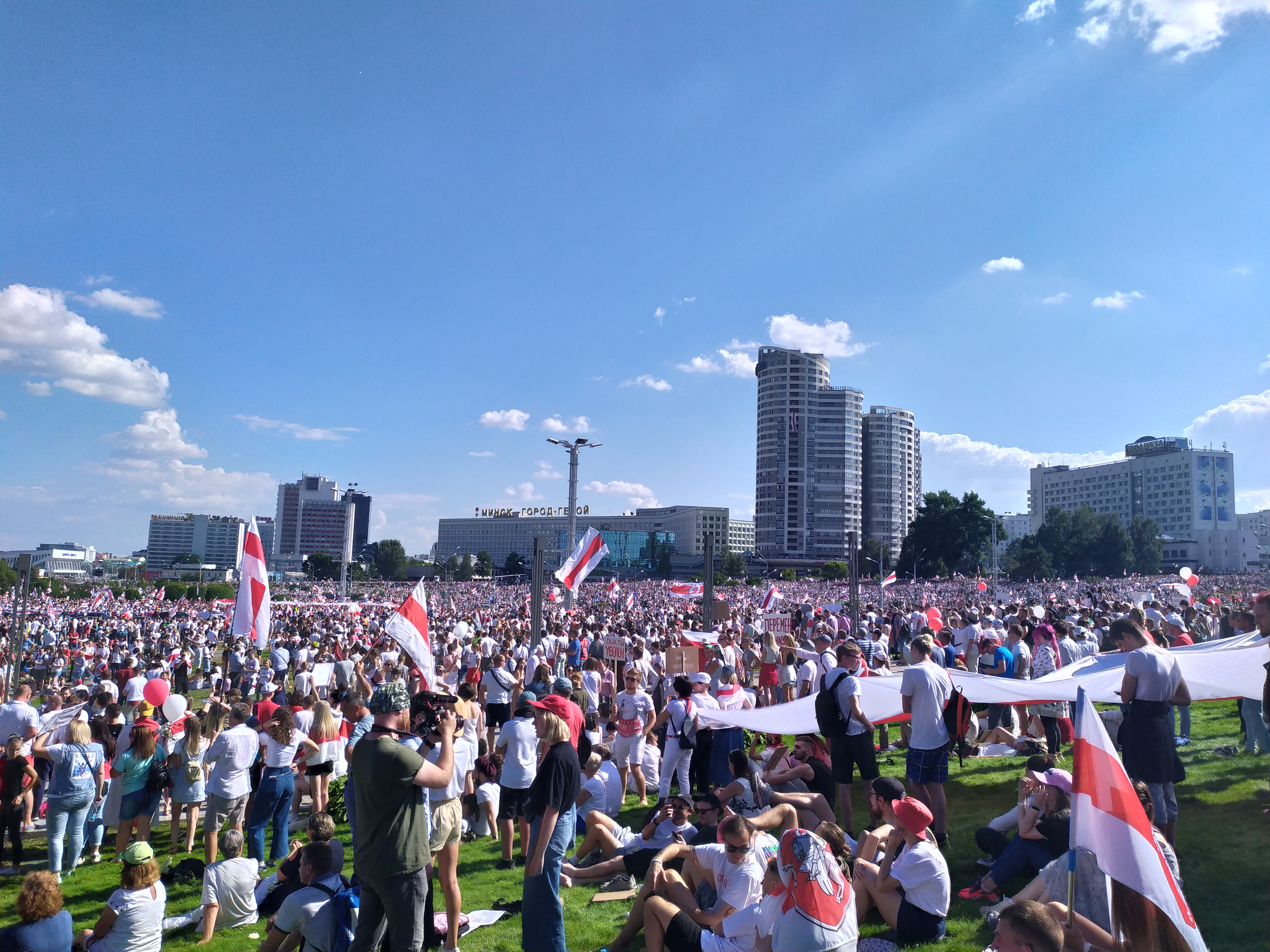
Manifestantes contra Lukashenko en el centro de Minsk.

El 18 de agosto, se informó de que empresas internacionales de los sectores minorista, bancario, móvil y alimentario habían comenzado a retirar sus campañas publicitarias de los canales de televisión bielorrusos, incluida la televisión estatal. La canciller alemana, Angela Merkel, habló con Vladímir Putin y dijo que el gobierno bielorruso debe evitar el uso de la fuerza contra manifestantes pacíficos, liberar de inmediato a los presos políticos y comenzar un diálogo nacional. En respuesta, Putin advirtió a Merkel que la interferencia extranjera en el ex Estado soviético sería inaceptable. El embajador de Bielorrusia en Eslovaquia, Ígor Leshchenya, dimitió junto con otros cuatro diplomáticos. La compañía del Teatro Nacional Yanka Kupala en Minsk dimitió en masa. El Gobierno de la República de Estonia confirmó que no reconoció los resultados de las elecciones. La emisora de radio Ejo Moskvý (Eco de Moscú) publicó un extracto de una carta de María Kolésnikova (jefa de campaña de Babariko) en la que se indicaba que Bielorrusia debería respetar todos los acuerdos existentes con Rusia y que Rusia era un socio importante (véase Estado de la Unión de Rusia y Bielorrusia), las tensiones recientes se debieron a Lukashenko. Trabajadores de varias fábricas adicionales y trabajadores postales se unieron a las huelgas y el periódico Komsomólskaya Pravda v Belorusii dijo que no pudo imprimir su edición del martes centrada en las protestas históricas durante el fin de semana, antes de anunciar que había conseguido otra imprenta que produciría su edición impresa ese día en la tarde. La Agencia Telegráfica de Bielorrusia (BELTA) emitió un video que pretendía mostrar a los manifestantes bielorrusos siendo violentos, esto era engañoso ya que las imágenes de Bielorrusia se mezclaban con las de España de los disturbios de 2019 en Cataluña. Mientras tanto, se llevaron a cabo manifestaciones de apoyo a Lukashenko en Maguilov y Gómel.

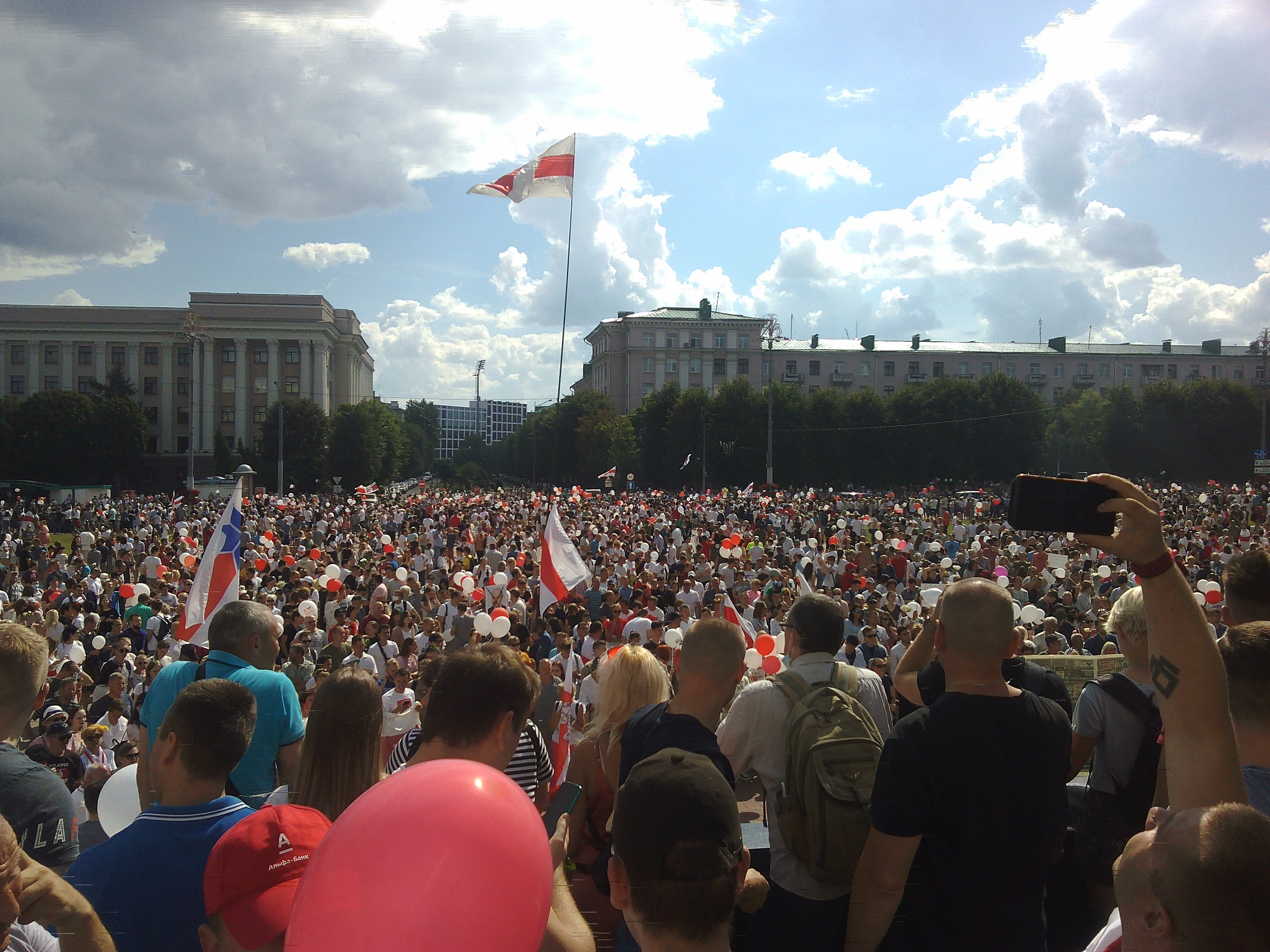
Manifestantes de la oposición en Mahiliou.

En Maguilov, uno de los activistas que marchaba cerca del edificio del comité ejecutivo resultó herido deliberadamente por un conductor que se dio a la fuga, sin resultado médico significativo.

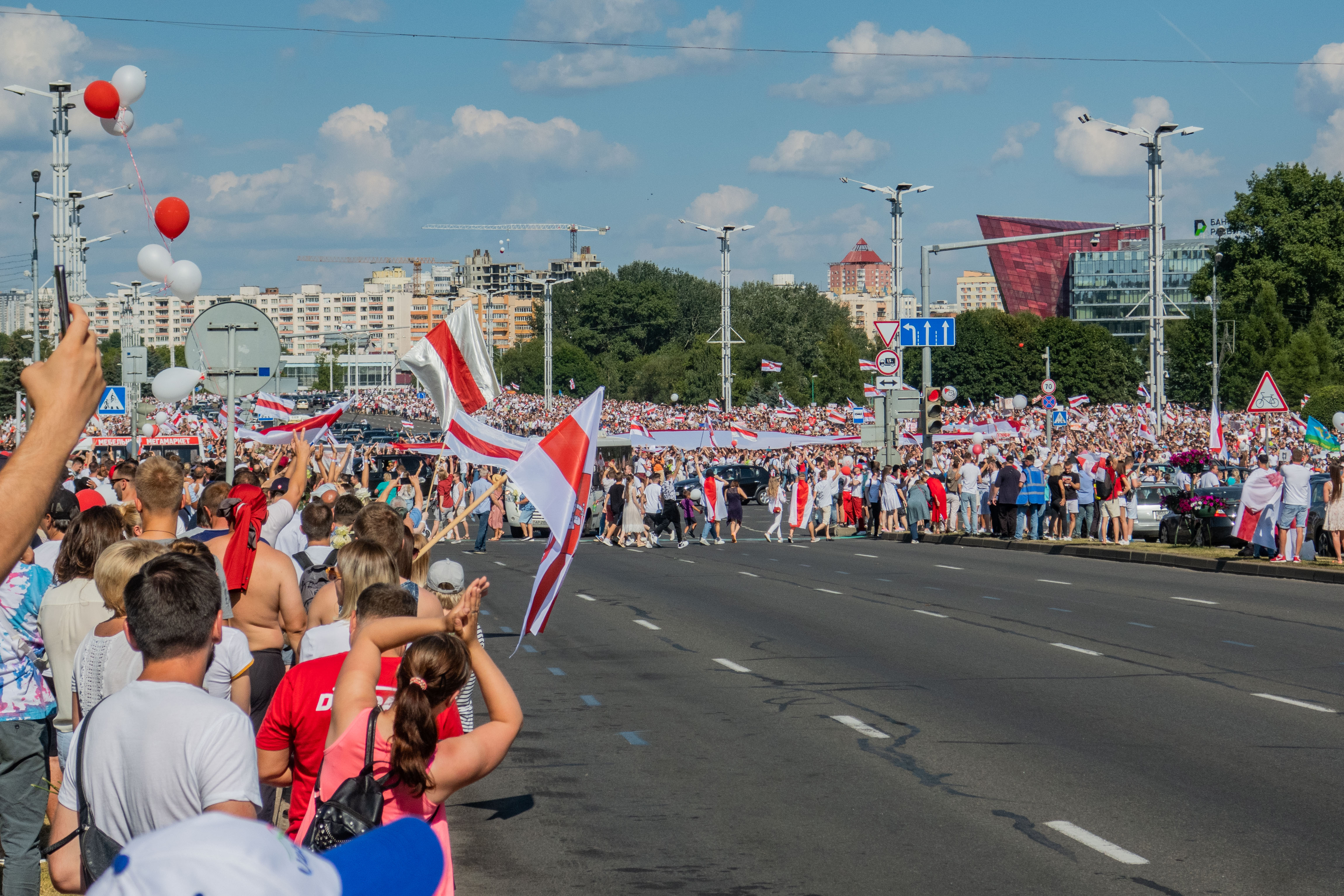
Manifestantes de la oposición en las calles de Minsk.

El 19 de agosto, las fuerzas de OMON dispersaron a los manifestantes que se habían reunido en la mañana a la entrada de la Planta de Tractores de Minsk (MTZ); dos personas fueron detenidas. El mismo día, Alekséi Petkévich, endoscopista y empleado del Centro Médico Clínico Republicano en Minsk, anunció que el 14 de agosto renunció a su trabajo en protesta por las golpizas masivas a los manifestantes detenidos y dijo: «Me quedé impactado por lo que vi. Nuestro pueblo fue humillado y despedazado». Natalya Volvacheva, directora de la escuela núm. 5 de Pólatsk, también renunció en protesta y dijo: «Mis colegas han sido destruidos por amenazas, convertidos en criminales y rehenes del sistema». Más de 200 deportistas bielorrusos, periodistas deportivos y empleados del ámbito deportivo (Yelena Léuchanka, Nikolái Kozeko, Volha Mazurónak, Maryna Arzamásava, Aliaxandra Ramanóuskaya, Stepán Popov y muchos otros) firmaron una carta abierta a Aleksandr Lukashenko, donde, entre otros exigieron que se invalide la última elección presidencial, que se libere a todas las personas detenidas durante las protestas, que se libere y rehabilite a todos los presos políticos, que se identifique y sancione a los responsables de las palizas y «abusos bestiales» contra los detenidos Human Rights Watch señaló que la mayoría de las protestas habían sido pacíficas y describió las redadas policiales como «sistemáticamente brutales». El comité electoral central de Bielorrusia dijo que Lukashenko sería investido como presidente por un nuevo mandato en los próximos dos meses. Lukashenko ha ordenado a la policía que reprima todas las protestas en Minsk y ha reforzado los controles fronterizos, se han introducido controles a las personas que ingresan a la estación de televisión y se les ha dicho a todos los trabajadores estatales que perderán sus trabajos si protestan, y según los informes, trabajadores fueron traídos desde Rusia para reemplazar a los trabajadores en huelga. Se celebraron dos manifestaciones a favor de Lukashenko en las ciudades de Borísov y Babruisk, en las que también participaron helicópteros de la policía con la bandera del estado.

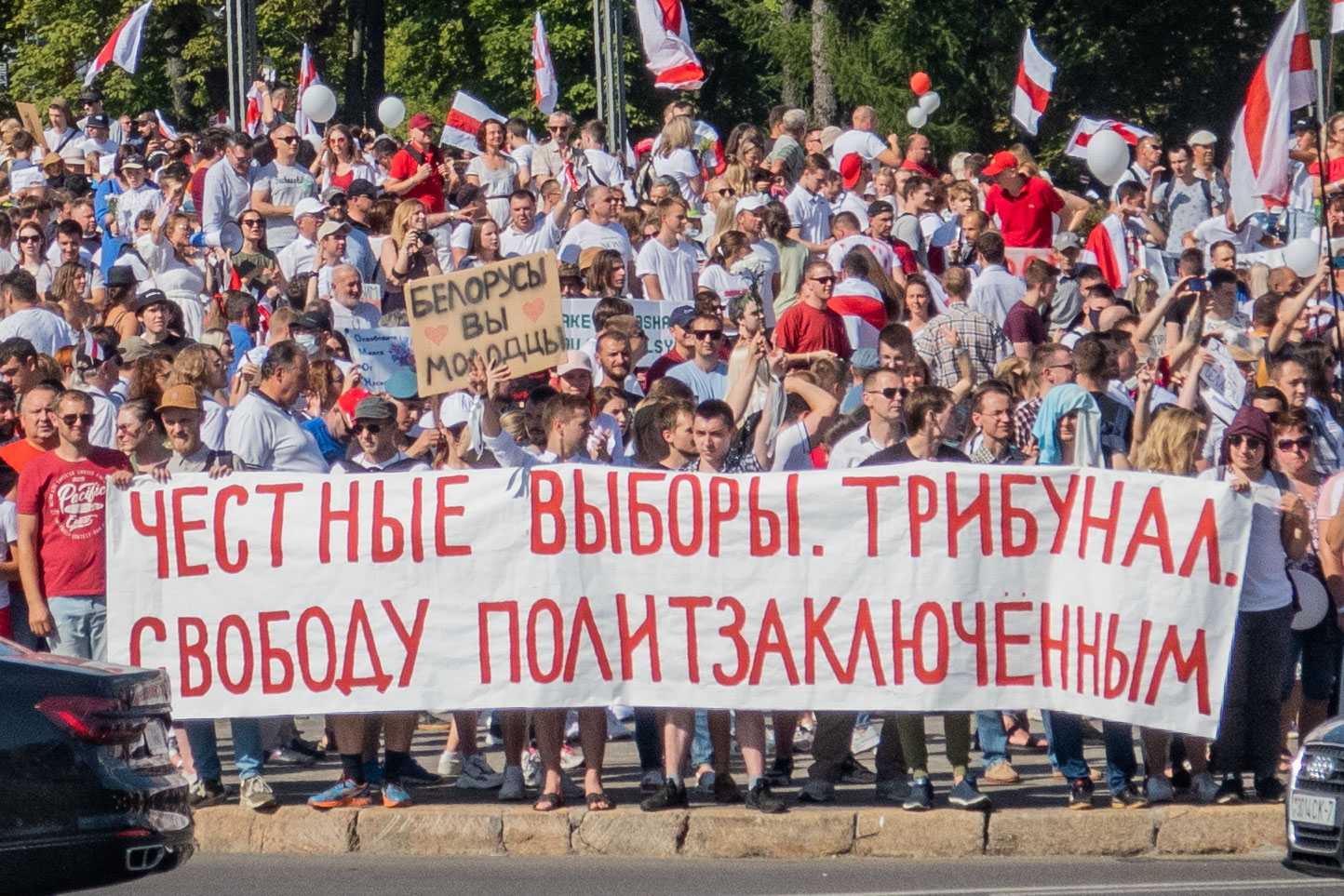
Manifestantes contra Lukashenko con pancartas de exigencia.

El mismo día el líder bielorruso ordenó a sus servicios secretos detener a los organizadores de las protestas contra su régimen y la manipulación electoral y reprimir cualquier movilización. «No debería haber más disturbios en Minsk. La gente está cansada, exige paz y tranquilidad», ha recalcado tras una reunión de su consejo de seguridad. Más tarde la Comisión Europea anunció que reprogramará sus ayudas a Bielorrusia para canalizarlas a la sociedad civil. La presidenta de la Comisión, Ursula von der Leyen, anúncio que se destinarán dos millones de euros a las víctimas de la represión de Lukashenko, un millón de euros para organizaciones sociales y medios de comunicación independientes y 50 millones de euros para paliar el impacto de la pandemia de la COVID-19. Los 27 socios de la UE se negaron a reconocer el resultado de las elecciones, que dieron la victoria a Lukashenko, y dieron su apoyo a la propuesta de mediación internacional ofrecida por la OSCE. También se celebró en Minsk un segundo mitin a favor de Lukashenko. Otros fueron detenidos en las ciudades de Luninets y Staryya Darohi. La mayor parte del personal de Radio Stalitsa de la empresa estatal de radio y televisión estatal de la República de Bielorrusia dimitió en solidaridad con los manifestantes. Desde el 19 de agosto no hay transmisiones en la estación excepto noticias deportivas. Se permitió que continuara pacíficamente una manifestación de cientos de personas que gritaban «dimitir» y «dejarlos salir» por la noche frente al Ministerio del Interior en Minsk sin interferencia de la policía.
El mismo día, Gennady Shutov, de 43 años, murió en el hospital militar de Minsk después de haber recibido un disparo en la cabeza durante las protestas del 11 de agosto en Brest; al parecer, la policía hizo el disparo.
El 20 de agosto, se informó de que el fiscal general de Bielorrusia, Aleksandr Konyuk, había iniciado actuaciones penales contra miembros del Consejo de Coordinación, en virtud del artículo 361 del Código Penal de Bielorrusia, por intentar tomar el poder del Estado y dañar la seguridad nacional. En consecuencia, el miembro del presidium del consejo, Maxim Znak, fue citado para ser interrogado por la policía. Cuatro miembros de las fuerzas de seguridad dimitieron en solidaridad con los manifestantes. En Gomel se llevó a cabo una segunda manifestación a favor de Lukashenko, mientras que vehículos militares en Vitebsk y un tractor en Pinsk podían verse ondeando la bandera del estado. También se celebró otra manifestación a favor de Lukashenko en el monumento a Lenin frente a la Casa de Gobierno en Minsk, solo para ser superada en número por manifestantes anti-Lukashenko. En respuesta, algunos manifestantes pro-Lukashenko se unieron a la protesta de la oposición, mientras que otros abandonaron la manifestación.  Un pequeño grupo de partidarios de Lukashenko fue visto en Hrodna entregando banderas estatales y otro material progubernamental a los transeúntes. Se llevó a cabo una manifestación a favor del gobierno en un estadio de Slutsk, tras la cual, los asistentes a la manifestación se acercaron a una cadena de solidaridad formada por opositores de Lukashenko e intentaron arrebatar las banderas de la oposición bielorrusa a los manifestantes.
El 21 de agosto, la candidata presidencial Anna Kanopátskaya presentó una apelación contra el resultado oficial de las elecciones ante el Tribunal Supremo de Bielorrusia. El presidente francés Emmanuel Macron y la canciller alemana Angela Merkel se ofrecieron a mediar entre el gobierno de Bielorrusia, la oposición y la sociedad civil. Svetlana Tijanóvskaya celebró una conferencia de prensa para los medios de comunicación internacionales en la que dijo que esperaba regresar a Bielorrusia cuando sea seguro para ella e instó a todos los países a respetar la soberanía e independencia de Bielorrusia. También dijo que «Es hora de unirse» y pidió a los manifestantes que intensifiquen sus huelgas a pesar de la «intimidación». El presidente de la Federación Atlética de Bielorrusia, atleta olímpico y exmiembro de la Cámara de Representantes, Vadim Deviatovski, publicó un mensaje en su página de Facebook en el que decía que «¡¡Lukashenko no es mi presidente!!!» y afirmó que su anterior apoyo al régimen fue un «engaño» y «traición». El líder de la huelga en la fábrica de automóviles de Minsk, Yevgueni Bojválov, había sido arrestado mientras que un organizador de la huelga en la fábrica de potasa Belaruskali en Soligorsk, Dmitri Kudelévich, fue detenido antes de escapar por la ventana de un baño y huir a Ucrania. El primer ministro de Albania, Edi Rama, actual presidente de la Organización para la Seguridad y la Cooperación en Europa (OSCE), dijo que la OSCE iba a Minsk para reunirse con el gobierno y la oposición para analizar la mediación. En Gómel, se celebró una manifestación a favor del gobierno en la que se podían ver tractores ondeando la bandera del estado. También se podía ver una columna de automóviles ondeando la bandera del estado junto a la plaza Lenin en Minsk.

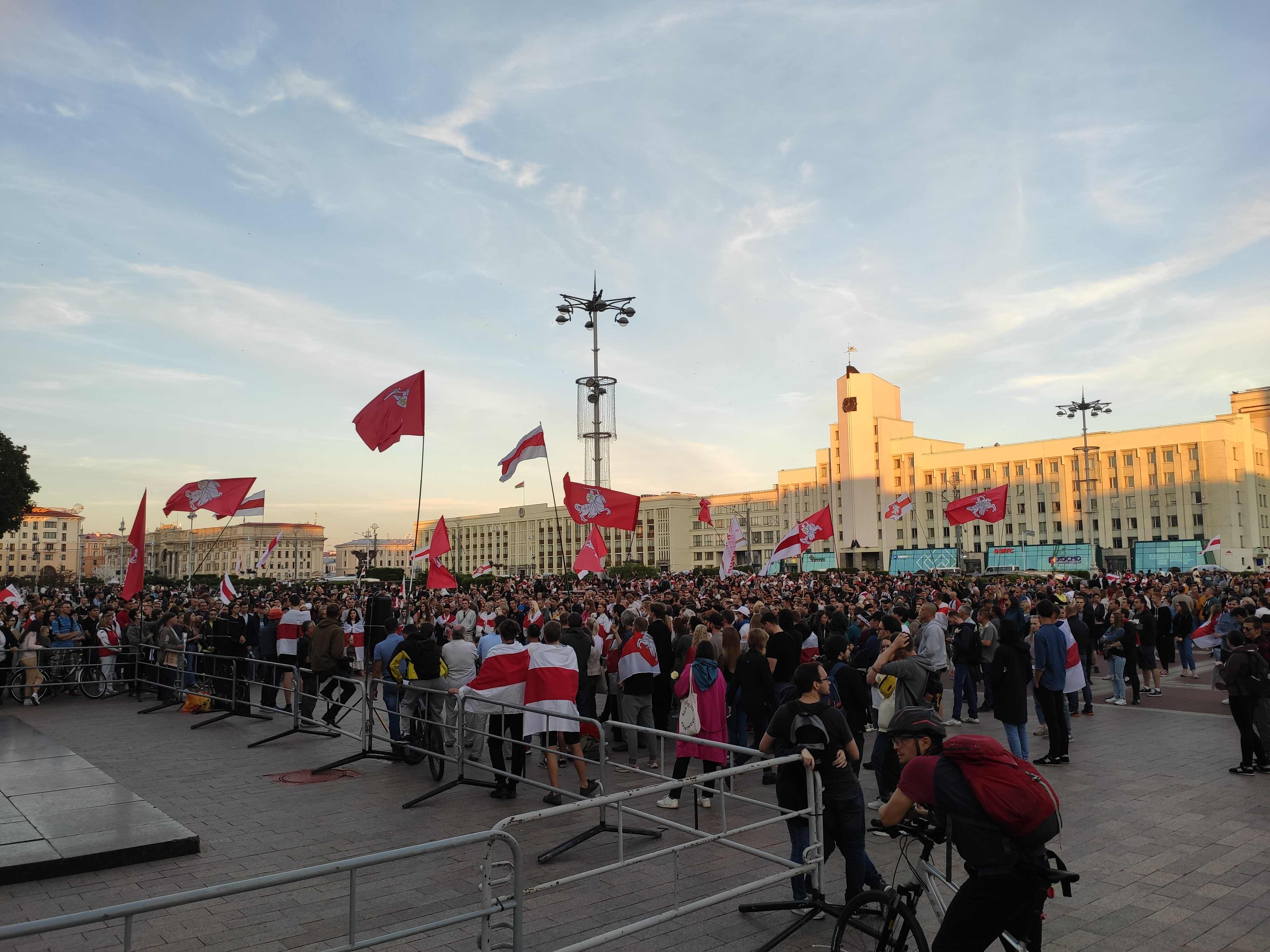
Protestas de opositores en la plaza de la independencia en Minsk.

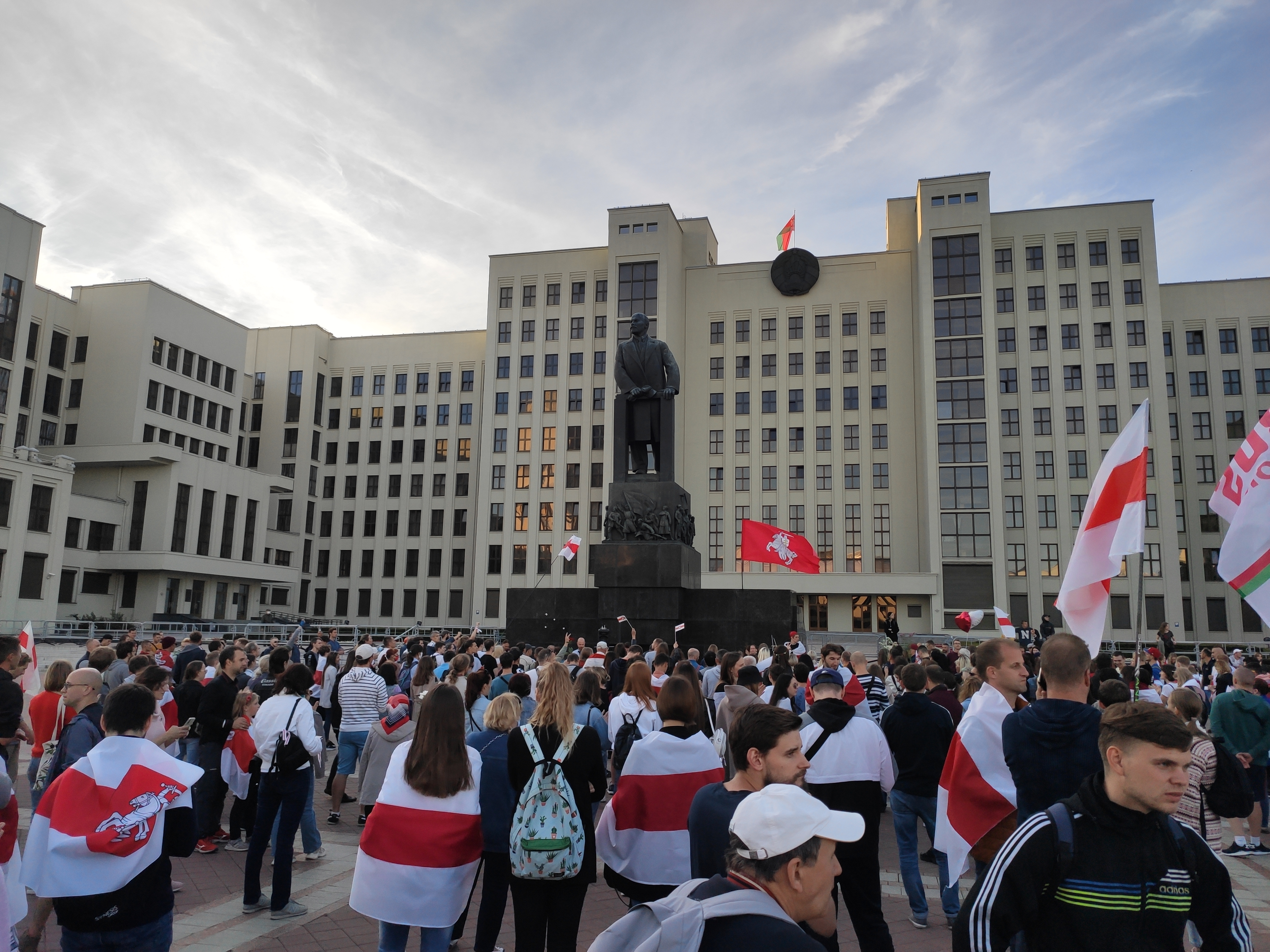
Marcha opositora frente a la casa de gobierno en la plaza de la independencia de Minsk.

El 22 de agosto, el presidente del Comité Ejecutivo de la Provincia de Grodno, Vladímir Kravtsov, fue destituido por Lukashenko y reemplazado por el exministro de Salud Vladímir Karánik. Lukashenko apareció en una manifestación a favor del gobierno en Grodno esa misma tarde. Durante la manifestación, Lukashenko pidió a los militares que defendieran la frontera occidental de Bielorrusia, acusando a Varsovia y Vilnius de estar detrás de las protestas. El mandatario advirtió que "esta no es solo nuestra frontera, esta es la frontera del Estado Unión, esta es la frontera de la CSTO, y la respuesta será la adecuada". También defendió su manejo de la pandemia de coronavirus y dijo: "No me creyeron cuando dije: 'No es necesario aislar a la gente'. ¿Qué están diciendo los occidentales ahora? " Lukashenko llamó a los trabajadores en huelga de la empresa de construcción estatal Grodnozhilbud, diciendo: "Lo haremos incluso sin Grodnozhilbud, tenemos suficientes constructores en el país", y también llamó a los sacerdotes que participan en las protestas, citando que "La gente debería venir al templos para rezar. Las iglesia, no son para la política". Varios periodistas fueron detenidos en el mitin. Los partidarios de la oposición organizaron una marcha de la mujer contra la violencia policial en Minsk que culminó con una vigilia en la plaza de la Independencia donde la multitud reunida fue dirigida por María Kolésnikova y Pável Latushko. También se llevaron a cabo concentraciones de oposición en Hrodno y Brest. La Oficina del Alto Comisionado de las Naciones Unidas para los Derechos Humanos declaró el 21 de agosto que cuatro personas habían muerto como consecuencia de las heridas que sufrieron durante las protestas.

### Tercera semana

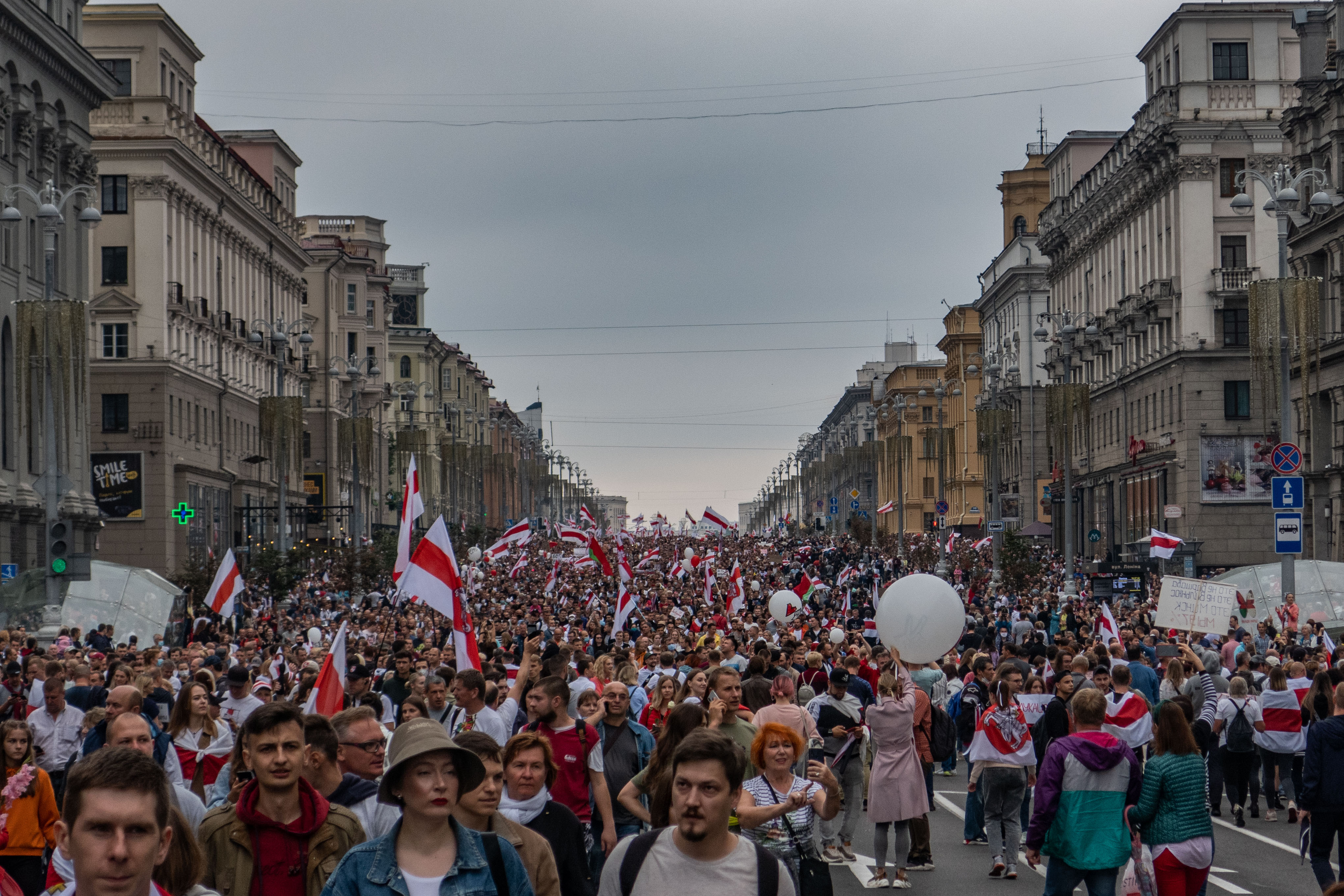
Manifestación contra Lukashenko en las calles de Minsk.

El 23 de agosto, una gran manifestación denominada "la marcha por una nueva Bielorrusia" comenzó a las 14:00 en Minsk y se dirigió hacia la plaza de la Independencia. También se organizaron manifestaciones similares en otras ciudades y pueblos de todo el país. En otros países se han organizado cadenas humanas en solidaridad con el movimiento democrático bielorruso, incluida una que se extiende desde Vilna hasta la frontera con Bielorrusia. Se vieron vehículos militares en las calles de Minsk y se establecieron controles en las carreteras principales que conducen a la ciudad. El ejército también asumió la responsabilidad de proteger las estatuas y los monumentos frente a las fuerzas policiales locales. El área alrededor del Museo de la Gran Guerra Patria de Bielorrusia, donde los manifestantes se habían reunido la semana anterior, fue bloqueada con alambre de púas. Se informó que las personas fueron detenidas por oficiales armados con uniforme militar cerca del museo. La manifestación pasó más tarde por el museo donde María Kolésnikova instó a los participantes a no enemistarse con el personal de seguridad.

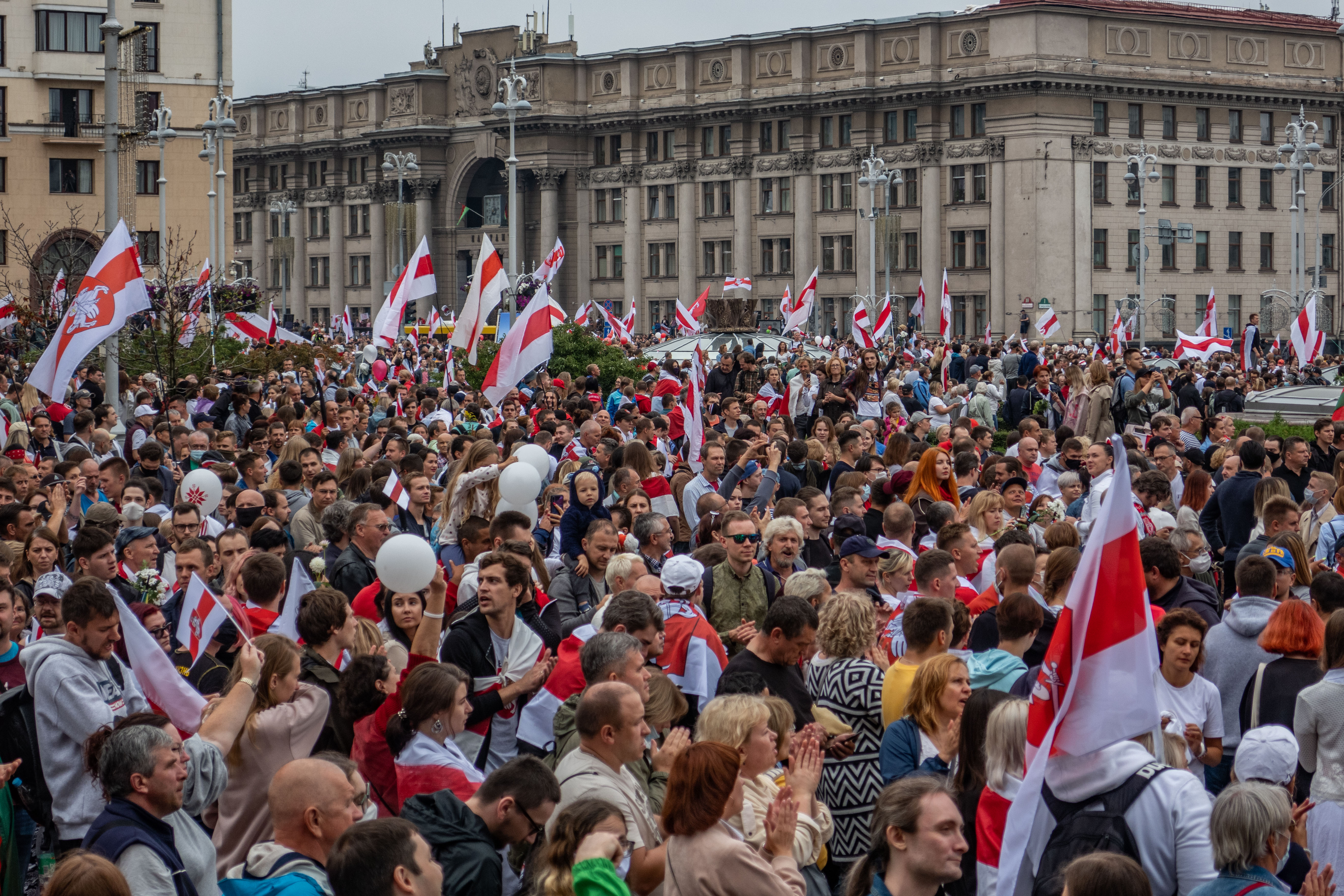
Manifestantes opositores frente al Palacio de la Independencia en Minsk.

Más tarde en la tarde, la manifestación avanzó hacia la plaza de la Bandera del Estado y el Palacio de la Independencia, donde los manifestantes se enfrentaron a las fuerzas de seguridad que habían instalado un bloqueo de carreteras. Se ha informado de que Aleksandr Lukashenko reside en el Palacio de la Independencia. También se informó que un helicóptero presidencial fue visto dirigiéndose hacia el palacio y que había aterrizado en el recinto a las 19:05 horas. Más tarde surgieron imágenes que mostraban a Lukashenko caminando cerca del helicóptero, vestido con un chaleco antibalas y sosteniendo una ametralladora y luego caminando por los terrenos del palacio. En las últimas imágenes, se escuchó a Lukashenko decir "Déjame en paz" y "No queda nadie allí, ¿verdad?". Su hijo de 15 años, Nikolái, fue visto con él disfrazado de policía antidisturbios y con una pistola. En un tercer video, se le ve examinando a los manifestantes desde un helicóptero y se le escucha decir "Cómo huyeron las ratas" en una aparente referencia a los manifestantes. Posteriormente se vio a grandes grupos de personal de seguridad dirigiéndose hacia el centro de Minsk y helicópteros militares sobrevolando partes de la ciudad. Las autoridades pidieron a los operadores móviles que restringieran el acceso 3G a partes de Minsk alrededor de las 18:30 hora local. El helicóptero presidencial fue visto saliendo del palacio alrededor de las 20:47 y no se sabía si Lukashenko estaba a bordo o no. El representante oficial del Ministerio del Interior afirmó que 30.000 personas asistieron a manifestaciones progubernamentales el día pasado, frente a 6.100 que asistieron a manifestaciones antigubernamentales.
El 24 de agosto, los miembros del presídium del Consejo de Coordinación, Serguéi Dilevski y Olga Kovalkova, fueron detenidos por los servicios de seguridad mientras intentaban apoyar a los trabajadores en huelga en la Planta de Tractores de Minsk. Svetlana Aleksiévich, Lilia Vlásova y Pável Latushko también fueron convocados para interrogarlos. La policía pareció ser menos tolerante con las protestas, mítines y huelgas, rompiendo activamente las líneas de solidaridad en Minsk y deteniendo a los líderes de las huelgas en empresas estatales. A pesar del aumento de la presencia policial, grupos de manifestantes aún pudieron reunirse en la plaza de la Independencia en Minsk, donde gritaron "Salid" y también en Grodno y en Brest. Aleksandr Lukashenko emitió un comunicado en el que amenazó con el despido de los maestros de escuela que no sigan la "ideología estatal". El Gobierno de Lituania acusó a las fuerzas armadas de Bielorrusia de violar el espacio aéreo lituano el día anterior y entregó una nota de protesta al embajador de Bielorrusia en Vilnius. Bielorrusia afirmó que su fuerza aérea estaba intentando evitar que los globos que representaban "símbolos antiestatales" cruzaran la frontera.

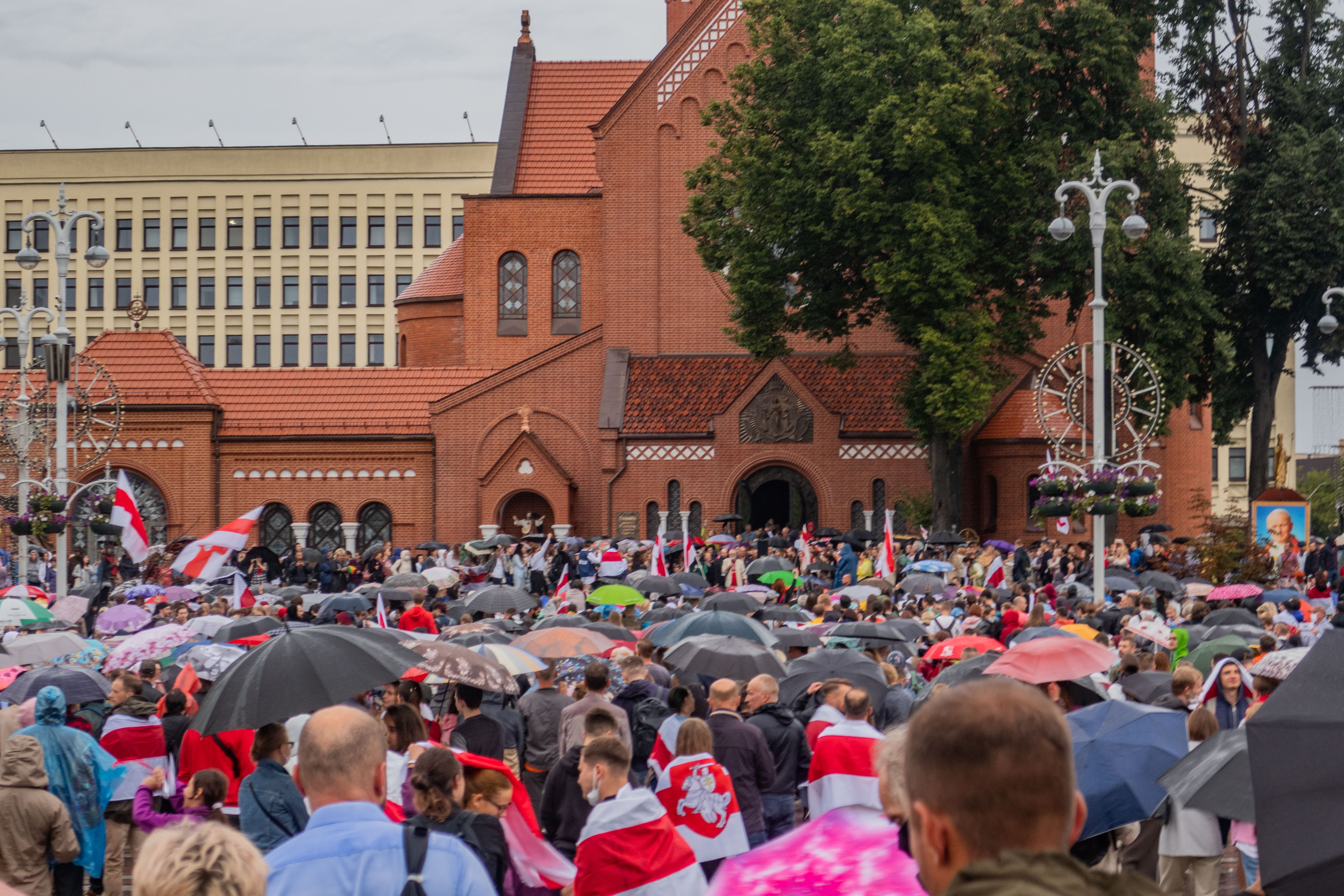
Protesta contra Lukashenko en Minsk.

El 25 de agosto fue marcado por el 29 aniversario de la declaración de independencia de Bielorrusia de la Unión Soviética y la re-adopción de la bandera blanca-roja-blanca. Olga Kovalkova compareció ante el tribunal a través de un enlace de video acusada de organizar ilegalmente una huelga y Pável Latushko se presentó al KGB para ser interrogado. Tanto Kovalkova como Serguéi Dylevski fueron condenados a diez días de prisión. Un grupo de profesores organizó una protesta frente a la sede del Ministerio de Educación en Minsk en relación con posibles despidos de profesores que apoyaban las protestas de la oposición o se negaban a promover la ideología estatal. A primera hora de la tarde, se celebró una manifestación en la plaza de la Independencia en Minsk, a la que se dirigieron algunos de los miembros de la sesión del Soviet Supremo de la RSS de Bielorrusia que declaró a Bielorrusia un estado independiente el 25 de agosto de 1991. La veterana activista Nina Bajínskaya que tomó parte de la manifestación declaró su satisfacción ante la posibilidad de poner fin al dictatorial régimen de Lukashenko. También se celebró en Minsk una manifestación a favor de Lukashenko, denominada "Bielorrusia es Lukashenko". Durante la manifestación, los manifestantes anti-Lukashenko fueron descritos como "satanistas" y se les dijo que "vayan al infierno", algunos participantes se burlaron de los periodistas que cubrían el evento y ondearon banderas rusas.
El mismo día Svetlana Tijanóvskaya se dirigió por videoconferencia a los diputados del Comité de Asuntos Exteriores del Parlamento Europeo en la que ha agradecido que Bruselas no haya reconocido el resultado de las elecciones que dieron la victoria a Lukashenko así como reafirmó el carácter pacífico de las protestas que denominó como revolución democrática carente de dimensión geopolítica. En otra alocución dirigida a la sociedad civil bielorrusa, la opositora rememoró la Declaración de Independencia adoptada el 25 de agosto de 1991 por el Soviet Supremo de la RSS de Bielorrusia e invitó a manifestarse en la plaza de Independencia de Minsk con tal motivo.
Un empleado de la embajada de Bielorrusia en la India fue despedido después de declarar su apoyo a las protestas.
El 26 de agosto, los residentes iniciaron procedimientos de revocatoria contra al menos 20 miembros de la Cámara de Representantes. La miembro del Consejo de Coordinación y premio Nobel, Svetlana Aleksiévich, fue citada para ser interrogada, pero se negó a responder a las preguntas y fue posteriormente puesta en libertad. La policía allanó la casa de la figura de la oposición Valeri Tsepkalo. Un grupo de unos 500 empleados de BelAZ marchó desde su lugar de trabajo hasta el centro de Zhodzina. A última hora de la noche, un grupo de manifestantes anti-Lukashenko se había reunido en la plaza de la Independencia en Minsk. Alrededor de las 20:30 horas, las fuerzas de seguridad comenzaron a dispersar a la multitud, rodeando a los manifestantes y deteniendo a varias personas. Al mismo tiempo, se desactivó el Internet móvil en Minsk a solicitud de las autoridades. Las fuerzas de seguridad cerraron las puertas de la iglesia de los Santos Simón y Elena y atraparon a unas 100 personas en el interior. El arzobispo católico de Minsk-Mogilev, Yuri Kasabutsky, protestó contra las acciones de las fuerzas de seguridad, calificándolas de "ilegales".
El 27 de agosto, Alexander Lukashenko pidió al gobierno ruso que levantara una fuerza de reserva para desplegarla en Bielorrusia si fuera necesario. El gobierno de Bielorrusia rechazó una solicitud de los jefes de Gobierno de Estonia, Letonia y Lituania para visitar Minsk y ayudar a mediar entre el gobierno y la oposición. Por la tarde, alrededor de 20 periodistas, tanto de medios locales como internacionales, fueron detenidos en la plaza de la libertad en Minsk.  Fueron llevados a la policía del distrito de Kastrychnitski supuestamente para verificar su identidad y acreditación. Más tarde ese día, un grupo de cristianos que llevaban Biblias se había reunido frente a la iglesia de los Santos Simón y Elena en la plaza de la Independencia, Minsk, en protesta por la profanación de la iglesia por parte de los servicios de seguridad que había ocurrido el día anterior. La iglesia fue bloqueada por las fuerzas de seguridad para evitar que la gente entrara o saliera de la iglesia. Más tarde se formó una multitud de manifestantes en la plaza de la Independencia, frente a la iglesia, que estaba rodeada por las fuerzas de seguridad. A las mujeres y los niños se les permitió salir de la plaza, pero se les impidió a los hombres. Al menos 150 personas fueron detenidas. Muchas de las personas que se dispersaron de la manifestación en la plaza de la Independencia continuaron marchando por la ciudad, cantando canciones religiosas y coreando consignas contra el gobierno. Se llevó a cabo un mitin pro-Lukashenko frente al supermercado de Bielorrusia en Minsk, pero terminó abruptamente por la lluvia.
El 28 de agosto, los manifestantes anti-Lukashenko se reunieron nuevamente en la plaza de la Independencia en Minsk. La manifestación fue disuelta por las fuerzas de seguridad, que habían rodeado la plaza. Los manifestantes masculinos fueron detenidos, colocados en camionetas de la policía y llevados para ser interrogados. Se permitió a las manifestantes salir de la plaza. Las fuerzas de seguridad disolvieron una manifestación contra Lukashenko en la calle Pushkin de Minsk. Se bloqueó el acceso a varios sitios web antigubernamentales. En Minsk se llevó a cabo un paseo en bicicleta a favor de Lukashenko dirigido por su hijo, Víktor Lukashenko.

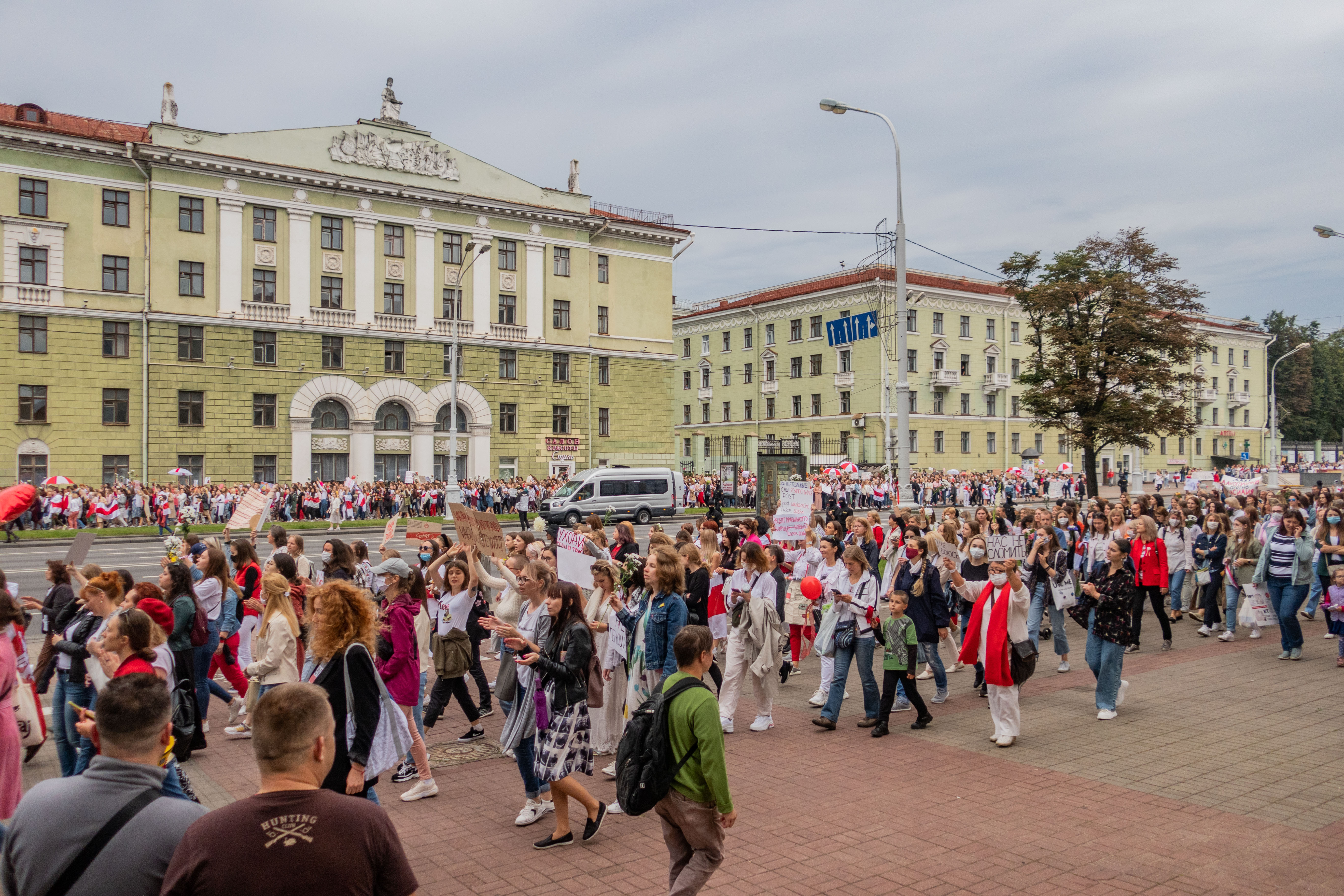
Protesta de mujeres contra Lukashenko en Minsk.

El 29 de agosto se celebró en Minsk una manifestación a favor del gobierno y una manifestación de motociclistas en contra del gobierno. Se instalaron barreras alrededor del Palacio de la Independencia, la plaza de la Victoria y la plaza de Octubre en Minsk y se vieron autobuses con las ventanas oscurecidas alrededor de la plaza de la Libertad en la ciudad. Se vieron vehículos no identificados con matrículas rusas circulando por Minsk. Una marcha solidaria de mujeres, de aproximadamente cinco mil personas, comenzó en la avenida Independencia a las 16:00 horas y se dirigió hacia la plaza Independencia. La policía antidisturbios intentó bloquear su avance, pero la marcha pudo pasar. A las 19:00 horas el mitin había crecido en aproximadamente quince mil personas y se dirigía hacia la plaza Bangalore, nuevamente superando a las fuerzas de seguridad que intentaron bloquear su avance. Al menos dos periodistas de Radio Free Europe / Radio Liberty y un periodista de TUT.by fueron detenidos en esta manifestación. También se celebró en Brest una manifestación contra Lukashenko. Se llevaron a cabo manifestaciones de solidaridad en Jerusalén y en Frankfurt.

### Cuarta semana

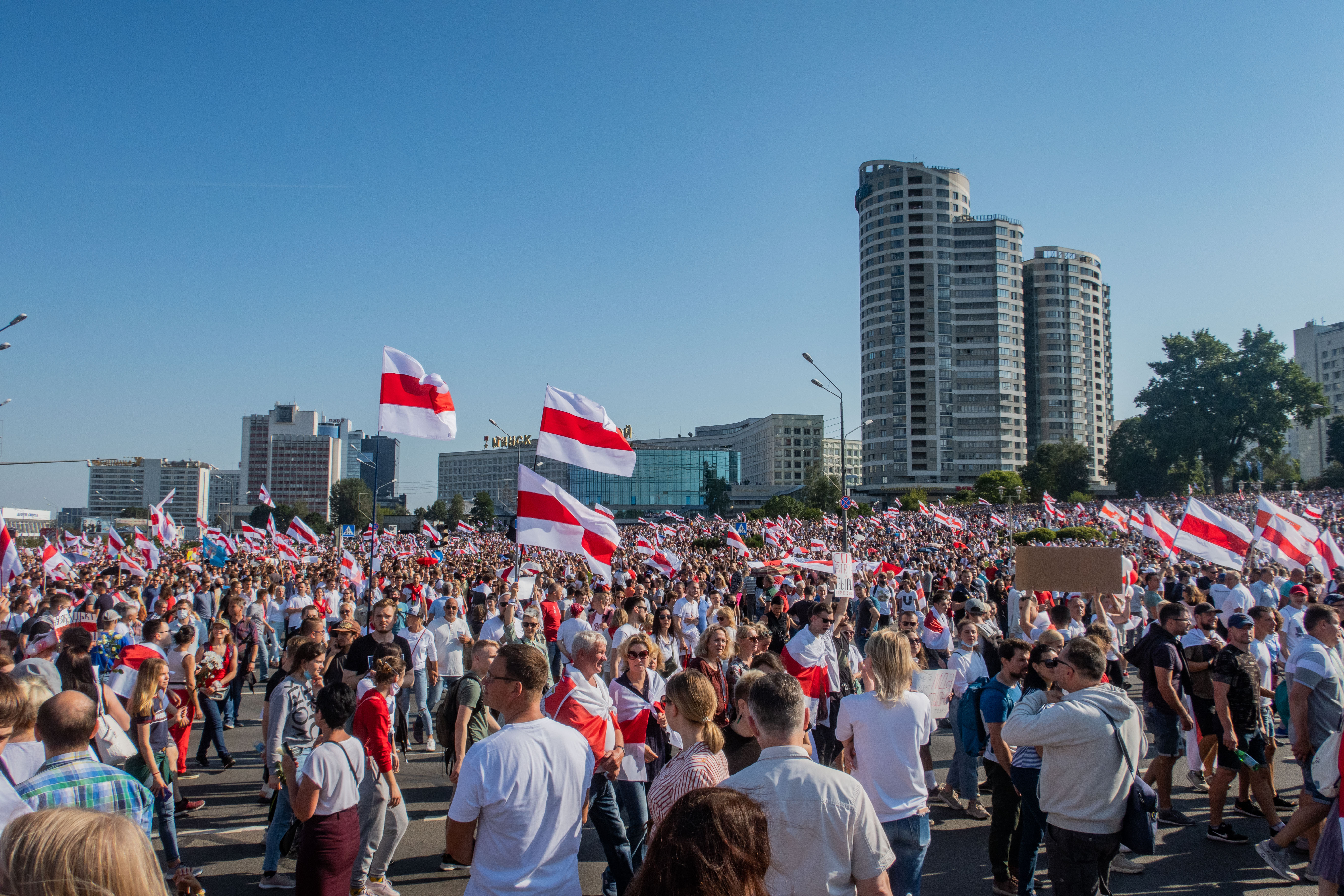
Manifestación de la oposición contra el gobierno de Lukashenko en Minsk.

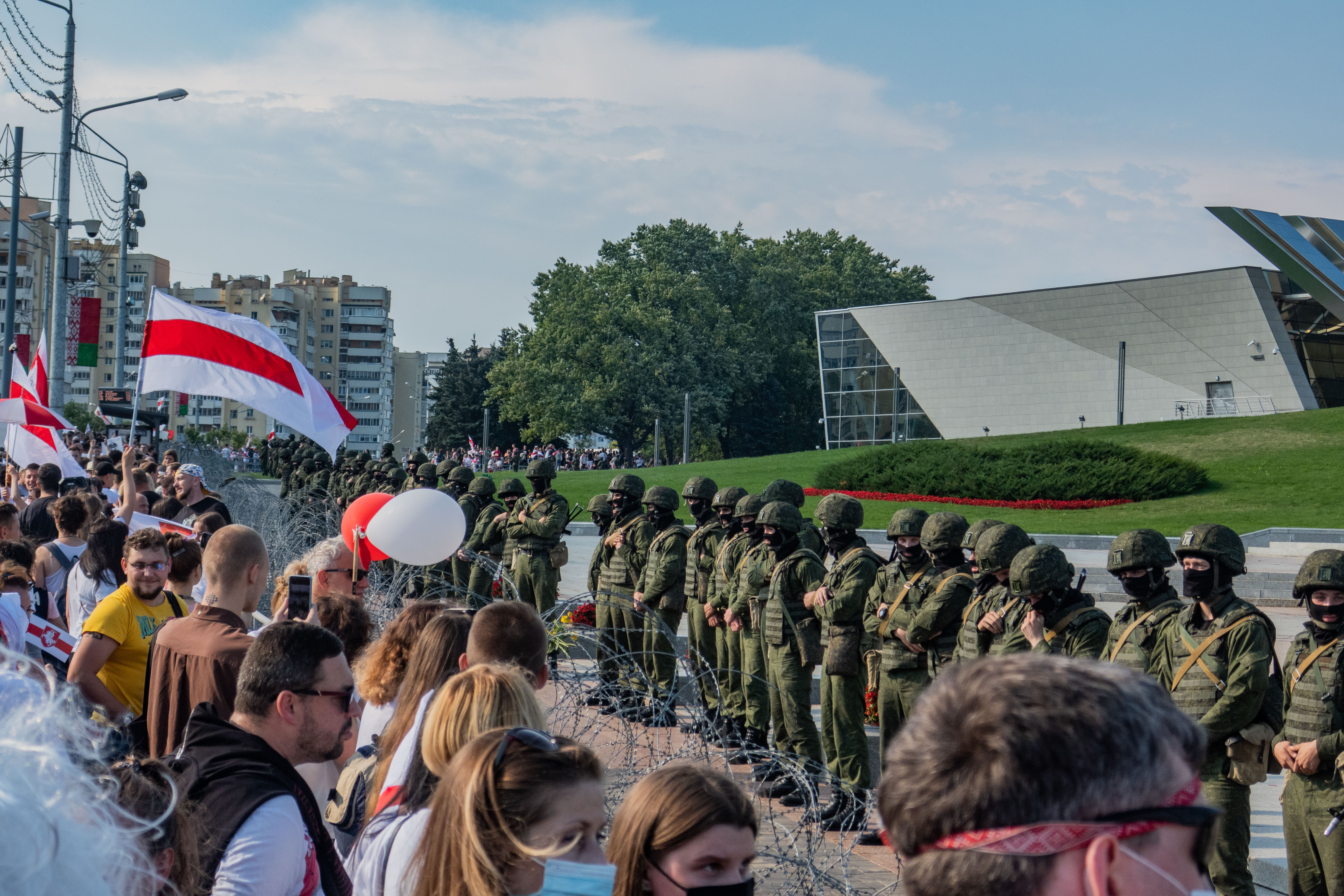
Soldados detrás de un alambre de púas durante una marcha opositora.

El 30 de agosto marcó el 66.º cumpleaños de Alexander Lukashenko y el gobierno, las autoridades públicas y sus seguidores habían planificado un programa de celebraciones nacionales. El presidente ruso, Vladímir Putin, llamó a Lukashenko para ofrecerle felicitaciones de cumpleaños y los dos acordaron reunirse en Moscú en las próximas semanas. Fuentes de medios independientes informaron de una gran concentración de vehículos militares y personal de seguridad en los alrededores de Minsk, con vallas para el acceso a las plazas públicas y bloqueo de las carreteras. Los oponentes de Lukashenko habían planeado una serie de eventos y manifestaciones que culminaron en una «Marcha por la Paz y la Independencia» que continuaría por la avenida Independencia hasta la plaza de la Independencia y luego hacia el Palacio de la Independencia. También se hicieron manifestaciones similares en las capitales de los óblast, donde se pidió a los opositores que se reunieran en las sedes administrativas regionales. Se pidió a los opositores de Lukashenko que llevarán regalos de cumpleaños adecuados y que los dejaran en las residencias oficiales de Lukashenko en todo el país. En respuesta a este llamado, un grupo de mujeres vestidas con trajes tradicionales llevaron calabazas a la casa de gobierno, una señal de rechazo en la cultura bielorrusa. Alrededor de las 14:00, hora local, surgieron informes de fuerzas de seguridad que detuvieron arbitrariamente a personas y las colocaron en camionetas policiales. Aproximadamente a las 14:50 se informó que los manifestantes habían logrado traspasar una línea policial a través de la avenida de la Independencia, lo que obligó a las fuerzas de seguridad a retirarse más adelante en la calle. Comenzaron a circular rumores en la plataforma Telegram de que el acceso a Internet se interrumpiría en Minsk a las 15:00. Aproximadamente a las 15:30, la manifestación principal había llegado al Museo de la Gran Guerra Patria, que estaba custodiado por las fuerzas de seguridad. La manifestación continuó avanzando hacia la plaza de la Bandera del Estado y el Palacio de la Independencia, donde las fuerzas de seguridad habían instalado un bloqueo de carreteras. A las 16:30, hubo informes de tanques moviéndose por las calles de Minsk. Poco antes de las 17:00 horas, tres miembros del presidium del Consejo de Coordinación y varios atletas olímpicos bielorrusos habían llegado a la línea policial frente al Palacio de la Independencia. Las fuerzas de seguridad advirtieron a la multitud que se dispersara o sería sometida al uso de la fuerza. En lugar de dispersarse, los manifestantes comenzaron a colocar obsequios, como recortes de cartón de cucarachas, camionetas policiales, helicópteros y zapatillas para Lukashenko frente a la línea policial. A las 19:00, la mayoría de la multitud se había trasladado de regreso al centro de la ciudad, en parte debido a una tormenta eléctrica que había iniciado. Las multitudes continuaron en la plaza de la Bandera del Estado, en las afueras del centro comercial Castle y en las calles alrededor del centro de la ciudad, donde la gente seguía coreando consignas contra Lukashenko. Cuando se le preguntó sobre el paradero de Alexander Lukashenko, su equipo de publicidad publicó una fotografía sin fecha de él caminando por los terrenos del Palacio de la Independencia con una pistola. A media tarde, también se estaban llevando a cabo manifestaciones en Gomel, Brest, Grodno, Vitebsk Mogilev y varios otros pueblos y ciudades. La policía antidisturbios detuvo a varios manifestantes en Grodno.

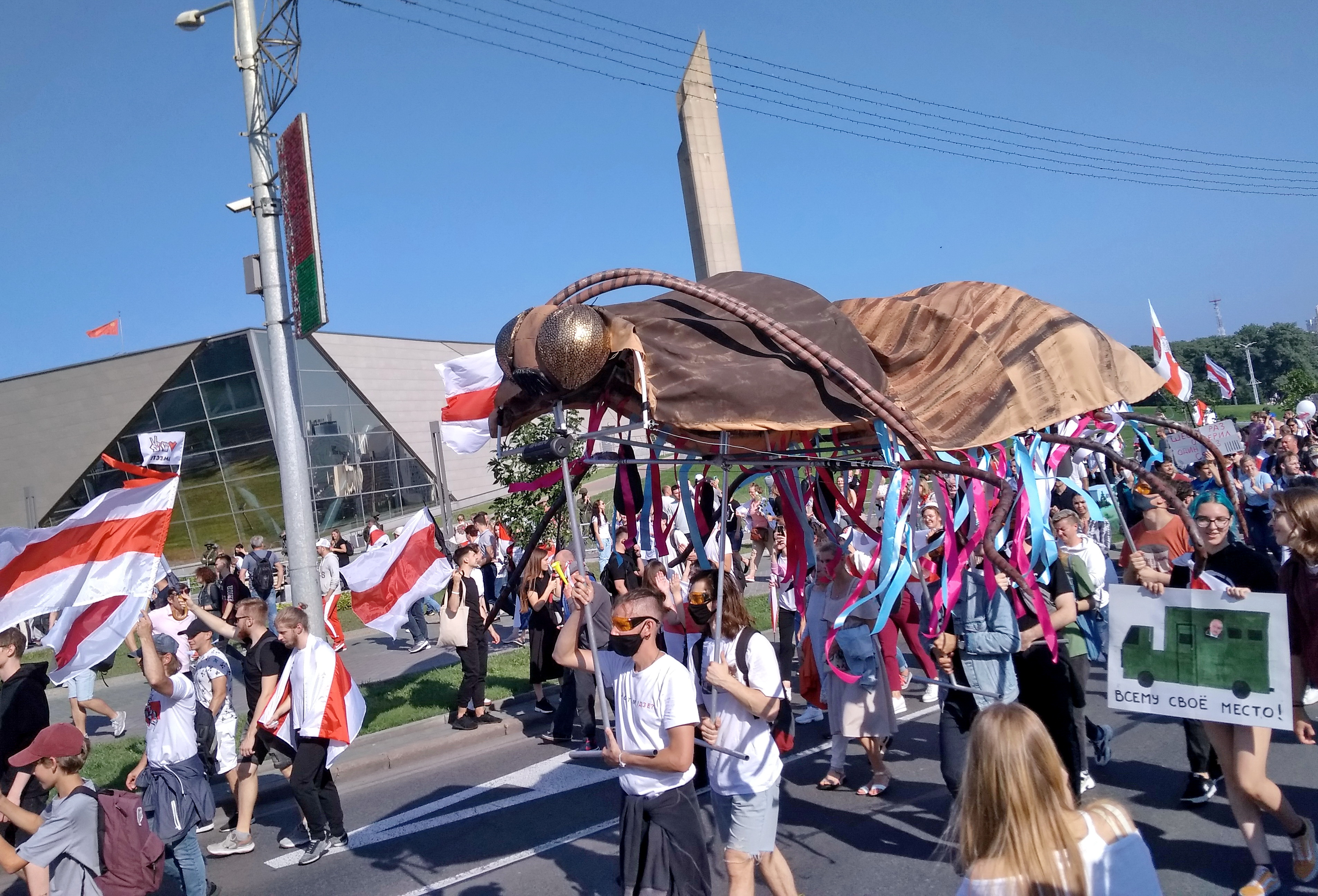
Opositores marchan en Minsk con el armazón de una cucaracha.

El 31 de agosto, Svetlana Tikhanovskaya fue invitada a dirigirse el viernes al Consejo de Seguridad de las Naciones Unidas. El arzobispo metropolitano de Minsk-Maguilov y presidente de la Conferencia Episcopal de Bielorrusia, Tadeusz Kondrusiewicz, no pudieron entrar en el país después de visitar Polonia, a pesar de ser ciudadano bielorruso. El metropolitano Kondrusiewicz había declarado anteriormente que creía que las elecciones presidenciales habían sido deshonestas. Liliya Vlasova, miembro del presidium del Consejo de Coordinación, fue detenida por el Departamento de Asuntos Internos por cargos desconocidos. El embajador bielorruso en España fue destituido de su cargo tras decir que los votos de las elecciones presidenciales debían ser contados y que debían realizarse "audiencias públicas" contra los policías acusados de fuerza excesiva y tortura. Un hombre en las calles de Minsk fue agarrado por otros hombres vestidos de civil y arrastrado a una camioneta después de gritarle a un oficial antidisturbios que se hallaba en las cercanías.

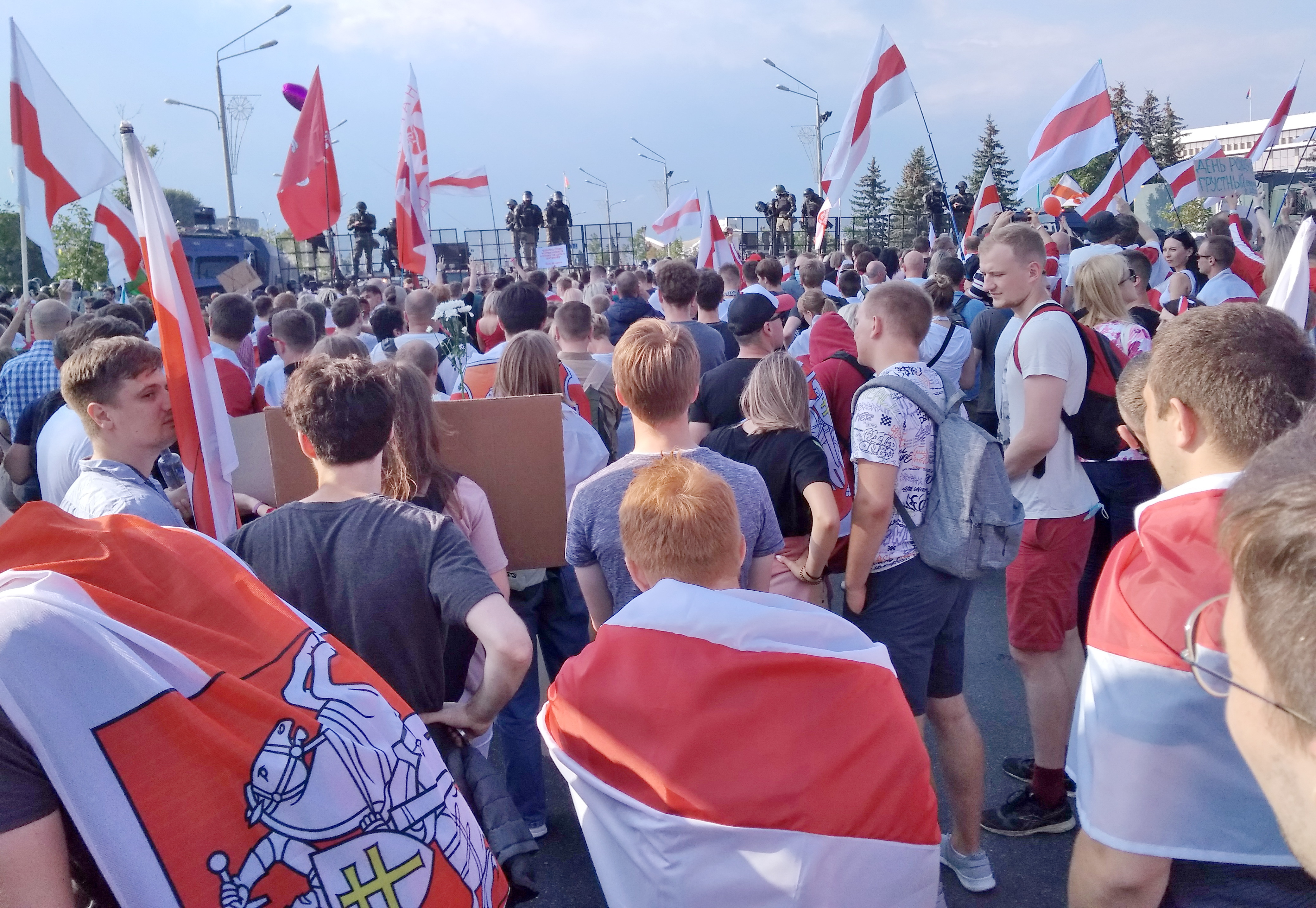
Manifestantes bielorrusos frente a barricadas de la policía.

En la madrugada del 1 de septiembre (Día del conocimiento en Bielorrusia y Rusia, cuando abren la mayoría de las instituciones académicas), un grupo de jóvenes bloqueó varias calles en el centro de Minsk en vista de más protestas. Más tarde, más de mil estudiantes de numerosas instituciones comenzaron a reunirse en las calles principales, dirigiéndose hacia el Palacio de la Independencia. Cuando los militares les negaron la entrada, los estudiantes se dieron la vuelta y marcharon hacia la plaza de la Independencia y otras manifestaciones estudiantiles en la región. Un par de periodistas de Euroradio fueron detenidos en el lugar. Al menos 20 estudiantes fueron detenidos a primeras horas de la tarde en Minsk, acusados de "organizar protestas y concentraciones sin autorización". Solo unos pocos fueron liberados horas después, y la mayoría de los estudiantes pasaban su tiempo dentro de las camionetas de detención "avtozak". Alrededor de las 5:00 p. m. en Minsk, los estudiantes ocuparon la plaza Gorky, gritando consignas anti-Lukashenko y agitando carteles hechos de colores blanco-rojo-blanco. En ese momento, la policía local detuvo al menos a 40 personas. Vasili Senko, el rector de la Universidad de Minsk, salió a buscar a los estudiantes que protestaban y los instó a que se dispersaran. Los estudiantes siguieron el consejo, solo para descubrir que las fuerzas policiales los estaban filmando, después de lo cual regresaron a sus posiciones. Como resultado, unos 10 periodistas de diferentes medios de comunicación también fueron detenidos bajo cargos inventados de "instigar más conflictos entre las masas". En Mogilev y Kalinkavichy, la policía antidisturbios detuvo en el lugar a los instigadores de las protestas. En Vitebsk, la policía rodeó a unos 60 estudiantes que marchaban por las calles de la ciudad y se permitió que las mujeres jóvenes se fueran. Los hombres jóvenes fueron golpeados y los que se defendían de la agresión fueron esposados.
Aleksandr Lukashenko se reunió con una multitud de seguidores en Baránavichi. Primero explicó que al obispo católico Tadeusz Kondrusiewicz se le negó el reingreso a Bielorrusia porque «salió del país hacia Varsovia días antes, solo para recibir instrucciones allí, y regresar», con lo que había violado la política de integridad bielorrusa. Luego, aseguró a la gente que Bielorrusia obstaculizará las sanciones extranacionales de los países bálticos que aún no han encontrado una solución. Es muy probable que Brest y Grodno vean cómo sus fronteras se ponen en toque de queda por ser los «objetivos más agradables para el compromiso externo».  Por último, Lukashenko planteó la cuestión de un referéndum para unirse a la Federación de Rusia, que aparentemente culminó con la demanda popular de reformas constitucionales. Dijo que estaba abierto a la negociación sólo con los representantes del actual gobierno, y no con el "autoproclamado" Consejo de Coordinación.
La ONU ha publicado un informe de derechos humanos que indica que al menos 450 personas en Bielorrusia enfrentaron crueldad y tortura sin una causa debida. Además, seis personas se consideran desaparecidas "en general" después de un mes en el que aún se desconoce su paradero.

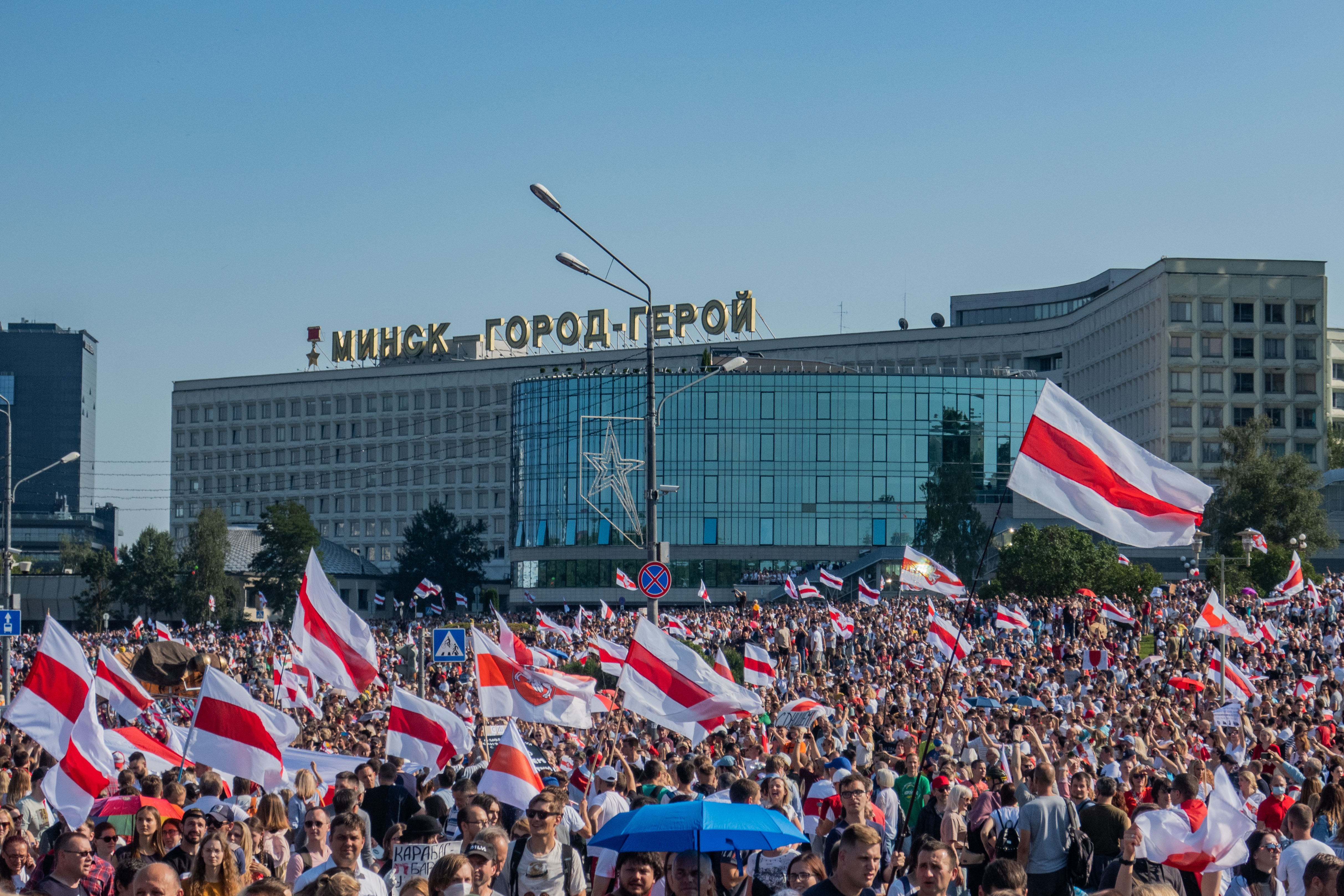
Manifestantes opositores en el centro de Minsk.

El 2 de septiembre, los periodistas detenidos el día anterior fueron juzgados y multados de conformidad con el código administrativo de Bielorrusia. Esa decisión fue recibida con multitudes en solidaridad con los periodistas fuera del juzgado estatal. Los tres miembros restantes del Consejo de Coordinación fueron interrogados. Más de mil trabajadores del ferrocarril escribieron un comunicado directo a su corporación, pidiendo que se celebraran otras elecciones y que Lukashenko fuera destituido de su puesto presidencial. Ignorando las advertencias de rescisión del contrato, algunos de ellos también se declararon en huelga ese día. Una dirección similar salió de la fábrica de procesamiento de carne de Grodno, donde más de 800 trabajadores firmaron una carta de protesta dirigida a Lukashenko. El Liceo de la Universidad Estatal de Bielorrusia publicó una declaración en su sitio web condenando la violencia, la injusticia y el fraude electoral provenientes del gobierno de Lukashenko. También instaron a las principales instituciones a cerrar y hacer huelga, sugiriendo que "no pueden arrestarnos a todos, a la mayoría de nosotros". La dirección de la refinería de petróleo de Mozyr decidió cerrar su edificio principal después de recibir una carta firmada por 1200 miembros del personal preocupados por la brutalidad policial en la región. En la misma dirección también se mencionaron objetivos similares, incluida la convocatoria de nuevas elecciones y la renuncia de Lukashenko. Esa carta sigue a otra que fue entregada a la administración de MOR la semana pasada, pero nunca se ha sabido de ella. Serguéi Lavrov, el ministro de Asuntos Exteriores de Rusia, mantuvo una reunión con su homólogo bielorruso, Vladimir Makei, donde conversaron sobre la situación actual de Bielorrusia. Lavrov instó a Ucrania a investigar la presencia de 200 extremistas entrenados que se encuentran actualmente en Bielorrusia y supuestamente enviados allí por el gobierno ucraniano. Dmitry Kuleba, el ministro de Relaciones Exteriores de Ucrania, replicó calificando esta declaración como "un fruto del delirio psicológico" y afirmó que Ucrania no tenía ninguna implicación actual en los asuntos bielorrusos, ni planificada, a diferencia del gobierno ruso. El Sínodo Católico de Europa del Este emitió una declaración calificando la denegación de entrada del arzobispo Kondrusiewicz como "inaceptable" y pidiendo la intervención de la Convención Europea de Derechos Humanos. Uno de los miembros del Consejo de Coordinación, Pavel Latushko, que fue llevado para ser interrogado por la mañana, tuiteó más tarde que había abandonado el país rumbo a Polonia. Planeaba visitar el foro económico en Varsovia y luego volar a Vilnius para hablar con el Ministerio del Interior de Lituania sobre qué hacer a continuación. Según Mikita Mikado, el fundador de la empresa emergente de TI PandaDoc, sus oficinas de Minsk fueron allanadas y asaltadas por la policía el día después de que uno de los servidores filtró datos internos sobre la organización de protestas a pesar de la censura de Internet por parte del gobierno. En respuesta a esto, los trabajadores de la empresa formaron una cadena de solidaridad fuera del edificio, cantando canciones bielorrusas. El fundador, el director de la empresa y dos programadores fueron detenidos tras estos hechos. En el centro de Minsk alrededor de las 17:00, hombres y mujeres jóvenes comenzaron a formar cadenas vestidos de blanco, llevando flores y carteles anti-Lukashenko. La multitud no se unió esta vez, sin embargo, permanecieron de pie durante dos horas seguidas y luego gritaron "¡Gracias!" a las patrullas antidisturbios cercanas por no haber interferido. Según el Ministerio del Interior, 128 personas fueron detenidas el 1 de septiembre, 95 de ellas acusadas de faltas administrativas, mientras que 39 fueron condenadas a diferentes penas de prisión.
El 3 de septiembre, por la mañana, cerca del memorial espontáneo en el lugar de la muerte de Aleksandr Taraikovski cerca de la estación de metro Púshkinskaya, los servicios públicos, bajo la supervisión de agentes de policía y agentes del orden vestidos de civil, han cubierto la inscripción "Lo haremos No se olvide" con sal y se quitó todas las flores que pusieron allí los civiles la noche anterior". Los vecinos de la zona empezaron casi de inmediato a rastrillar, barrer y recoger sal en bolsas de basura, ignorando a la policía. También se vio a personas trayendo flores al monumento nuevamente. A las 4:00 p. m., se eliminó toda la sal y se lavó el área con la inscripción. Un fotoperiodista de TUT Vadim Zamirovsky fue detenido cuando regresó al monumento dos veces después de que la policía le pidiera que se fuera. Sergey Dylevsky fue condenado a 15 días de prisión. El primer ministro letón, Krišjānis Kariņš, anunció que, en una reunión del gobierno, se envió una carta a la Federación Internacional de Hockey sobre Hielo con un llamamiento para trasladar el Campeonato Mundial de la IIHF 2021 de Bielorrusia a otro país. Más de 50 empleados de medios independientes (BelaPAN, TUT.BY, Komsomólskaya Pravda en Bielorrusia, Tribuna, Onliner, Euroradio, Radio Liberty y otros) acudieron al edificio del Ministerio del Interior para expresar su solidaridad con los compañeros detenidos. A pesar de sus solicitudes, ni el ministro Yuri Karáiev ni su adjunto salieron. A petición de los agentes del orden, los periodistas cruzaron la calle y marcharon por el Gorodskoy Val. Poco después, los agentes del orden en civil detuvieron a un fotógrafo de TUT Dmitry Brushko, y lo llevaron al departamento de policía del distrito de Oktyabrsky.

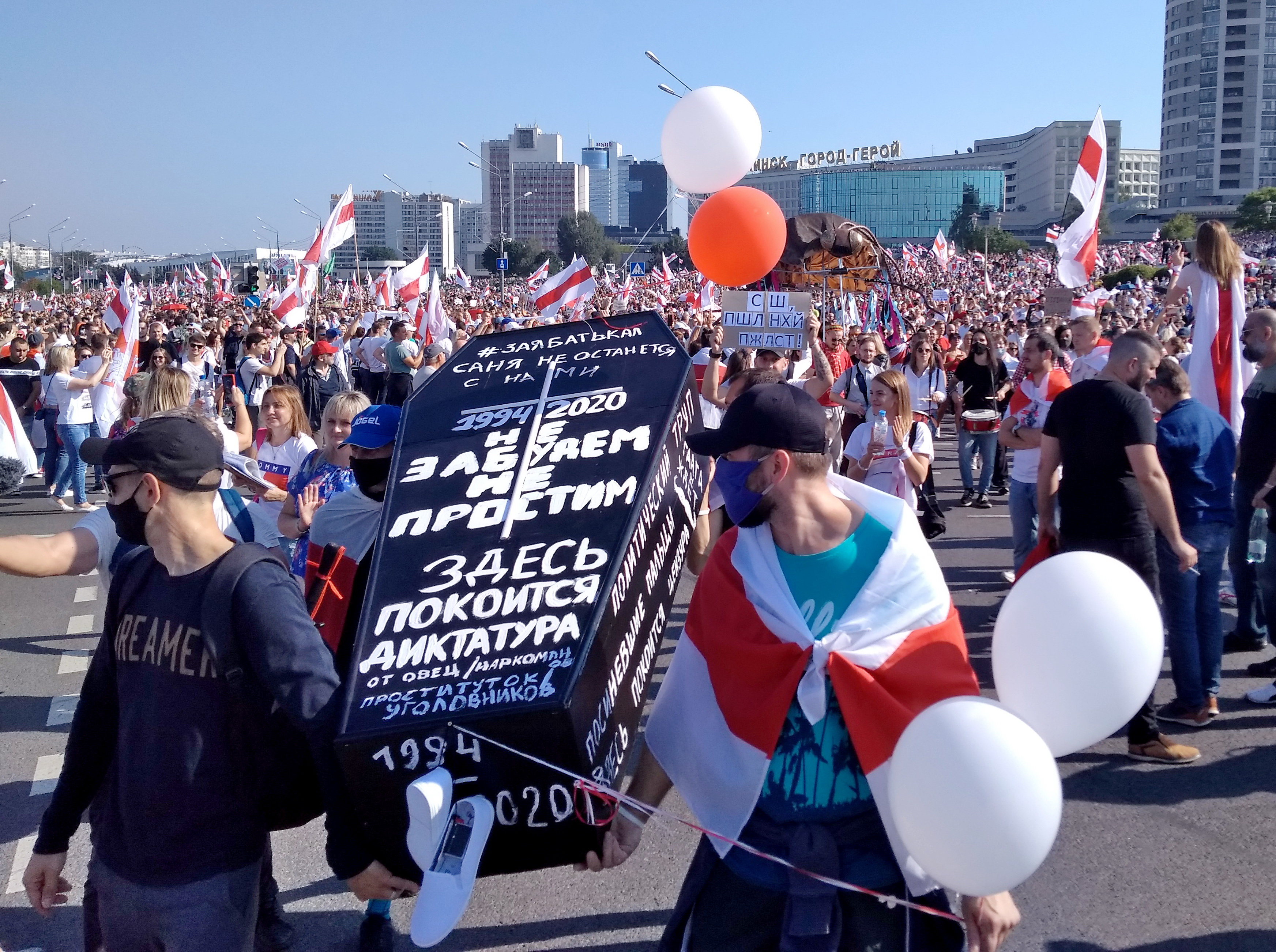
Manifestantes protestando contra la brutalidad policial en Bielorrusia.

El 4 de septiembre, el tribunal de distrito de Oktyabrsky celebró juicios contra periodistas de Komsomólskaya Pravda, BelaPAN y TUT.by. Los seis corresponsales fueron declarados culpables y condenados a tres días de prisión. La Asociación Bielorrusa de Periodistas protestó contra los arrestos y las acusaciones judiciales contra periodistas, presentando demandas para poner fin a la violación de los derechos de los periodistas y los medios de comunicación, detener la violencia física contra periodistas y manifestantes pacíficos y revisar las decisiones judiciales castigando a quienes obstruyan actividades periodísticas. Varios estudiantes de la Universidad Estatal Lingüística de Minsk fueron detenidos después de interpretar una canción del musical "Les Misérables" en el vestíbulo de su institución educativa. El personal del Museo de Historia de Moguilev escribió un llamamiento abierto a las autoridades ejecutivas y legislativas bielorrusas, exigiendo la dimisión de Lukashenko y anunciando su disposición a ir a la huelga. El canal de televisión estatal ONT publicó una noticia en la que indicaba que la Dirección de Guerra Electrónica de Bielorrusia supuestamente interceptó una conversación entre Varsovia y Berlín. Según el informe de la ONT, el envenenamiento del político opositor ruso Alekséi Navalny estaba estrechamente relacionado con los acontecimientos en curso en Bielorrusia. El supuesto propósito del envenenamiento, según el informe de la ONT, era distraer al presidente Putin de los eventos en Bielorrusia y dirigir su atención a los problemas internos en Rusia. Alemania negó la existencia de esta conversación. Estas afirmaciones reflejan las declaraciones de Lukashenko de un día antes, cuando, en una reunión con el primer ministro ruso, Mijaíl Mishustin, dijo que no había un envenenamiento a Navalny, que era una falsificación y que una "conversación interesante" había sido enviada al FSB ruso.
El 5 de septiembre, al mediodía, los estudiantes organizaron una manifestación de solidaridad cerca del cine "Octubre" de Minsk. Minutos después, las fuerzas de seguridad comenzaron a detener a los manifestantes. Personas vestidas de civil y con máscaras detuvieron al menos a dos personas llevándolas a un minibús sin números ni marcas de identificación. Más tarde ese día, alrededor de las 15:00, cientos de mujeres se reunieron cerca del mercado de Komarovsky y comenzaron su manifestación "Marcha por la paz". Caminaron en columna por la calle Vera Jorúzhaya y la avenida Independencia hacia la plaza de la Independencia. A las 18:00 horas, parte de los manifestantes marchó en círculo por la calle Nemiga y regresaron a la plaza de la Independencia. La policía antidisturbios intentó varias veces obstruir la marcha, pero todos los intentos fueron infructuosos. El final de la manifestación casi coincidió con el comienzo del servicio vespertino para las personas que sufrieron en las protestas en la iglesia de los Santos Simón y Elena en la plaza de la Independencia. Según periodistas bielorrusos, unas 10 mil personas participaron en la manifestación. Cuatro empleados de PandaDoc que fueron detenidos el 2 de septiembre fueron condenados a dos meses de prisión. La compañía lo calificó como un acto de venganza por apoyar a los agentes de policía que abandonaron voluntariamente el servicio. Se cerrará su oficina de Minsk y se trasladarán 250 empleados del país. El servicio de prensa del Consejo de Coordinación anunció la partida de la abogada Olga Kovalkova a Polonia. El Ministerio de Relaciones Exteriores de Ucrania anunció la suspensión de los contactos políticos con Bielorrusia. El ministro Dmitry Kuleba explicó que los contactos oficiales a nivel político con representantes de las autoridades bielorrusas se interrumpieron "debido a la situación en ese país". Según el Ministerio del Interior, el 5 de septiembre fueron detenidos 91 ciudadanos por "participar en actos masivos no autorizados". 34 detenidos fueron puestos bajo custodia por infracciones administrativas importantes, en espera de la decisión del tribunal.
El 5 de septiembre, la miembro del presídium del Consejo de Coordinación Olga Kovalkova fue sacada de prisión, donde permanecía desde el 24 de agosto, y llevada por los servicios de seguridad de Bielorrusia, el KGB, directamente en un auto desde la cárcel hasta la frontera con Polonia y luego liberada entre los puestos fronterizos bielorruso y polaco, según declaró la líder en una conferencia de prensa en Varsovia.

### Quinta semana

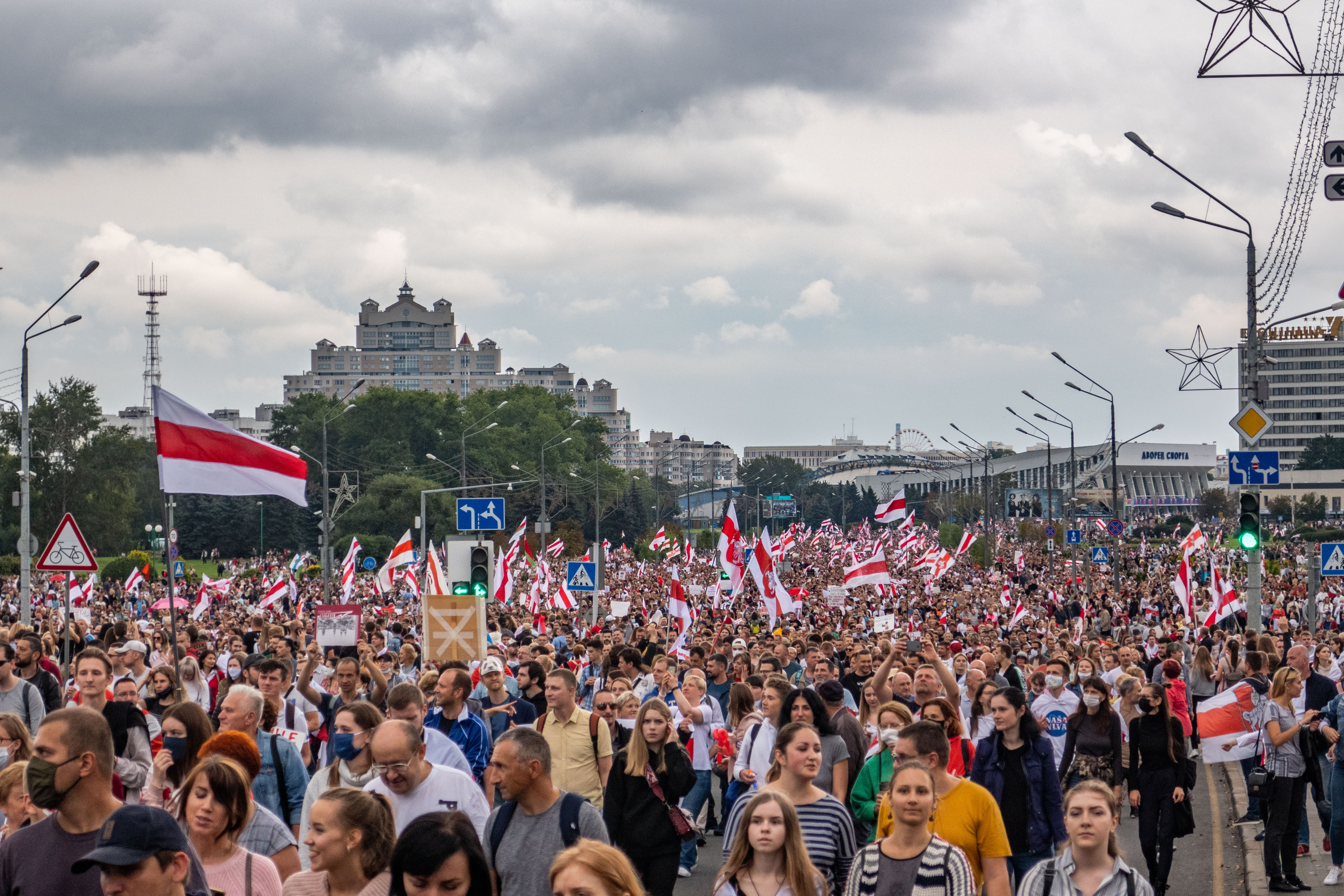
Manifestantes opositores en la capital de Bielorrusia.

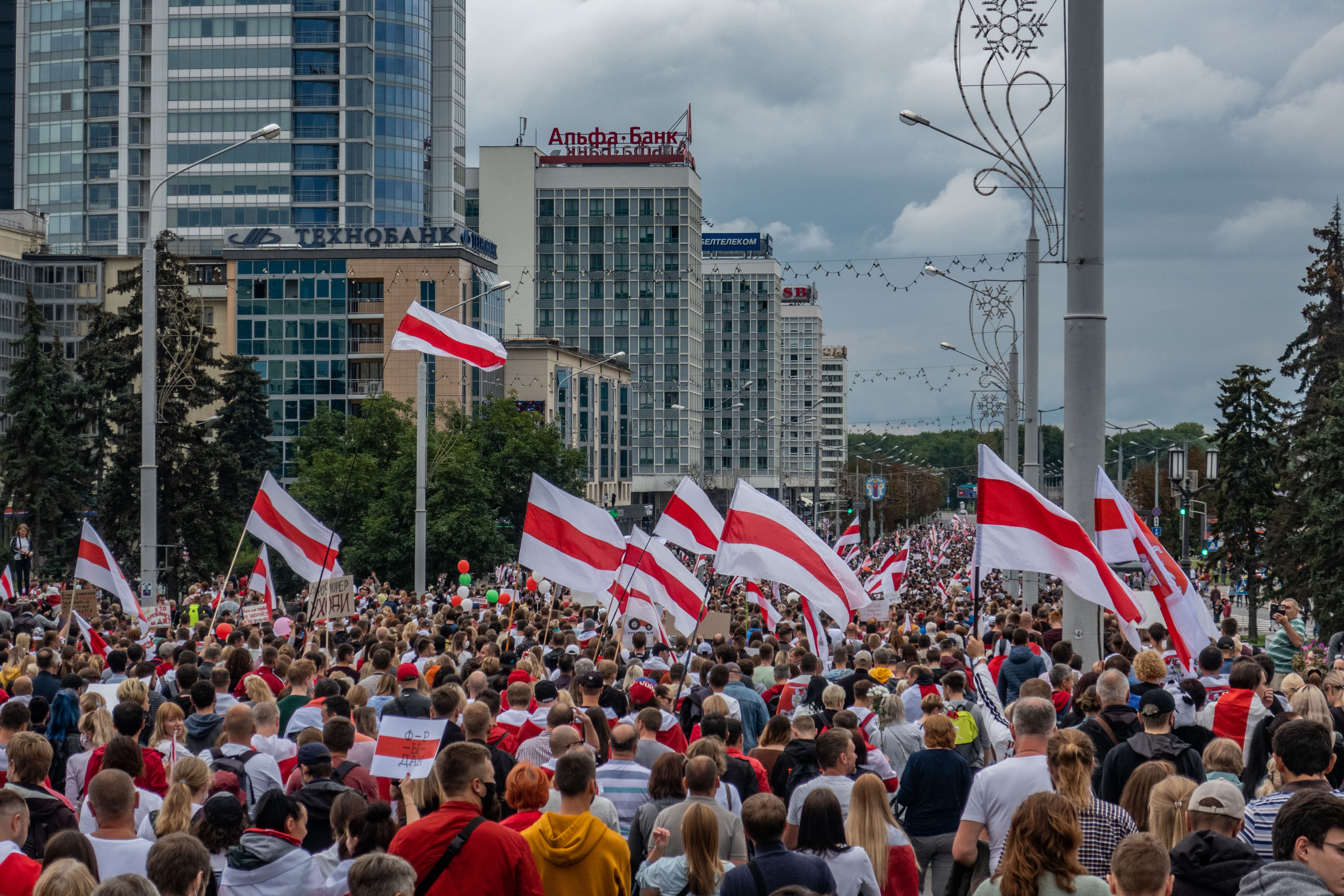
Bielorrusos en manifestación contra el gobierno en las calles.

El 6 de septiembre, tuvo lugar una "Marcha de la Unidad" en todo Bielorrusia. Los manifestantes salieron en ciudades como Baránavichi, Beloozersk, Babruisk, Brest, Vítebsk, Vawkavysk, Glubókoie, Gómel, Grodno, Zhódino, Kobrin, Lida, Lyájavichi, Minsk, Maguilov, Mozyr, Maladzyechna, Novogrúdok, Orsha, Svetlogorsk, Smargón, Soligorsk y otros. Según el periódico Nasha Niva en los centros regionales, unas 6.000 personas participaron en la marcha en Gómel, unas 4.000 en Grodno, unas 3.000 en Brest, así como en Vítebsk y Maguilov, y más de 100.000 se reunieron en Minsk. Según periodistas y observadores, la manifestación en el centro de la capital fue tan numerosa como en las marchas del domingo anterior, de 170 a 200 mil personas salieron a las calles. Más de 170 mil personas confirmaron su participación en las marchas solo en la plataforma en línea "Golos" ("Voz"). Columnas de equipo militar y especial (incluidos vehículos blindados de transporte de personal) con remolques UAZ desenrollaban alambre de púas alrededor de la plaza de la Independencia en Minsk. Las plazas de la Independencia y la Victoria se cerraron con antelación y se rodearon con barreras metálicas, mientras que la plaza Oktiábrskaya y los territorios cercanos al monumento "Ciudad Héroe de Minsk" y el Palacio de la Independencia también fueron rodeados por camiones de agua presionados que empuñaban barreras antidisturbios de Rubezh. A las 14:35, se desconectó la Internet móvil del operador A1. Los usuarios de otros operadores móviles también informaron de la terminación de los servicios de Internet. También de 12:30 p. m. a 6:00 p. m. seis estaciones de metro quedaron fuera de servicio y los trenes no pararon en ellas. Esta vez, las fuerzas de seguridad utilizaron una táctica diferente. Por toda la ciudad, los policías antidisturbios intentaron dispersar las columnas desde el interior de las zonas residenciales antes de que los manifestantes tuvieran la oportunidad de marchar hacia los centros de la ciudad. Se observaron detenciones violentas con golpes de personas cerca de las estaciones de metro "Púshkinskaya" y "Vostok", cerca del supermercado "Rubliovski" en la calle Chebotariov en la aldea de Traktorozavodsky. Pero la gente logró reunirse y marchar por la avenida de los Vencedores en dirección al Palacio de la Independencia.

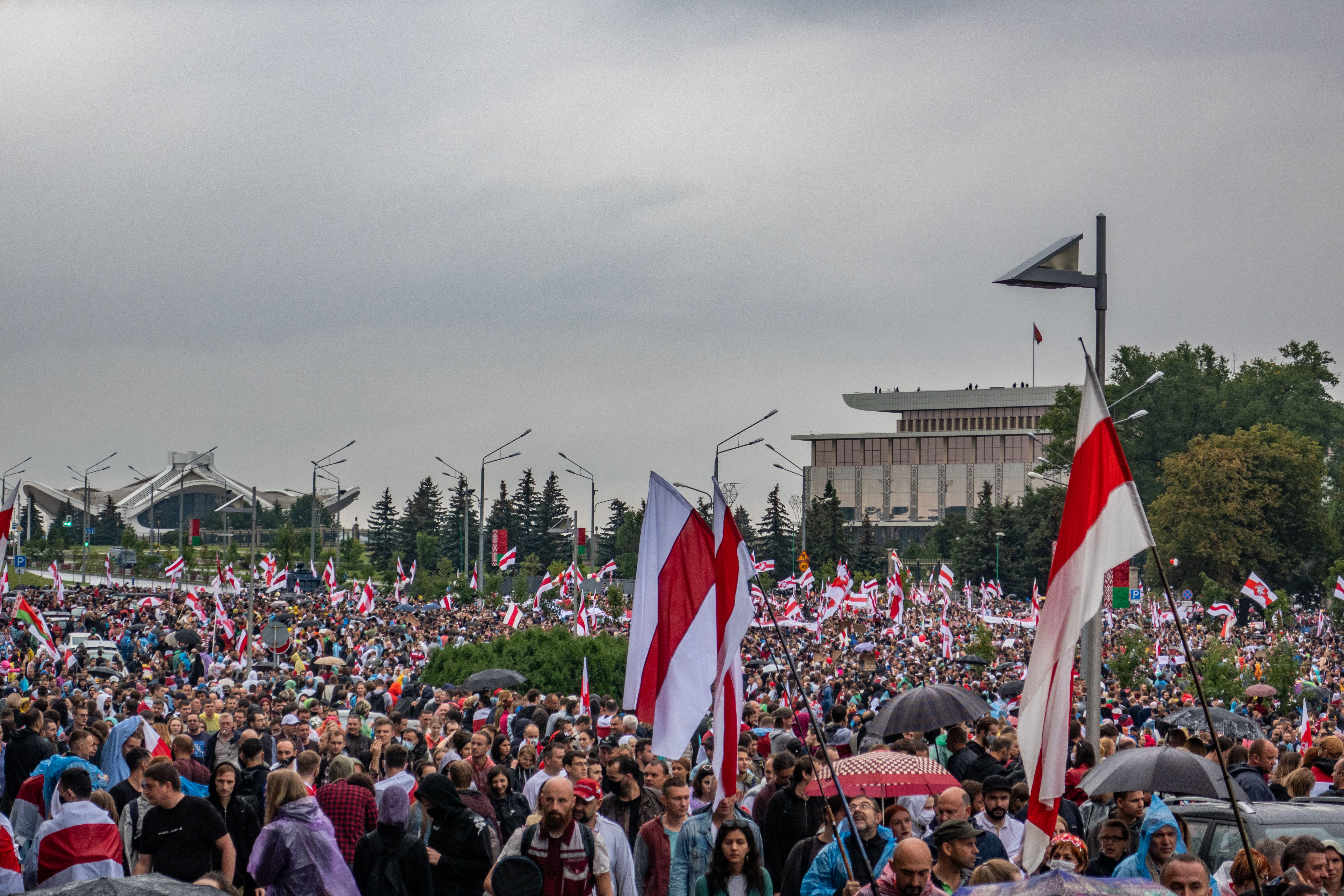
Manifestantes en las afueras de la residencia oficial.

Durante más de una hora y media, los manifestantes se mantuvieron en paz mientras coreaban consignas y ondeaban banderas frente a las barreras de las fuerzas de seguridad, luego comenzaron a dispersarse. Después de que unas cien personas permanecieran en el Palacio, las fuerzas policiales comenzaron a retroceder. Un gran número de tijarí (policías vestidos de paisano; plural de tijar, el silente) y policías antidisturbios salieron del perímetro de seguridad y comenzaron a empujar y empujar a la gente "fuera del camino" hacia el Parque de la Victoria y cerca del lago Komsomólskoie. Los manifestantes que mostraron resistencia fueron empujados hacia atrás a través de la línea policial por hombres vestidos de civil y detenidos en el lugar. La gente corrió hacia la zona boscosa del parque con la esperanza de poder esconderse allí, pero resultó que esta era una acción planificada de las fuerzas de seguridad y los manifestantes pronto quedaron atrapados. Del lado del monumento emergieron seis coches de policía, un autobús de la policía, dos autobuses del departamento de policía, cinco minibuses de la policía y otros vehículos de estructuras de poder, cerrando el perímetro sobre las multitudes restantes. Las personas fueron expulsadas del bosque y amontonadas en la orilla del lago, donde fueron rodeadas por la policía. Se produjeron arrestos masivos, una vez más sólo se detuvo a mujeres, pero se golpeó a los hombres, incluidos los que no mostraron violencia ni resistencia, como medida ejemplar. Numerosos manifestantes se lanzaron al agua para evitar ser detenidos, y posteriormente fueron rescatados por el OSVOD local ("Servicio de vigilancia y rescate de aguas") que los trasladó al otro lado del lago. También se llevaron a cabo duras detenciones en otros distritos de Minsk. Se llevaron a cabo detenciones especialmente crueles cerca de la estación de metro "Nemiga", donde la gente se retiró después de la acción. Algunos de los manifestantes fueron dominados y golpeados por personas vestidas de civil, que también acudieron como para protestar, pero luego resultaron estar vestidas con chalecos antibalas y armadas con porras. Actuaron con fuerza bruta y a menudo en presencia de policías uniformados que no intervinieron.
El bloguero y periodista ruso Alekséi Románov fue detenido cerca del lago Komsomólskoie. Lo llevaron al centro de detención de la calle Okréstina. Dos horas después, Alekséi Románov y el resto de detenidos con ciudadanía rusa fueron puestos en libertad. Esto supuestamente sucedió debido a la presión de los empleados de la embajada rusa, quienes llegaron al centro de detención. Por la noche se difundió la noticia de que los rescatistas que sacaban a los manifestantes del agua en el río Svíslach también fueron detenidos. Al menos ocho empleados de la estación de la organización de rescate acuático, ubicada en el lago Komsomólskoie, fueron trasladados al Departamento de Asuntos Internos del distrito Central de Minsk. Posteriormente, uno de los rescatistas fue trasladado a la ambulancia con un hombro dislocado. El otro estaba casi inconsciente.
Otro rescatista anciano tenía problemas cardiovasculares. Según los familiares, el jefe de la estación de rescate de OSVOD, Denís Cheshún, fue trasladado del Departamento de Asuntos Internos del distrito Central a Okréstina. Todos los rescatistas están siendo acusados con artículos del código penal por desobediencia, ya que aparentemente no entregaron personas a la policía antidisturbios. Durante las protestas en Minsk, varias personas se refugiaron en la cafetería O'Petit de la calle Nemiga, cerrando todas las puertas desde el interior. Pronto, unos diez agentes de la ley vestidos de civil y máscaras se acercaron a la institución. Llamados por la policía, los manifestantes se negaron a abrir la puerta, por lo que el jefe de GUBOPiK del Ministerio del Interior, Nikolái Karpénkov, rompió personalmente la sección de vidrio con una porra. Según informes de testigos presenciales, la policía retiró brutalmente a los manifestantes utilizando la fuerza física. Este conflicto fue el primero en 29 días de protestas en las que se causaron daños a una instalación pública. Según el Ministerio del Interior, el 6 de septiembre se detuvo a 633 personas "por participar en actos masivos no autorizados". 363 detenidos fueron puestos en lugares de detención en espera de juicio por delitos administrativos. Según ellos, se registraron un total de 42 acciones de protesta en diversos asentamientos del país, y el número total de participantes fue de unas 31.000 personas.
En Minsk, durante la Marcha de la Unidad el número de manifestantes volvió a superar las 100.000 personas, según varias fuentes. Sin embargo, esta vez el régimen de Lukashenko sacó a la calle a grupos de matones con la cara cubierta y sin identificar que, armados con unas porras, agredían a los pacíficos manifestantes así como rompían los cristales de los cafés donde estos se refugiaban. El Centro de Derechos Humanos Viasna declaraba que solo en Minsk la policía había detenido a 293 participantes.
En la mañana del 7 de septiembre, en pleno centro de Minsk, fue secuestrada la miembro del Presídium del Consejo de Coordinación María Kolésnikova por unos desconocidos enmascarados. La líder fue subida en un microbús en el que estaba escrito Sviaz, es decir Comunicaciones, y llevada en una dirección desconocida. Su teléfono móvil no contestaba. Por otro lado, el Consejo de Coordinación ha comunicado que el mismo día han desaparecido otros dos de sus miembros, el secretario de prensa Antón Rodnenkov y el secretario ejecutivo Iván Kravtsov cuyos paraderos asimismo son desconocidos.
El 8 de septiembre, Kolésnikova fue detenida en la frontera con Ucrania. Hay dudas acerca de lo que sucedió en la frontera. Un portavoz del Comité Estatal de Fronteras afirmó que Kolésnikova estaba tratando de cruzar a Ucrania con la ayuda de dos de sus asociados, Anton Rodnenkov e Ivan Kravtsov. En otra conferencia de prensa en Kiev, Rodenkov y Kravtsov informaron que Kolésnikova fue secuestrada por las fuerzas de seguridad bielorrusas y se vio obligada a salir de Bielorrusia en el automóvil de Kravtsov, lo que finalmente evitó rompiendo su pasaporte y dejando el auto por una ventanilla. Según se informa, a continuación, Kolesnikova fue llevada a una instalación de tropas fronterizas en Mozyr. La noticia se encontró con otra protesta al final del día en Minsk. La gente organizó una manifestación de solidaridad cerca del mercado de Komarovsky y alrededor de mil manifestantes marcharon en las calles Vera Khoruzhaya y Kuibyshev. En algún momento entre las 18:00 y las 20:00, la multitud se reunió en la avenida Masherov, exigiendo reacción a los recientes acontecimientos. El jefe del Centro de Detención de Sovetsky se acercó a las mujeres, que lo abrumaron con preguntas sobre detenidos recientes hasta que se sintió abrumado y ya no pudo responder. Los agentes de policía con equipo OMON intervinieron rápidamente, deteniendo, golpeando y usando gas pimienta contra los manifestantes. Cuando terminó la protesta, se vieron diez camionetas de la policía sin distintivos en las instalaciones; se informó que 56 personas habían sido detenidas.
El 9 de septiembre, Tijanóvskaya grabó un vídeo en el que se dirigía al pueblo ruso agradeciéndole su apoyo y solidaridad. Los dos miembros restantes del Consejo de Coordinación de la oposición bielorrusa, Maxim Znak e Ilya Saley, fueron detenidos el mismo día. Znak fue arrestado en Minsk por hombres enmascarados. Anteriormente había trabajado como abogado para el candidato presidencial bielorruso encarcelado Viktor Babariko. Saley, también abogado, era el secretario ejecutivo del Consejo. Desde el 9 de septiembre, Maria Kolésnikova permanece bajo custodia policial en la calle Volodarsky, en espera de juicio. Svetlana Alexievich alertó a la prensa de que "hombres con máscaras negras" intentaban ingresar a su apartamento en el centro de Minsk. "No me quedan amigos ni compañeros en el Consejo de Coordinación. Todos están en prisión o han sido enviados al exilio", escribió en un comunicado. "Primero secuestraron el país, ahora es el turno de los mejores entre nosotros. Pero cientos más reemplazarán a los que han sido arrancados de nuestras filas. No es el Consejo de Coordinación el que se ha rebelado. Es el país". Diplomáticos de Lituania, Polonia, la República Checa, Rumania, Eslovaquia y Suecia comenzaron a vigilar las 24 horas del día en la casa de Alexievich para evitar que los servicios de seguridad la secuestraran.
El 10 de septiembre, el Parlamento lituano aprobó una ley para reconocer a Tsikhanouskaya como "líder electa del pueblo de Bielorrusia" y al Consejo de Coordinación como los "únicos representantes legítimos del pueblo de Bielorrusia". La resolución también declara que Lukashenko es un "líder ilegítimo". Uno de los mineros de BelarusKaliy en Saligorsk, Yuri Korzun de 42 años, protestó en su lugar de trabajo y se negó a levantarse del pozo a una profundidad de 305 metros (1001 pies) en la primera mina. Sus colegas salieron a la superficie y comenzaron una manifestación en su apoyo, sosteniendo un cartel que decía "No permitiremos que el régimen reviva el fascismo". Como explicó el representante del comité de huelga, Yuri no salió de la mina después de la noche, esposándose para dificultar los intentos de llevarlo a la superficie. Notificó por escrito al director general de la empresa sobre el inicio de la protesta, donde también dijo que este último estaba ejerciendo presión directa sobre el personal. Se introdujo un plan de respuesta de emergencia en la mina. Más tarde, los empleados de BelarusKaliy se enteraron de que Yuri Korzun fue liberado por la fuerza y sacado de la mina, después de lo cual fue enviado en ambulancia a la sala de emergencias del Hospital Regional Central de Saligorsk, por lo que los compañeros del minero se trasladaron en columna desde la mina hacia el hospital.
El 11 de septiembre, el 38.º cumpleaños de Svetlana Tijanóvskaya, ella y Olga Kovalkova grabaron un mensaje de video conjunto para los bielorrusos pidiendo que apoyaran al Consejo de Coordinación y se convirtieran en sus miembros, de ser posible. Las detenciones se llevaron a cabo en diferentes ciudades de Bielorrusia por la mañana. La gente comenzó a reunirse cerca del Tribunal Regional de Minsk para apoyar a los representantes del comité de huelga de BelarusKaliy, contra el cual la dirección de la empresa presentó una demanda. Cuando Tikhari y fuerzas de seguridad no identificadas se acercaron a los manifestantes, una mujer le arrancó la máscara a uno de los tikhar, lo que provocó que las fuerzas de seguridad la empujaran brutalmente, con el uso de la fuerza física, hacia un minibús sin placas ni marcas de identificación. Después de eso, al menos 6 mujeres más fueron detenidas. En Vitebsk, Dmitry Kazakevich, un periodista que trabaja para BelSat, fue detenido mientras filmaba. Fue acusado de "alterar el orden de las actividades masivas" del código administrativo. Cerca de la Universidad Técnica Estatal de Gomel Sukhoi, un profesor de informática, Vadim Belsky, fue detenido y trasladado al departamento de asuntos internos del distrito de Sovetskiy. El periodista independiente Andrei Tolchin también fue detenido en Gomel mientras cooperaba con BelSat. Estudiantes de la Universidad salieron al porche con pancartas de solidaridad en apoyo a Belsky. Acciones similares se llevaron a cabo en BSUIR, BSU, BSUE, MSLU, GrSU y otras universidades del país. Los estudiantes formaron cadenas de solidaridad y organizaron marchas locales. En la calle Leonid Beda en Minsk, varias personas se manifestaron en apoyo de PandaDoc, cuyas cuentas se congelaron a principios de este día, dejando a los empleados sin un centavo. La actriz Liya Akhedzhakova grabó un mensaje de video en apoyo del pueblo bielorruso. Durante la manifestación de solidaridad de mujeres en la plaza de la Independencia, cerca de la iglesia de Santa Elena, varias mujeres fueron detenidas. En el microdistrito de Shabany, se dispersó una cadena de solidaridad, y al menos 10 personas fueron detenidas. Según el primer vicesecretario de estado de Estados Unidos, Stephen Bigan, Estados Unidos no reconoce la legitimidad de Lukashenko como presidente ya que entra en conflicto con el Acta Final de Helsinki y la Declaración Universal de los Derechos Humanos. También habló sobre el derecho de la oposición a exigir nuevas elecciones a través de acciones de protesta.
El 12 de septiembre, a las 15:00 horas, comenzaron las tradicionales marchas de mujeres en todo el país ("La marcha más ruidosa. Una amiga sigue a una amiga"). En Minsk, comenzó con entre 500 y 1000 personas reunidas en la plaza de la Libertad, incluida la figura de oposición Nina Bagínskaya. Después de que la policía intentó detenerla, los manifestantes gritaron "¡Nina! ¡Nina!" y pelearon por ella mientras otros activistas intentaban arrancar las máscaras de los agentes de policía. Como resultado de los enfrentamientos, 69 personas fueron detenidas en camionetas de la policía (según Viasna). Sin embargo, las mujeres lograron reunirse desde la plaza de la Libertad hasta la estación de metro de la Academia de Ciencias, donde cruzaron la plaza de la Independencia y pronto regresaron hacia la plaza de la Libertad. Aproximadamente a las 5:30 p. m., los manifestantes comenzaron a dispersarse con las palabras "¡Hasta mañana!". Más de 10,000 mujeres participaron en el evento. Parte de los manifestantes continuaron sus disturbios en la estación de metro "Plaza de la Victoria". Las chicas gritaban consignas de oposición a los conductores de trenes que las saludaban con bocinazos. Los periodistas de BelSat, Yekaterina Andreeva y Maksim Kalitovsky, que inicialmente cubrieron esta historia, fueron detenidos más tarde en la noche mientras la policía confiscaba su equipo. Dos horas después, ambos fueron arrestados en espera de juicio el martes por "obstruir el servicio policial" y trasladados a la prisión de Akrestina.

#### Amenazas cibernéticas a Lukashenko
Esa misma noche, apareció un mensaje en el canal Cyber-Partizan de Telegram, que decía: "Si al menos un manifestante es detenido el 13 de septiembre de 2020, Bielorrusia olvidará la palabra 'impuestos' hasta que cesen los arrestos y Lukashenko deje su puesto". . Otro mensaje se dirigió directamente a Lukashenko: "Alexandr Grigorievich, nos dirigimos a usted personalmente: será muy doloroso, primero el sistema tributario se reducirá, luego se terminará la electricidad en el país, luego el sistema bancario ... ¿Lo necesitas? Te preocupas tanto por tu entorno ... no hay problema, podemos matar el rublo y comenzar a bloquear las cuentas de tus amigos cercanos. El 13 de septiembre es la última oportunidad para cambiar de opinión. Y una cosa más: mañana debes salir personalmente del Palacio de la Independencia con un altavoz y disculparte con el pueblo bielorrus ". La autoproclamada sociedad guerrillera Cyber-Partizan ya se ha hecho responsable de piratear los sitios web del Ministerio del Interior, la Oficina del Presidente, Loterías de Bielorrusia y varios otros, al tiempo que entregó las bases de datos de los empleados a los administradores de NEXTA, el Ministerio del Interior, OMON y la KGB.

### Sexta semana

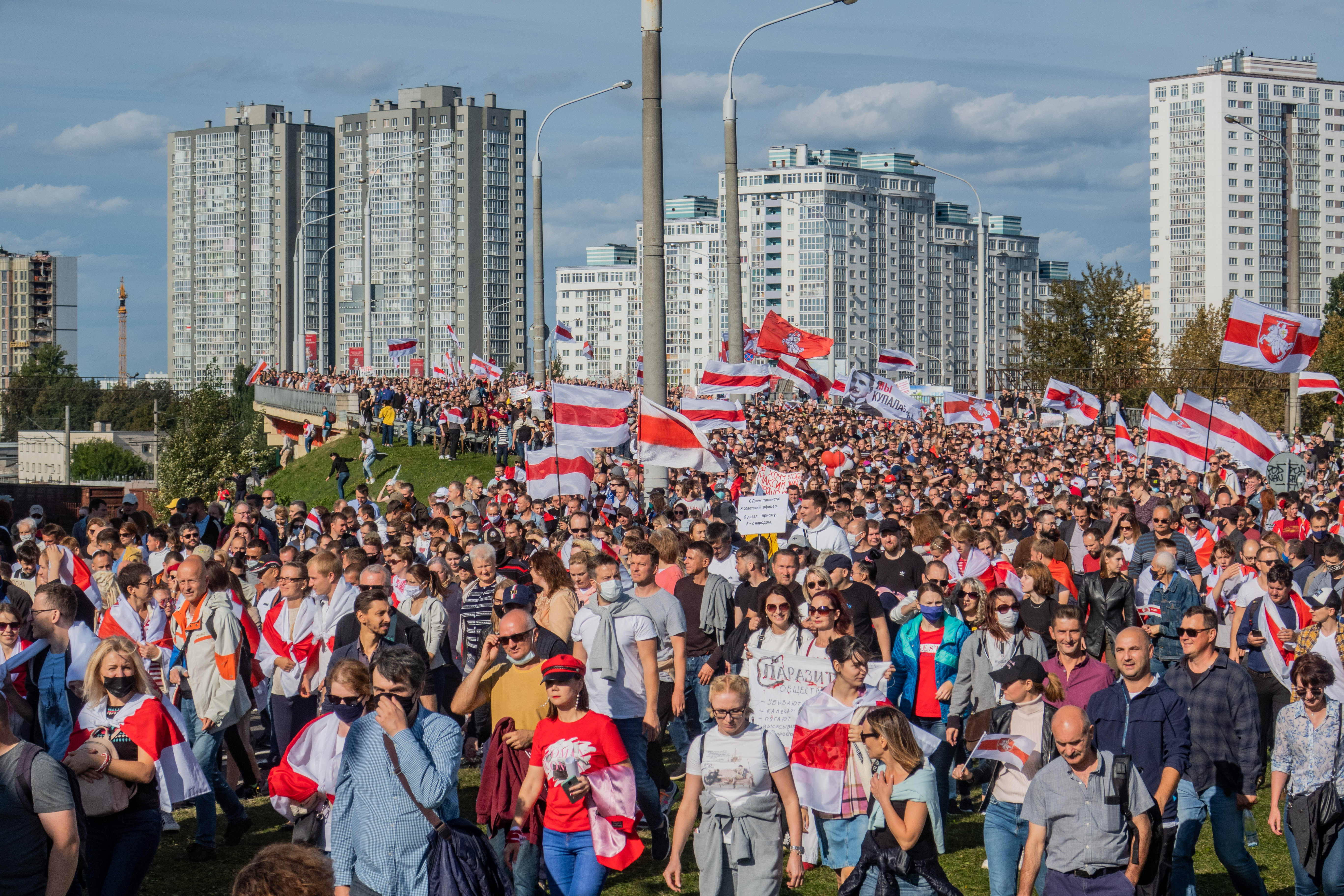
"Marcha de los héroes" en Minsk, 13 de septiembre de 2020.

El 13 de septiembre tuvo lugar en Minsk la manifestación "Marcha de los héroes". Por la mañana, la gente en la avenida de la Independencia vio camiones militares, carros de arroz y automóviles con alambre de púas conduciendo en una gran columna. Incluso antes del inicio de la manifestación, se produjeron algunas detenciones severas de ciudadanos con símbolos de protesta. Hubo un accidente de tráfico que involucró a una gran camioneta de la policía que chocó contra un automóvil de pasajeros. Se colocó un cordón reforzado en las salidas de las estaciones de metro, calles y carriles de la zona central de la ciudad. La primera columna de manifestantes formada por residentes de los distritos de Frunzensky y Tsentralny, se trasladó hacia la residencia de Lukashenko en Dzordy, pero pronto fue contenida por la policía, y al final se llevaron a cabo numerosas detenciones. Como en las marchas del domingo anterior, las fuerzas antidisturbios intentaron una vez más romper las columnas de manifestantes en su formación en áreas residenciales. En la avenida Dzerzhinsky, poco después se produjeron detenciones de manifestantes que empujaban a los agentes antidisturbios que intentaban contenerlos. Los residentes de Malinovka, Moskovsky y otros distritos se agruparon cerca de la estación de metro "Grushevka" en un intento de atraer a OMON. Varias personas también fueron detenidas allí. La columna inicial evitó arrestos y continuó avanzando hacia el centro. Alrededor del Renaissance Hotel, los manifestantes se encontraron con otra barrera policial, esta vez seguida por personal militar en transportistas que emitieron una advertencia para abrir fuego. Una multitud de mujeres se acercó y se puso en una cadena con la esperanza de persuadir a OMON, pero los agentes eran indiferentes al género y detuvieron ferozmente a manifestantes de ambos sexos. Poco después se produjeron detenciones de manifestantes que empujaban a los agentes antidisturbios que intentaban contenerlos. Dado que las fuerzas de seguridad dispersaron brutalmente todas las columnas en todos los distritos de la capital, algunos de los manifestantes decidieron llegar al centro de la ciudad en transporte público. Pronto, varios miles de personas ocuparon la calle Nemiga a primera hora de la tarde. La mayoría decidió ir a la avenida Independencia por la calle Zybitskaya, pero provocadores de entre los "Tihars" aparecieron entre la multitud y llevaron el convoy al lado opuesto de la avenida Victors. Aproximadamente una hora después, pequeños grupos de manifestantes atrapados detrás de barreras allí se fusionaron en un mitin más grande que llegaba de Drozdy y juntos tomaron rumbo hacia el Palacio de la Independencia. Como resultado, la policía utilizó fuerza bruta, balas de goma y granadas flash-bang. Alrededor de las 18:00, algunos de los manifestantes entre los detenidos en Victors intentaron alejar a los detenidos de las fuerzas de seguridad. En respuesta, un "tikhar" encubierto disparó un tiro de advertencia al aire con una escopeta de acción de bombeo. Después de eso, los manifestantes se retiraron. Por la noche, las columnas en retirada marcharon una vez más por Victors a través de Drozdy. Algunos de ellos estaban cerca del memorial improvisado en el lugar de la muerte de Alexander Taraikovsky. Minutos después, la policía llegó al lugar y ahuyentó a todos.
La "Marcha de los Héroes" también tuvo lugar en las ciudades de Brest, Bobruisk, Vitebsk, Gomel, Grodno, Zhodino, Kobrin, Lida, Mogilev, Novopolotsk, Pinsk, Polotsk y otras. En muchas de ellas, se observó una dura reacción de los agentes del orden hacia la oposición, incluida la violencia contra niñas y mujeres. En Brest, los manifestantes fueron dispersados con un cañón de agua. En Zhodino, mientras los manifestantes gritaban "¡Policía con el pueblo!" un mayor desconocido golpeó a una mujer en la cara después de que ella se le acercó demasiado. Otra mujer se apresuró a ayudar a la víctima a la que agarró y tiró al suelo. En represalia, varios manifestantes formaron una cerca humana alrededor del oficial que se negó a dejarlo ir, hasta que otros policías antidisturbios empujaron a la gente y se lo llevaron. En Novopolotsk, cerca del mercado de juguetes para niños, las fuerzas de seguridad intentaron encerrar a los manifestantes en un solo callejón mientras esperaban refuerzos. Sin embargo, una turba enfurecida lanzó un ataque contra policías superados en número que se retiraron apresuradamente en minibuses y se fueron de inmediato. Según la Dirección de Asuntos Internos del Comité Ejecutivo Regional de Vitebsk, siete personas fueron detenidas en Polotsk y Novopolotsk durante "actos masivos no autorizados". En Grodno, un hombre con una camisa blanco-rojo-blanca que huía de las fuerzas de seguridad saltó al río Niemen y lo cruzó nadando para escapar de la persecución. Terminó exhausto en el otro lado, donde personas al azar lo ayudaron a salir del agua a la orilla del río. Según el Ministerio del Interior de Bielorrusia, el 13 de septiembre se detuvo a 774 personas «por participar en actos masivos no autorizados». Más de 500 manifestantes en Minsk y otros 554 en todo el país fueron colocados en centros de detención temporal.
El 14 de septiembre, se recibió información sobre el número de manifestantes actualmente detenidos en la prisión de Akrestsin en Minsk. Hasta el sábado, 109 de las 110 literas estaban ocupadas. Según el jefe de la instalación, Yevgeny Shapetko, esa cifra se superó con los detenidos del pasado domingo, ampliando las capacidades sanitarias permitidas y otras más allá de las esperadas. Antes de la reunión de Putin y Lukashenko en Sochi, Bloomberg L.P. publicó un editorial basado en cinco fuentes del Kremlin según las cuales el presidente ruso no cree que las protestas bielorrusas tengan ningún efecto en el gobierno actual. En el ámbito de los eventos posteriores, Putin aseguró a la prensa que Moscú haría todo lo necesario para mantener el régimen actualmente establecido en Bielorrusia y evitar que la oposición asuma el poder. Al mismo tiempo, Putin expresó su preocupación por la cantidad de personas que exigen la renuncia inmediata de Lukashenko. El encuentro de ambos jefes de Estado tuvo lugar en la residencia de Bocharov Ruchey, cuyo resultado fue que Rusia concedió a Bielorrusia un préstamo de 1500 millones de dólares. A cambio, Lukashenko anunció planes para hacer una declaración a la Organización del Tratado de la Seguridad Colectiva y la Unión Económica Euroasiática sobre los acontecimientos en Bielorrusia después de las elecciones, y también prometió a Vladímir Putin que le informaría en detalle sobre las protestas en Minsk durante las conversaciones. Según la agencia de noticias TASS, el presidente francés Emmanuel Macron también mantuvo conversaciones con Vladímir Putin; ambos líderes expresaron su interés en la normalización de la situación en Bielorrusia.
En la Universidad Estatal Lingüística de Minsk, se introdujo un esquema de control de acceso. La administración insistió en que, a partir de ahora, los empleados del Departamento de Seguridad del Ministerio del Interior estarían resguardando la institución educativa, y que se concluyó el convenio correspondiente. «En un futuro cercano, el sistema de videovigilancia también se ampliará y fortalecerá en todo el MSLU», dijo la administración. Al mismo tiempo, un video mensaje abierto de profesores de la Facultad de Filología de BSU apareció en la red, en la que apoyaron a los estudiantes en su derecho a expresar su propia opinión y libertad de elección. Estudiantes y profesores de las principales universidades bielorrusas llevaron a cabo acciones de solidaridad en respuesta. Los médicos del noveno hospital de Minsk y los empleados de la Academia de Ciencias protestaron y exigieron la liberación de sus colegas, que fueron detenidos en marzo. En muchos distritos de Minsk, la gente se alineó en cadenas de solidaridad. Cerca de la Iglesia Roja, las fuerzas de seguridad detuvieron a tres niñas que estaban sentadas y sostenían hojas en blanco de papel A4 blanco o rojo. También fue detenido el periodista deportivo Serguéi Shchurko. Según su esposa, Serguéi dejó de comunicarse después de las 13:00h y dijo que los agentes de policía iban a hablar con él. Más tarde se supo que el periodista estaba detenido en un caso administrativo en la prisión de Akrestsin.
El mismo día, comenzaron los ejercicios militares ruso-bielorrusos en el campo de entrenamiento de Brestsky bajo el nombre en clave "Hermandad Eslava-2020". Se espera que duren hasta el 25 de septiembre. En total, unos 300 militares y unas 70 unidades de equipo militar y especial de Rusia participarán en el ejercicio, en su mayoría compuesto por la 76.ª División de Asalto Aerotransportado de la Guardia. El Ministerio de Defensa ruso enfatizó que después de completar estos ejercicios, los militares rusos regresarán a casa. Inicialmente, se suponía que las fuerzas armadas serbias también participarían en el simulacro, pero el ministro de Defensa serbio, Aleksandar Vulin, aclaró que la operación fue cancelada y las tropas fueron llamadas a casa bajo la presión de la Unión Europea.
El 17 de septiembre, el Parlamento Europeo reconoció al Consejo de Coordinación como «representante interino del pueblo» de Bielorrusia.
El 18 de septiembre, se produjo un intento de autoinmolación supuestamente por motivos políticos cerca de una comisaría de policía en Smolevichi.
El 19 de septiembre, unas 2000 personas, en su mayoría mujeres, se unieron a la marcha de mujeres del sábado en Minsk. El Ministerio del Interior de Bielorrusia dijo que 415 manifestantes fueron detenidos durante la marcha, de los cuales 390 son mujeres. Las autoridades afirman que liberaron a 385 detenidos esa misma noche.

### Séptima semana

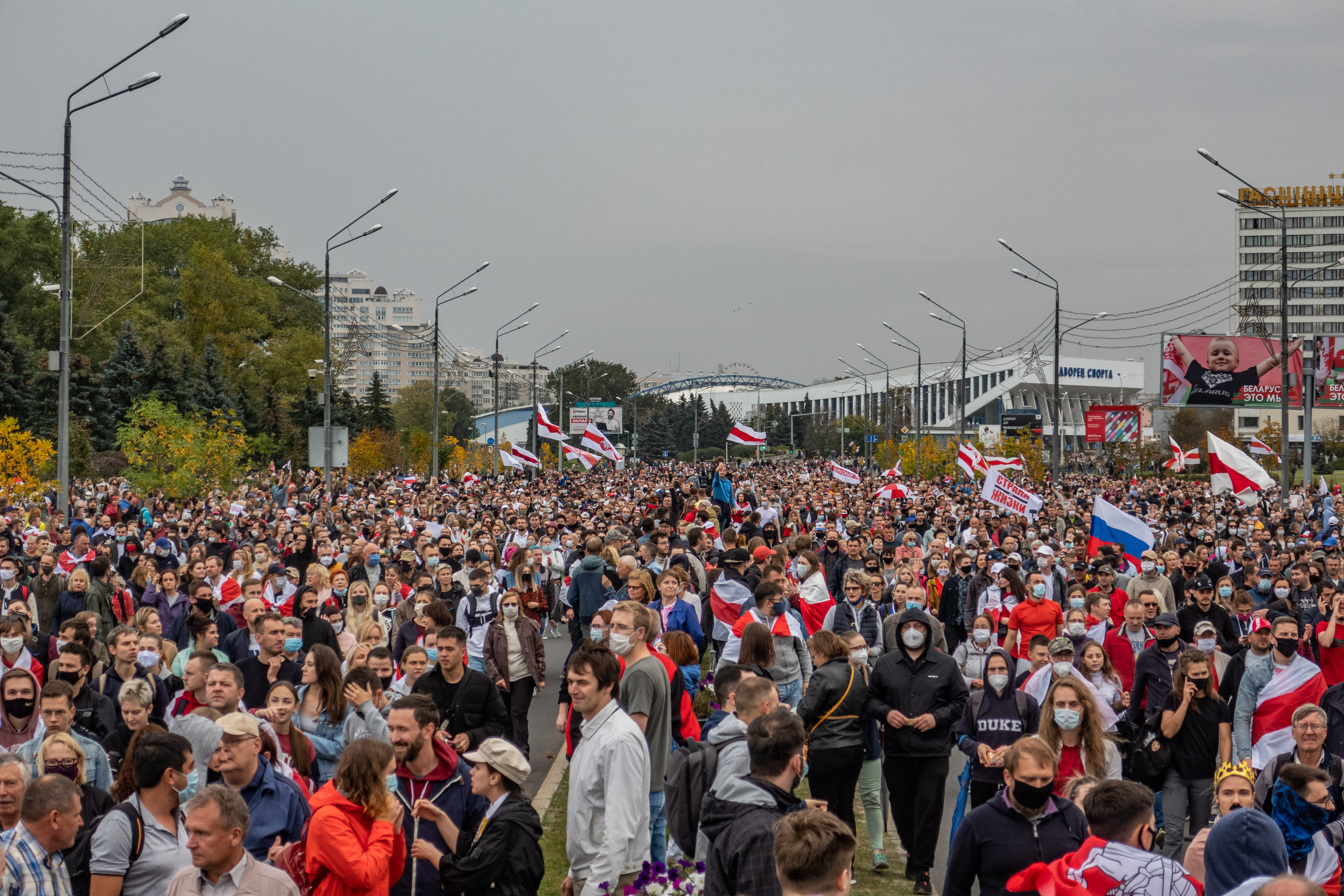
Bielorrusos en manifestación contra el gobierno en las calles, 27 de septiembre

El 20 de septiembre, unas 100.000 personas se reunieron en Minsk. Cientos de soldados bloquearon el centro de Minsk, desplegaron cañones de agua y vehículos blindados de transporte de personal y erigieron barreras de alambre de púas. También se realizaron protestas en varias otras ciudades bielorrusas, incluidas Brest y Grodno. El Ministerio del Interior de Bielorrusia dijo que 442 personas fueron detenidas por violar la ley sobre eventos masivos en Bielorrusia, incluidas 266 en Minsk.
El 23 de septiembre, Aleksandr Lukashenko prestó juramento como presidente de Bielorrusia para el próximo mandato en una breve ceremonia de inauguración repentina sin previo aviso en Minsk. Los Ministros de Relaciones Exteriores de varios países han declarado que no consideran legítima esta juramentación, incluidos Lituania, Polonia, Alemania, Estonia, el Reino Unido y otros. La Unión Europea, a través del Alto Representante de la Unión Europea para Asuntos Exteriores y Política de Seguridad Josep Borrell, reafirmó su no reconocimiento a la legitimidad de Lukashenko. El Departamento de Estado de los Estados Unidos, a través de un portavoz, se expresó de manera similar diciendo que «Estados Unidos no puede considerar a Aleksandr Lukashenko como el líder legítimamente electo de Bielorrusia».
Tras la toma de posesión de Lukashenko, estallaron protestas masivas de oposición en Minsk. Los manifestantes utilizaron más tácticas de confrontación que antes, bloquearon algunas carreteras y ahuyentaron a algunos vehículos policiales. La policía desplegó cañones de agua para dispersar a los manifestantes, y «la policía antidisturbios enmascarada utilizó tácticas que no se habían visto desde los violentos días inmediatamente posteriores a las disputadas elecciones de agosto».
El 27 de septiembre, se organizó en Minsk otra manifestación de más de 100.000 manifestantes denominada "Marcha del 97%" en apoyo a Tijanóvskaya. En total, 393 personas fueron detenidas.
El 28 de septiembre, Agentes de policía enmascarados arrastraron personas hasta las furgonetas y dispararon granadas aturdidoras y gas lacrimógeno para dispersar a la multitud mientras decenas de miles de personas marchaban por séptimo fin de semana consecutivo para exigir que el veterano líder bielorruso Alexander Lukashenko.
El 29 de septiembre, el presidente de Rusia, Vladímir Putin, denunció que Bielorrusia está sometida a "una presión exterior sin precedentes" desde la celebración de las elecciones presidenciales del 9 de agosto. Reino Unido y Canadá impusieron sanciones a 8 responsables del gobierno de Lukashenko y Francia solicita una transición pacfica y una mediación internacional para solucionar el tema. Tijanóvskaya se reunió con el presidente francés Emmanuel Macron en Vilnius, donde discutieron la situación general en Bielorrusia, la participación de Rusia y las posibles formas de resolver la crisis. Dos personas involucradas en el incidente de resistencia policial del 19 de junio, ocurrido durante una cadena de intento de dispersión solidaria en Molodechno, fueron condenadas a tres años y tres meses de prisión. En Gomel, la esposa de una activista local, Natalia, fue detenida después de que su esposo fuera condenado por participar en la «Marcha del 97%» el 27 de septiembre, y sus hijos fueron puestos en hogares de acogida. Según Natalia fue una táctica empleada por la policía local para evitar que la gente organizara más protestas por temor a la seguridad de sus familiares.
El 1 de octubre, la agencia de noticias Tut.By fue despojada de su licencia oficial de prensa durante tres meses por el Ministerio de Información con el pretexto de haber recibido 4 advertencias por la publicación de los artículos relacionados con la protesta. La editora en jefe de Tut.By, Marina Zolotova, declaró que esta medida era esperada y estaba dirigida principalmente a evitar que los periodistas de Tut.By informaran legalmente sobre las protestas.
El 2 de octubre tuvo lugar una reunión entre representantes del Ministerio del Interior y otros organismos estatales con la Coordinadora Residente de Naciones Unidas en Bielorrusia, Joanna Kazana-Wisniowiecki, quien expresó preocupación por el uso excesivo de la fuerza por parte de los agentes del orden durante la represión de las protestas y las detenciones de periodistas que cubrían las manifestaciones. Kazana-Wisniowiecki enfatizó la falta de información sobre la investigación de las acciones ilícitas de los empleados del Ministerio. El Primer Viceministro del Interior y Jefe de la Policía Criminal, Gennadi Kazakevich, negó todos esos hechos y afirmó que el Comité de Investigación estaba examinando todas las denuncias sobre violencia de los agentes del orden, incluida la tortura. Sin embargo, nunca se revelaron detalles sobre la investigación en curso.
El 3 de octubre se celebró en Minsk una manifestación tradicional de mujeres, denominada "Sábado brillante" (que también es un juego de palabras sobre el nombre de pila de Tijanóvskaya, ya que "Svetlana" se deriva de "sviatly" (bielorruso: святлы), que significa "brillante" ). El mitin duró dos horas. Aunque las manifestantes decidieron deliberadamente no usar ropa blanca, roja y blanca y no mostrar tales símbolos, trayendo consigo solo flores y carteles de cartón, la policía antidisturbios y "tikhari" todavía estaban presentes, y aún se llevaron a cabo algunas detenciones. Un grupo de motociclistas fue detenido cerca de la estación de metro de Kuntsevshchina mientras un pasajero en un trolebús que pasaba trataba de sostenerlos y también fue detenido inmediatamente después. Ese mismo día, Denis Kuznetsov, un hombre de 41 años que había sido detenido el 29 de septiembre, murió en una unidad de cuidados intensivos después de ser trasladado desde Okrestina. Según los familiares de Kuznetsov este fue golpeado por el personal de Okrestina, quien, a su vez, afirmó que Kuznetsov "se cayó de la parte superior de una litera". El diagnóstico clínico de Kuznetsov, entre otras cosas, incluyó lesión cerebral traumática moderada, numerosos hematomas, fractura de la base del cráneo, hemorragia subaracnoidea y fracturas de 11 costillas derechas. En un comentario adicional del Ministerio del Interior, se informó que los resultados de la investigación preliminar respaldaban la versión presentada por el personal de Okrestina.

### Octava semana
El 4 de octubre las marchas y protestas callejeras contra el presidente de Bielorrusia, Alexander Lukashenko cumplieron su octava semana. Hasta 200.000 personas según distintas fuentes se concentraron en la mañana domingo en el centro de Minsk y los ciudadanos bielorrusos exigieron la liberación inmediata de todos los detenidos y presos políticos, la Renuncia del presidente Lukashenko y castigo a los responsables de la represión y torturas policiales. En Gomel, la segunda ciudad de Bielorrusia también se produjeron manifestaciones antigubernamentales así como en otras ocho ciudades más del país. El lema fue ¡Lukasenko vete!. Alexander Lukashenko y sus seguidores hicieron su propio mitin que reunió hasta 70.000 personas. El 4 de octubre, tuvo lugar la "Marcha por la Liberación" en Minsk con los manifestantes marchando hacia el centro de detención de Okrestina, donde se creía que había presos políticos. La policía antidisturbios, así como varios cañones de agua (uno de los cuales se averió), fueron empleados para dispersar la manifestación. Toda el área central (plaza y Palacio de la Independencia, obelisco de la Ciudad Héroe, etc.) fue rutinariamente aislada por la policía antidisturbios, con medios de transporte blindados, alambre de púas y barreras "Rubezh". Se instaló una estación de transmisión de sonido ZS-82 con un potente altavoz en un coche patrulla de reconocimiento BRDM-2 a través del cual se tocaron canciones soviéticas. Los vehículos todoterreno militares Dongfeng Mengshi de China , así como los Humvees VOLAT de primera línea de Bielorrusia fueron vistos en las calles de Minsk. A las 13:40 se cerraron ocho estaciones de metro. Internet móvil se cortó alrededor de las 13:50. Cuatro centros comerciales cerraron «por problemas técnicos» a las 14:00 horas. El rally comenzó a las 14:05 y terminó alrededor de las 18:15. El servicio se reanudó entre las 18:30 y las 19:00 horas. La agencia Viasna informó sobre detenciones de manifestantes en Minsk, así como en otros lugares, incluidos Vitebsk y Gomel.
El 5 de octubre, alrededor de 100 personas mayores se reunieron frente a la iglesia de St. Helen en Minsk, formaron una columna y se manifestaron hacia la avenida de la Independencia. Al entrar en la plaza de Octubre, los manifestantes se alinearon en una cadena de solidaridad, mientras se les apoyaba activamente con bocinazos de autos que pasaban. Las personas mayores luego marcharon hacia la plaza de la Victoria, donde fueron recibidos por jóvenes voluntarios que les dieron dulces y agua. Los manifestantes sostenían flores y carteles antigubernamentales y cantaban canciones y lemas patrióticos, siendo el más famoso el himno "Mahutny Boža" ("Dios Todopoderoso").
El 6 de octubre, Tijanóvskaya viajó a Berlín para reunirse con la canciller Angela Merkel. Su encuentro ocurrió a puerta cerrada, sin que se permitieran periodistas. En Minsk, la Fiscalía emitió un comunicado en el que etiquetaba los detalles de la investigación en curso sobre los episodios de mala conducta de los empleados de los centros de detención como «información restringida».
El 7 de octubre se llevó a cabo una acción tradicional de protesta de mujeres, esta vez bajo el nombre "¡Estamos caminando!". Mujeres jóvenes vestidas de blanco y rojo o con sombrillas blancas y rojas marcharon por la avenida Independencia.  Algunos periodistas informaron haber visto una estación móvil de interferencia contra drones Groza-S en las calles de Minsk más tarde ese día.
El 8 de octubre, un excomandante de una unidad de emergencia y extinción de incendios en Minsk, Artyom Ulyanov, que fue despedido el día anterior por negarse a retirar una bandera blanca, roja y blanca de un edificio residencial, fue multado con más de 2000 dólares por contrato prematuro terminación. Víktor Snezhytsky, miembro del Consejo de la República de Bielorrusia, renunció a su cargo "debido a problemas de salud" después de hacer una declaración contra las represiones del régimen actual en las redes sociales.
El 9 de octubre, por la mañana, los manifestantes bloquearon la calle Cosmonauts St. en Minsk. El Fondo Bielorruso para la Solidaridad Cultural se estableció con el propósito de brindar asistencia legal, financiera y psicológica a los representantes de la comunidad cultural bielorrusa que expresan activamente su posición cívica.
El 10 de octubre, tuvo lugar otra Marcha de Mujeres en Minsk. Alexander Lukashenko se reunió con algunas de las principales figuras de la oposición encarceladas, incluidos Viktor Babariko y Serguéi Tijanovski, en el centro de detención de la KGB en Amerikanka, según se informa, para discutir los detalles de la futura reforma constitucional. Serguéi Tijanovski pudo hablar con su esposa, Svetlana, por teléfono por primera vez desde su arresto el 29 de mayo. Cerca de la noche, los Cyber Partisans una vez más piratearon varios sitios web estatales.

### Novena semana
El 11 de octubre la policía bielorrusa dispersó on cañones de agua, porras, bastones y granadas aturdidoras a los miles de manifestantes reunidos en la capital Minsk en contra de la reelección del presidente Alexander Lukashenko, en la represión más violenta de las últimas semanas. Medios locales muestran a policías antidisturbios y hombres con pasamontañas vestidos de civil arrastrando a manifestantes a camionetas negras sin identificación y golpeando a algunos con bastones, reportaron las agencias internacionales de noticias. Cientos de manifestantes, responsables de movimientos políticos, organizaciones sindicales y periodistas, han sido detenidos desde principios de agosto y encarcelados por haber participado en protestas. Además, una decena de periodistas, algunos de los cuales empleados de medios rusos, fueron detenidos por las autoridades bielorrusas. La «Marcha del Orgullo» (que marca dos meses de protestas después de las elecciones) tuvo lugar en los centros regionales de Bielorrusia, según se informa, en la que participaron más de 100.000 manifestantes solo en Minsk. Las acciones de las fuerzas de seguridad se caracterizaron por una mayor brutalidad en comparación con las marchas del domingo anterior e involucraron detenciones masivas de periodistas, palizas severas a detenidos, empleo de granadas paralizantes, gases lacrimógenos, balas de goma y cañones de agua con agua coloreada, lo que provocó que algunos de los testigos comparasen estos hechos con los del 9 al 12 de agosto. Ocho estaciones de metro, seis centros comerciales e Internet móvil estuvieron fuera de servicio durante la mayor parte de la tarde, como de costumbre. Según el Ministerio del Interior de Bielorrusia, el 11 de octubre se detuvo a 713 manifestantes y se registraron 25 acciones de protesta en todo el país.
El 12 de octubre, tuvo lugar una tradicional «Marcha de las personas mayores» en Minsk y otros centros regionales, esta vez se reunió con una activa contraacción policial, incluido el uso de gas lacrimógeno y granadas paralizantes. El Ministerio del Interior emitió una declaración autorizando a las fuerzas de seguridad a utilizar armas letales, de ser necesario, debido a la "elevada coordinación y radicalización" de las protestas. Por la noche, se llevaron a cabo varias acciones de desobediencia civil en Minsk, incluido el bloqueo del tráfico local con neumáticos en llamas, y se prolongó hasta las 23:00, cuando finalmente intervinieron las fuerzas militares y de OMON. Vladímir Zaryankin, hijo del alcalde de Vítebsk, fue detenido en Minsk y hombres no identificados destrozaron su automóvil en balaklavas.
El 13 de octubre, en nombre del Consejo de Coordinación, Sviatlana Tsikhanouskaya declaró un ultimátum el 25 de octubre en el que amenazaba a Lukashenko con una huelga nacional y acciones de desobediencia civil si no dimitía, liberaba a todos los presos políticos y cesaba la violenta represión de las manifestaciones pacíficas del fecha límite del 25 de octubre de 2020. [569] Maxim Khoroshin, copropietario de una florería en Minsk que regalaba flores a las mujeres durante las últimas marchas de mujeres, fue detenido y golpeado brutalmente por las fuerzas de seguridad por presunto desmontaje de un cañón de agua e incendio provocado en la dacha de Dmitri Balaba, director de la OMON de Minsk.
El 14 de octubre la líder opositora, Svetlana Tijanóvskaya le dio un plazo de dos semanas a Lukashenko para renuniciar de la Jefatura del Estado Bielorruso, liberar a los presos políticos y poner fin a la represión policial, de lo contrario, aseguró que el 26 de octubre habría una huelga general en todo el país. Tijanóvskaya, que ha lanzado un ultimátum popular a través de su canal de Telegram, presidió el lunes la primera gran reunión de los opositores en el exilio al que se ha sumado el líder sindicalista Serguéi Dilevski, el único miembro del presídium del consejo opositor que aún estaba en libertad en el país. Ese mismo día, Día de la Madre en Bielorrusia, cientos de mujeres se reunieron en la plaza de la Independencia cerca de la iglesia Roja en Minsk para la manifestación "Marcha de las madres". Aproximadamente a las 15:00 los participantes formaron una columna y caminaron por avenida Independencia hacia la plaza Yakub Kolas, cantando "Libertad para nuestros niños", "Uno para todos y todos para uno" y otras. Además de la "Marcha de las madres", también hubo manifestaciones de un solo caso, cadenas de solidaridad, discursos de los estudiantes, etc. La concentración concluyó poco después de las 18:30 en el espacio público recién formado "Plaza Kolesnikova", donde se ofreció un concierto por la banda de folk rock bielorruso Dzieciuki.
El 15 de octubre, una trabajador de Belaruskali, Alexander Kurban, se negó a abandonar el pozo al final de su turno y permaneció encadenado a 440 metros de profundidad exigiendo al director general de la empresa que informara al colectivo laboral de las gestiones tomadas para unas elecciones nuevas, abiertas y justas, liberación de todos los presos políticos y cese de la violencia policial. A las 9:15 a. m., Kurban fue sacado a la superficie y, acompañado por un empleado del Ministerio del Interior, llevado a un centro médico psiconeurológico donde fue examinado por personal médico y liberado. A las 14:00 horas se realizó un mitin de personas con discapacidad en el lugar habitual cerca de la iglesia Roja y la plaza de la Independencia, con los manifestantes acompañados de sus amigos y familiares, quienes formaron una columna y marcharon por la avenida Independencia en dirección a la GUM de Minsk. Aproximadamente a las 15:30, varios minibuses de las fuerzas de seguridad se acercaron a los manifestantes y detuvieron al menos a dos personas, una de las cuales era Oleg Grablevsky, un empleado de la Oficina de Derechos de las Personas con Discapacidad.

### Décima semana

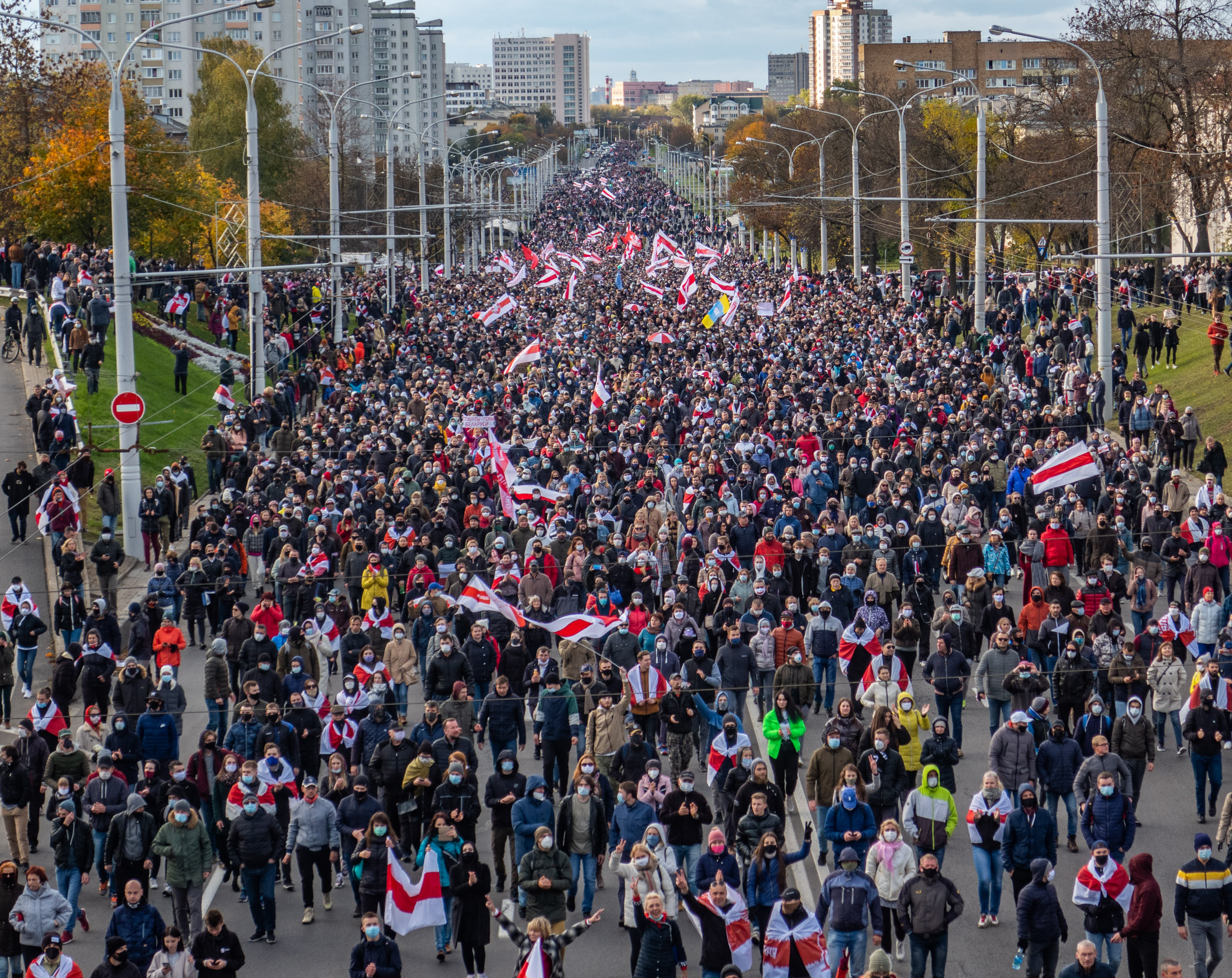
Bielorrusos en manifestación contra el gobierno en Minsk, 18 de octubre

El 18 de octubre por décima semana consecutiva decenas de miles de opositores bielorrusos marcharon y protestaron en las calles de Minsk encontra de la reelección del presidente Alexander Lukashenko, que es considerada como fraudulenta,por la mayoría de la ciudadanía bielorussa,  pese a la amenaza policial de reprimir con armas de fuego la protesta. Se ha reportado más de cien personas han sido detenidas en Minsk, dijo a la portavoz del Ministerio del Interior de Bielorrusia, Olga Chemodánova.

### Undécima semana
25 de octubre Más de 100.000 personas llenaron el domingo las calles de Minsk para expresar su rechazo al régimen de Lukashenko, en otra protesta marcada por la represión policial. Las fuerzas de seguridad bielorrusas lanzaron granadas de dispersión y efectuaron numerosos arrestos, según los canales de Telegram de la oposición, en los que se publicaron imágenes de pánico de los manifestantes que huían de la primera línea de la marcha. Más de cien personas ya habían sido arrestadas durante la tarde.

#### Huelga Nacional
26 de octubre: La represión policial contra los manifestantes en Bielorrusia ha desembocado en una huelga nacional. Desde el 25 de octubre, se han producido en Bielorrusia más de 500 detenciones. Detenciones como las que se ven en algunos vídeos que circulan por las redes sociales donde se ve el exceso de fuerza por partes de las autoridades. Cientos de personas han salidos a las callea a pesar de la represiòn desafiando al Gobierno de Lukashenko
27 de octubre : El presidente de Bielorrusia, Alexander Lukashenko, llamó  a las autoridades a que sancionen a obreros o estudiantes que participaron en protestas contra su reelección. Estudiantes universitarios abandonaron las aulas para participar en marchas mientras obreros de fábricas se declararon en huelga y se sumaron a las protestas.
El 31 de octubre, cientos de mujeres marcharon en el centro de Minsk, coreando “Libertad” y “Elecciones justas” mientras portaban banderas y pancartas rojas y blancas. Cerca de 40 personas fueron detenidas en Minsk, Hrodna y otras ciudades bielorrusas.

### Duodécima semana
El 1 de noviembre, unos 20.000 manifestantes marcharon en Minsk. Se reunieron en el este de Minsk y se dirigieron hacia Kurapaty, donde más de 200.000 personas fueron ejecutadas durante la Gran Purga. Los manifestantes portaban pancartas con lemas como "La memoria del pueblo (dura) más que la vida de una dictadura" y "¡Dejen de torturar a su pueblo!". Antes de la marcha, las fuerzas de seguridad ya habían acordonado varias plazas centrales en Minsk, habían cerrado varias estaciones de metro y se interrumpió la conexión a Internet móvil. Las fuerzas de seguridad también utilizaron granadas de destello, gas lacrimógeno y porras para dispersar a la multitud. Algunos automovilistas intentaron bloquear el movimiento de vehículos destinados a llevarse detenidos. El Ministerio del Interior de Bielorrusia dijo que unas 300 personas fueron detenidas en Minsk y la región de Minsk por violar las leyes sobre concentraciones masivas. Cuatro periodistas se encontraban entre los detenidos el 1 de noviembre, dos de los cuales fueron brutalmente golpeados. El Comité de Investigación dijo que 231 de los arrestados fueron reconocidos como sospechosos en un caso penal que se había abierto en "acciones que violan gravemente el orden público". El 1 de noviembre marcó el “13º domingo” de las protestas bielorrusas de 2020. Los manifestantes exigieron la dimisión del presidente Alexander Lukashenko. El presidente presuntamente utilizó las fuerzas de seguridad para impedir que los manifestantes se reunieran y advirtió que su gobierno "no retrocederá".
El 2 de noviembre, más de 1000 manifestantes participaron en una marcha en Minsk. Muchos de ellos eran jubilados. Llevaban banderas blancas, rojas y blancas prohibidas y corearon lemas como “¡Lukashenko! ¡Tribunal!" y "¡Hasta la victoria, hasta el final!" durante la marcha. No se informó de detenciones durante la protesta del lunes.
El 7 de noviembre, cientos de personas participaron en una marcha de mujeres. Unos 60 médicos y otros trabajadores sanitarios reunidos contra Lukashenko fueron trasladados a comisarías de policía. Al menos 14 personas fueron detenidas en la marcha de mujeres en Minsk.

### Decimotercera semana
El 8 de noviembre, varios miles de personas marcharon en Minsk. Los participantes en la Marcha ondearon banderas y paraguas rojos y blancos. Las fuerzas de seguridad bloquearon varias calles y acordonaron áreas en el centro de Minsk. El acceso a Internet estaba restringido en Minsk desde la mañana. Varias estaciones de metro en el centro de la ciudad cerraron una hora antes del mitin, citando "seguridad de los pasajeros". La policía utilizó porras y balas de goma para dispersar a la multitud. Al menos 1.053 manifestantes fueron detenidos en Minsk, Homel, Vitebsk, Zhlobin y otras ciudades. Al menos nueve de los que figuran como detenidos eran periodistas. El video y las fotos mostraban que hombres sin identificación arrojaban brutalmente a los manifestantes al suelo y los obligaban a subir al transporte policial.
El 11 de noviembre, Raman Bandarenka, un residente de Minsk de 31 años, gerente y diseñador de arte, fue atacado y secuestrado en su patio en La plaza de los Cambios. Después de algún tiempo, se llamó a una ambulancia al Departamento de Asuntos Internos del distrito Central, que encontró a Bandarenka inconsciente. Ingresó en la unidad de cuidados intensivos del BHMP (Hospital de Ambulancias) de Minsk el 12 de noviembre de 2020 a las 00:05, donde se le diagnosticó una lesión cerebral traumática cerrada severa, hematomas subdurales agudos de la cabeza, hemorragia cerebral y múltiples lesiones de tejidos blandos. Estaba en coma y se sometió a una cirugía, pero los médicos no pudieron salvar a Bandarenka debido a su grave estado. Bandarenka murió la noche del 12 de noviembre.
El 13 de noviembre, miles de personas se manifestaron en Minsk y otras ciudades bielorrusas tras la muerte de un partidario de la oposición de 31 años que, según informes, fue golpeado por las fuerzas de seguridad. Los participantes que llevaban flores y velas formaron cadenas humanas de solidaridad para honrar al difunto partidario de la oposición, Raman Bandarenka, quien murió en un hospital de Minsk después de varias horas de cirugía por heridas graves. Algunas de las pancartas que sostenían los manifestantes decían: "Dejen de matarnos". En un video del patio donde Bondarenko fue detenido, cientos de personas se quedaron en un minuto de silencio el viernes y luego corearon: "No olvidaremos, no perdonaremos". El Ministerio del Interior negó su responsabilidad por la muerte de Bondarenko, diciendo que fue asesinado debido a una pelea con civiles. La Unión Europea condenó la violenta represión.

### Decimocuarta semana
El 15 de noviembre, decenas de miles de bielorrusos reunidos en todo Bielorrusia protestaron contra la muerte bajo custodia policial de un veterano militar y profesor de arte infantil arrestado por su oposición a Lukashenko. Los manifestantes en Minsk portaban las banderas prohibidas de color blanco, rojo y blanco y corearon consignas como “¡Lukashenka! ¡Tribunal!" y "Love live Belarus!" Las fuerzas de seguridad utilizaron gases lacrimógenos, balas de goma, granadas paralizantes y porras para dispersar a los manifestantes en Minsk. El Internet móvil se redujo en Minsk y se cerraron varias estaciones de metro en el centro de Minsk. Más de 1.200 manifestantes fueron detenidos en Minsk y otras ciudades, incluidas Homel, Hrodna y Mogilev.
El 16 de noviembre, más de 2.000 personas marcharon en Minsk. Muchos de ellos eran jubilados y médicos. Coreaban consignas como "Asesinos!" y "Tribunal!" durante la marcha. No se informó de detenciones.

### Decimoquinta semana
El 22 de noviembre, decenas de miles de personas se reunieron en varios lugares alrededor de Minsk, gritando "¡Viva Bielorrusia!" y llevando los signos y las banderas blancas-rojo-blanco. Los manifestantes se reunieron en áreas residenciales y luego se reunieron en Minsk para evitar que la policía los cerrara antes de tiempo. Varias estaciones de metro fueron cerradas y en ocasiones se cortaron las comunicaciones. Fuera de una estación de metro en el centro de Minsk, los manifestantes se encontraron con granadas explosivas. Oficiales enmascarados y con pasamontañas arrancaron banderas de las manos de algunas personas en otro lugar. Las fuerzas de seguridad se desplegaron en gran medida alrededor de Minsk con vehículos blindados y cañones de agua antes del mitin. Al menos 379 manifestantes fueron detenidos en Minsk y otras ciudades de Bielorrusia. Al menos 13 manifestantes detenidos fueron trasladados a hospitales después de haber sido golpeados por la policía antidisturbios y otras fuerzas de seguridad involucradas en la dispersión de las protestas.
La Iglesia Ortodoxa Autocéfala de Bielorrusia (que no debe confundirse con la Iglesia Ortodoxa de Bielorrusia) anunció un anatema contra Lukashenko, declarándolo públicamente "verdugo del pueblo bielorruso"
El 23 de noviembre, tuvo lugar la "Marcha de la Sabiduría" en Minsk, varios miles de jubilados marcharon. Llevaban banderas blancas, rojas y blancas y gritaban "¡Libertad para los presos políticos!" y "¡Asesinos!". Fuerzas de seguridad vestidas de negro con pasamontañas bloquearon las columnas de manifestantes ancianos para evitar que ingresaran a Independence Avenue. Al menos seis personas fueron detenidas, incluidas dos ancianas de 70 años, que luego fueron liberadas. Se informó de pequeños enfrentamientos, y testigos dijeron que las fuerzas de seguridad empujaron a varios de los ancianos sobre el asfalto.
El 24 de noviembre, un conocido organizador y manifestante anarquista, Mikalai Dzyadok, fue arrestado. Según Mikalai, la policía lo sacó a la fuerza de su residencia. Afirma que fue golpeado por la policía que intentó obtener información sobre actividades anarquistas, luego de negarse a que la policía rociara a Mikalai. Afirmó que lo golpearon, patearon, aturdieron y rociaron con pimienta y lo obligaron a hacer una confesión en video. Se puede ver el rostro de Mikalai muy golpeado mientras hace la confesión se le puede ver con un ojo morado. Mientras estaba bajo custodia, Mikalai fue amenazado con violarlo y asesinarlo. Las autoridades afirman que Mikalai está siendo acusado de organizar múltiples protestas masivas y disturbios en Bielorrusia, Mikalai niega estas acusaciones, actualmente se encuentra detenido como preso político.
El 29 de noviembre tuvo lugar en Minsk la "Marcha de los vecinos". Llevaban las banderas blanco-rojo-blanco y corearon “¡Vete, rata!”, Refiriéndose a Lukashenko. La oposición adoptó la estrategia como una forma de descentralizar las protestas y hacer más difícil que la policía acorrale a los activistas. Al menos 20 protestas tuvieron lugar en Minsk. En algunas áreas, los mítines separados se fusionaron para formar columnas de varios cientos de personas. La policía desplegó gases lacrimógenos y granadas aturdidoras para disolver a algunas de las multitudes en Minsk, y algunos fueron perseguidos hasta los patios residenciales y golpeados con bastones. Antes de la manifestación, se vieron cañones de agua, vehículos blindados y camionetas de la policía en el centro de Minsk. Los servicios de Internet móvil no estaban disponibles en Minsk y las estaciones centrales de metro estaban cerradas. También hubo informes de cortes de energía en algunos vecindarios. Al menos 416 manifestantes fueron detenidos en Minsk, Brest, Hrodno, Barauliany y otras ciudades. Según los informes, seis personas fueron trasladadas a hospitales tras ser golpeadas por la policía antidisturbios y otros agentes del orden. Dos periodistas fueron detenidos a pesar de portar credenciales de prensa válidas.
El 30 de noviembre, tuvo lugar la "Marcha de la Sabiduría" en Minsk, más de 1.000 jubilados marcharon. La policía bloqueó a los manifestantes a lo largo de su ruta planificada y los dividió en grupos más pequeños. Al menos 20 personas fueron detenidas.

### Diciembre
El 1 de diciembre, Sviatlana Tsikhanouskaya dijo en una videollamada desde Vilnius, Lituania, que el "libro de los crímenes" incluirá relatos de abusos policiales que serán verificados por abogados
El 6 de diciembre, más de 300 personas fueron detenidas en una nueva jornada de las protestas. Solo en Minsk fueron detenidas más 300 personas por "trasgredir la ley sobre actividades masivas", según informó el jefe del Departamento de Seguridad Pública de la capital bielorrusa, Alexandr Kupchenia, en la página web de la Policía. El listado incluyó a la conocida activista opositora Nina Baguínskaya, de 73 años, detenida en esa ciudad.
El 7 de diciembre, cientos de jubilados se sumaron  a las protestas en la capital de Bielorrusia. Las personas se congregaron en una de las plazas céntricas de Minsk que fue acordonada por las fuerzas de seguridad y varios de los manifestantes fueron detenidos, según un grupo de derechos humanos local.
El 13 de diciembre, multitudes de personas protestaron en Minsk. Se estimó que miles de personas participaron en pequeñas manifestaciones repartidas por más de 70 áreas diferentes de Minsk. Algunos de ellos agitaron las banderas blanco-rojo-blanco y corearon "¡Lukashenko, vete!" y "Viva Bielorrusia". En varios lugares, grupos de manifestantes fueron encabezados por personas vestidas con trajes de Papá Noel. Al menos 286 personas fueron detenidas.
El 14 de diciembre, tuvo lugar la "Marcha de la Sabiduría" en Minsk. Hasta 150 manifestantes, incluidos muchos jubilados, médicos y estudiantes, se reunieron en la avenida de la Independencia. Algunos de ellos sostenían banderas blanco-rojo-blanco y gritaban "[Lukashenka,] ¡vete!", "¡Viva Bielorrusia!", "¡Libertad para los presos políticos!" Las fuerzas de seguridad acordonaron las carreteras, les impidieron avanzar por la avenida de la Independencia. Al menos 106 personas fueron detenidas.
El 19 de diciembre, se informó de varias marchas en varios distritos de Minsk. Muchos de los manifestantes portaban la bandera o pancartas rojas y blancas. Hubo marchas y concentraciones en otras ciudades, incluida Hrodna. No se emitieron informes de manifestantes detenidos por la policía antidisturbios.
El 20 de diciembre, unas 100 personas fueron detenidas en la capital de Bielorrusia. Las protestas se dividieron en pequeños grupos y se dispersaron por diversas partes de la capital y de otras ciudades, una táctica intencional de los organizadores para hacerle difícil a la policía practicar detenciones.
El 21 de diciembre , la policía de Bielorrusia creó una base de datos con información de las personas que habían participado en las protestas por la democracia y contra el fraude electoral. La lista, que se puso en marcha por orden directa del presidente Aleksandr Lukashenko, contiene la edad, región de residencia, lugar de trabajo o estudio y también las “aficiones” de los individuos, según explicó un responsable del Ministerio del Interior en el canal estatal Bielorrusia 1. El archivo no solo incluirá a los arrestados en las movilizaciones contra Lukashenko, sino también los “identificados”, además de participantes y administradores de canales de Telegram sobre las protestas.
El 22 de diciembre, el Arzobispo de Minsk y Moguiliov, Tadeusz Kondrusiewicz, recibió  autorización para regresar a Bielorrusia casi cuatro meses después de que el presidente, Alexandr Lukashenko, se lo impidiera por supuestamente apoyar las protestas antigubernamentales. Según informó la Iglesia Católica bielorrusa en su página web, representantes del Gobierno comunicaron a la embajada del Vaticano en Minsk que Kondrusiewicz no tendrá "trabas" para volver al país.
El 27 de diciembre, la Marcha de los Globos tuvo lugar en Minsk; la gente de toda Bielorrusia estuvo lanzando globos blancos, rojos y blancos, banderas y otros símbolos al cielo. Las personas se reunieron en sus barrios y luego se trasladaron a los lugares previamente definidos en los chats locales. Muchos portaban la bandera roja y blanca y corearon consignas como "¡Viva Bielorrusia!". Hubo informes de detenciones en Minsk, Brest y Svietlahorsk.

### 2021

#### Enero
El 3 de enero, se informó de marchas en Minsk. Personas con banderas blancas, rojas, blancas y rojas y verdes, cantaron "¡Viva Bielorrusia!" o "¡Creemos! ¡Podemos! ¡Ganaremos!". No hubo informes de detenciones. Al menos diez personas habían sido detenidas por agentes del orden en manifestaciones separadas el 1 de enero de 2021 .
El 9 de enero se informó de marchas en varias localidades. La gente portaba las banderas nacionales blancas y rojas. En un esfuerzo por evitar el arresto por parte de las fuerzas de seguridad de Lukashenko, los manifestantes recurrieron a las llamadas tácticas de "flash-mob", reuniéndose en lugares anunciados en las redes sociales en el último minuto.
El 10 de enero, se informó de protestas en Minsk, Vítebsk, Brest, Grodno y Maguilov. Los manifestantes llevaban las banderas nacionales blancas y rojas. El Ministerio del Interior dijo que 40 personas fueron detenidas en Minsk.
El 16 de enero, BYPOL, un grupo de agentes de policía de Bielorrusia que renunciaron a usar la fuerza en respuesta a una protesta pacífica, publicó una grabación en la que al parecer se escucha la voz del actual viceministro del Interior, Mikalai Karpenkau, dirigiéndose a sus subordinados en una fecha indeterminada de octubre de 2020, cuando era responsable de la Dirección Principal de Lucha contra la Delincuencia Organizada del Ministerio del Interior. La grabación contiene numerosas declaraciones que, de ser ciertas, incriminan directamente a las fuerzas policiales en violaciones de los derechos humanos.
El 17 de enero, los manifestantes marcharon en parques y zonas residenciales de varias ciudades y pueblos de Bielorrusia. La agencia de noticias independiente BelaPAN informó que los manifestantes realizaron al menos 30 marchas y concentraciones el 17 de enero, incluso en Minsk, Brest, Hrodna y Homel. Muchos de los manifestantes portaban banderas o pancartas rojas y blancas. Hubo informes de detenciones.
El 22 de enero, un hombre intentó quemarse a lo bonzo en la plaza de la Independencia de Minsk, frente a la sede del Gobierno de Bielorrusia. El hombre quedó envuelto en llamas, que fueron apagadas con un extintor por agentes de la policía, como se aprecia en las imágenes de vídeo publicadas por el portal digital bielorruso independiente Tut.by.
El 24 de enero, grupos de manifestantes se tomaron de los brazos para formar cadenas humanas en una muestra de solidaridad con los presos políticos. Al menos 155 personas fueron detenidas.

##### Solicitud de Retiro deMundial de Hockey sobre Hielo
Más de 45.000 personas han firmado una la petición para retirarle a Bielorrusia el Mundial de hockey sobre hielo, que debe celebrar conjuntamente con Letonia entre el 21 de mayo y el 6 de junio, por la represión de las protestas antigubernamentales.
Un comité del Parlamento de Letonia se ha pronunciado en contra de la celebración conjunta del Mundial de Hockey sobre Hielo con Bielorrusia en medio de los llamamientos desde la oposición bielorrusa para su cancelación como gesto de rechazo al presidente Alexander Lukashenko.

#### Febrero
A partir del 2 de febrero, los manifestantes utilizaron sus balcones todas las noches y corearon "Larga vida a Bielorrusia" y "Lukashenko Tras las Rejas", ondeando banderas y usando antorchas a pesar del frío y la pandemia en curso. 
El 5 de febrero, Amnistía Internacional denunció que las autoridades bielorrusas estaban recurriendo a amenazar, hostigar y procesar a menores de edad en un intento de reprimir la disidencia. Algunos menores se enfrentan a penas de años de cárcel, mientras que otros viven con el temor de que encarcelen a sus padres o madres o de ser puestos bajo la tutela del Estado, de acuerdo a Amnistía Internacional.
El 7 de febrero, se llevaron a cabo mítines y cánticos en todo Minsk, el mayor movimiento de protesta en la ciudad desde el 24 de enero.
El 8 de febrero, la líder de la oposición Svetlana Tijanovskaya abogó por seguir la lucha en las calles contra el gobierno de Lukashenko. Ese mismo día, Amnistía Internacional volvió a denunciar que "las autoridades bielorrusas están recurriendo a amenazas, hostigamiento y enjuiciamiento de niños".

#### Marzo
El 25 de marzo de 2021, la líder de la oposición en el exilio, Sviatlana Tsikhanouskaya, pidió que se reanudaran las protestas en el Día de la Libertad contra Alexander Lukashenko para presionarlo para que renunciara. Durante las protestas del día, en las que pequeños grupos marcharon por las calles de Minsk, más de 200 personas fueron arrestadas. Las autoridades bielorrusas lograron reprimir estas protestas, tras lo cual no hubo acciones masivas de desobediencia en el país.

#### Mayo
El 24 de mayo de 2021, Alexander Lukashenko promulgó una serie de enmiendas legales para restringir aún más las protestas futuras, haciendo obligatorio que todas las manifestaciones masivas sean autorizadas por las autoridades locales e impidiendo la participación de periodistas.

#### Julio
Un tribunal de Bielorrusia condenó  a once opositores a penas de privación de libertad de entre cinco y nueve años en cárceles de alta seguridad por participar en grupos de chat «radicales» en Telegram, en un juicio muy criticado por defensores de derechos humanos.
La Asociación Bielorrusia de Periodistas denunció la detención de tres periodistas del periódico independiente Regionalnaya Gazeta, ubicado en la ciudad de Molodechno, que fue allanado. En un comunicado, la asociación informó de la detención de Zoya Khrutskaia y Nastasia Utkina, empleados del medio de comunicación, con lo que no se pudo contactar con ellos tras ser detenidos después del registro de la redacción.
La exiliada opositora del gobierno de Bielorrusia, Svetlana Tijanóvskaya, pidió a Estados Unidos sanciones más duras para las empresas de su país con el fin de que se alejen del presidente Lukashenko.

#### Agosto
El activista bielorruso Vitaly Shishov fue hallado muerto en Ucrania, país en el que residía, un día después de que no regresara de correr. Lo encontraron ahorcado en un parque en Kiev. La policía abrió una investigación por asesinato e indicó que estaban indagando si lo habían matado y si se había hecho parecer que su muerte era un suicidio.
La velocista olímpica bielorrusa Krystsina Tsimanouskaya fue acogida con una visa humanitaria en Polonia, pues temía por su seguridad en su país tras criticar a sus entrenadores en redes sociales.
También comenzó en Bielorrusia el juicio a puerta cerrada contra dos líderes de la oposición. Maria Kolésnikova, encarcelada desde hace diez meses, fue juzgada junto a su abogado Maxime Znak, por intentar derrocar al gobierno.

#### Septiembre
La Unión Europea y Reino Unido rechazaron y condenaron la decisión del tribunal de Minsk (Bielorrusia) que condenó a 11 años de cárcel a María Kolesnikova.

## Consejo de Coordinación para el traspaso del poder
El 14 de agosto, la candidata independiente Svetlana Tijanóvskaya, refugiada en Lituania, hizo un llamamiento para la creación del Consejo de Coordinación para el traspaso del poder en Bielorrusia cuya finalidad es la transferencia pacífica de los poderes entre la administración de Lukashenko y las fuerzas opositoras. El mismo día, la jefa de la campaña electoral de Víktor Babariko, excluido de la participación en los comicios y encarcelado, María Kolésnikova se unió a la petición de Tijanóvskaya exigiendo el cese inmediato de Lukashenko en sus funciones y dando su apoyo a la creación del Comité de coordinación. Mientras el 13 de agosto, Veronika Tsepkalo (esposa de Valeri Tsepkalo) había iniciado una petición en change.org dirigida a la comunidad internacional llamando al reconocimiento de Svetlana Tijanóvskaya «como la única presidenta de Bielorrusia elegida legalmente».
El 17 de agosto, Tijanóvskaya se ofreció para liderar el proceso de normalización en Bielorrusia y organizar unos «comicios presidenciales limpios y transparentes». El mismo día, la representante de la activista, Olga Kovalkova, dio a conocer los nombres de las 30 primeras personalidades de la sociedad civil bielorrusa que pasarán a formar parte del Consejo de coordinación. Entre las mismas están Svetlana Aleksiévich, Premio Nobel de Literatura 2015; Alés Bialiatski, el presidente del Centro de Derechos Humanos Viasna; María Kolésnikova, la representante de Víktor Babariko; Serguéi Dylevski, representante de la Planta de Tractores de Minsk (MTZ), y otros.

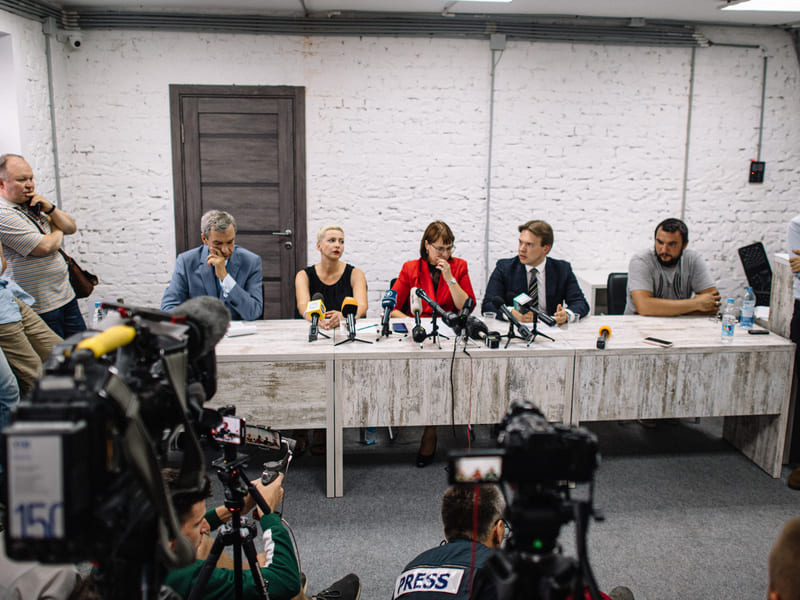
Primera conferencia de prensa del Consejo de Coordinación realizada el 18 de agosto. De izda. a dcha.: Pável Latushko, María Kolésnikova, Olga Kovalkova, Maksim Znak y Serguéi Dylevski.

El 18 de agosto, en Minsk tuvo lugar la primera conferencia de prensa del Consejo de coordinación en la que cinco de sus miembros explicaron su finalidad, presentaron el reglamento y contestaron a las preguntas de los asistentes. En sus intervenciones Olga Kovalkova, Maksim Znak, María Kolésnikova, Pável Latushko y Serguéi Dylevski subrayaron que la formación y la actividad del Consejo se enmarca dentro del ámbito de la Constitución de Bielorrusia y sus leyes.
El 19 de agosto, Svetlana Tijanóvskaya ha hecho un llamamiento a los líderes de la Unión Europea para que «apoyen el despertar» de Bielorrusia, rechacen los resultados fraudulentos de las elecciones presidenciales del 9 de agosto y respalden sus planes para una transición de poder. El mismo día, el presidente del Consejo Europeo Charles Michel anunció la imposición de sanciones a funcionarios bielorrusos responsables del fraude electoral y de la brutal represión de las protestas. Asimismo, la presidenta de la Comisión Europea Ursula von der Leyen mostró el apoyo de la UE a las legítimas demandas del pueblo bielorruso. En su primera reunión, el Consejo de coordinación adoptó una Resolución en la que se enumeran las demandas de la sociedad civil mostradas durante las protestas, así como se declara la determinación en el ejercicio de los derechos fundamentales recogidos en la Constitución de Bielorrusia.
El 20 de agosto, en nombre del Consejo de coordinación, María Kolésnikova hizo un llamamiento a los integrantes de las Fuerzas Armadas, Fuerzas de Seguridad del Estado y tropas del Ministerio del Interior para que, en cumplimiento de su juramento, defiendan al pueblo bielorruso en su legítima lucha contra la falsificación de los resultados electorales, se nieguen a cumplir las órdenes para el empleo de la violencia y la tortura, y se unan a las demandas de la sociedad civil. Lukashenko condenó la creación del consejo como un "intento de tomar el poder" y prometió "medidas apropiadas". El 20 de agosto, el fiscal general inició una causa penal contra el consejo, calificándolo de inconstitucional. Mike Pompeo, el secretario de Estado de los Estados Unidos, instó en un comunicado al gobierno bielorruso a involucrar activamente a la sociedad bielorrusa, incluso a través del Consejo de Coordinación Nacional recién establecido, de una manera que refleje lo que el pueblo bielorruso está exigiendo, por el bien del futuro de Bielorrusia. y por una Bielorrusia exitosa.
El 25 de agosto, el portavoz del presidente ruso, Dmitri Peskov, mostró su satisfacción con las declaraciones del Consejo de Coordinación que mostró su deseo de mantener los lazos con Rusia y de continuar con las buenas relaciones bilaterales entre los dos países.
El 24 de agosto, el Comité de Instrucción de Bielorrusia citaba a declarar a miembros del presídium del Consejo: a Pável Latushko a las 10 horas del 25 de agosto y a la Premio Nobel de Literatura Svetlana Aleksiévich a las 14 horas del 26 de agosto. Antes de someterse al interrogatorio el 26 de agosto, Svetlana Aleksiévich mostró su convicción de que las protestas pacíficas de la sociedad civil bielorrusa contra el fraude electoral contribuyen a su consolidación y al establecimiento de un régimen de libertades en el país.
El 17 de septiembre, el Parlamento Europeo reconoció al Consejo de Coordinación como el «representación provisional del pueblo» de Bielorrusia.
A fines de octubre, el Consejo de Coordinación creó un gobierno en la sombra, llamado Gestión Nacional Anticrisis (NAM), para organizar las tareas administrativas para una transferencia pacífica del poder a un presidente elegido de manera justa y libre. El NAM está dirigido por Pavel Latushko y declara que perderá sus poderes cuando asuma un nuevo presidente. En noviembre, NAM publicó informes internos del Ministerio del Interior de Bielorrusia que mostraban que entre el 9 de agosto y el 9 de noviembre se habían presentado 4000 denuncias por tortura y otras acciones ilegales por parte de las fuerzas de seguridad, pero que todas habían sido ignoradas por el ministerio.

## Denuncias sobre derechos humanos
Según numerosas publicaciones que citan a testigos y víctimas de las acciones policiales, la represión de las protestas bielorrusas de 2020 estuvo acompañada de violencia policial extrema y violaciones sistemáticas de los derechos humanos en todas las etapas del proceso de detención.

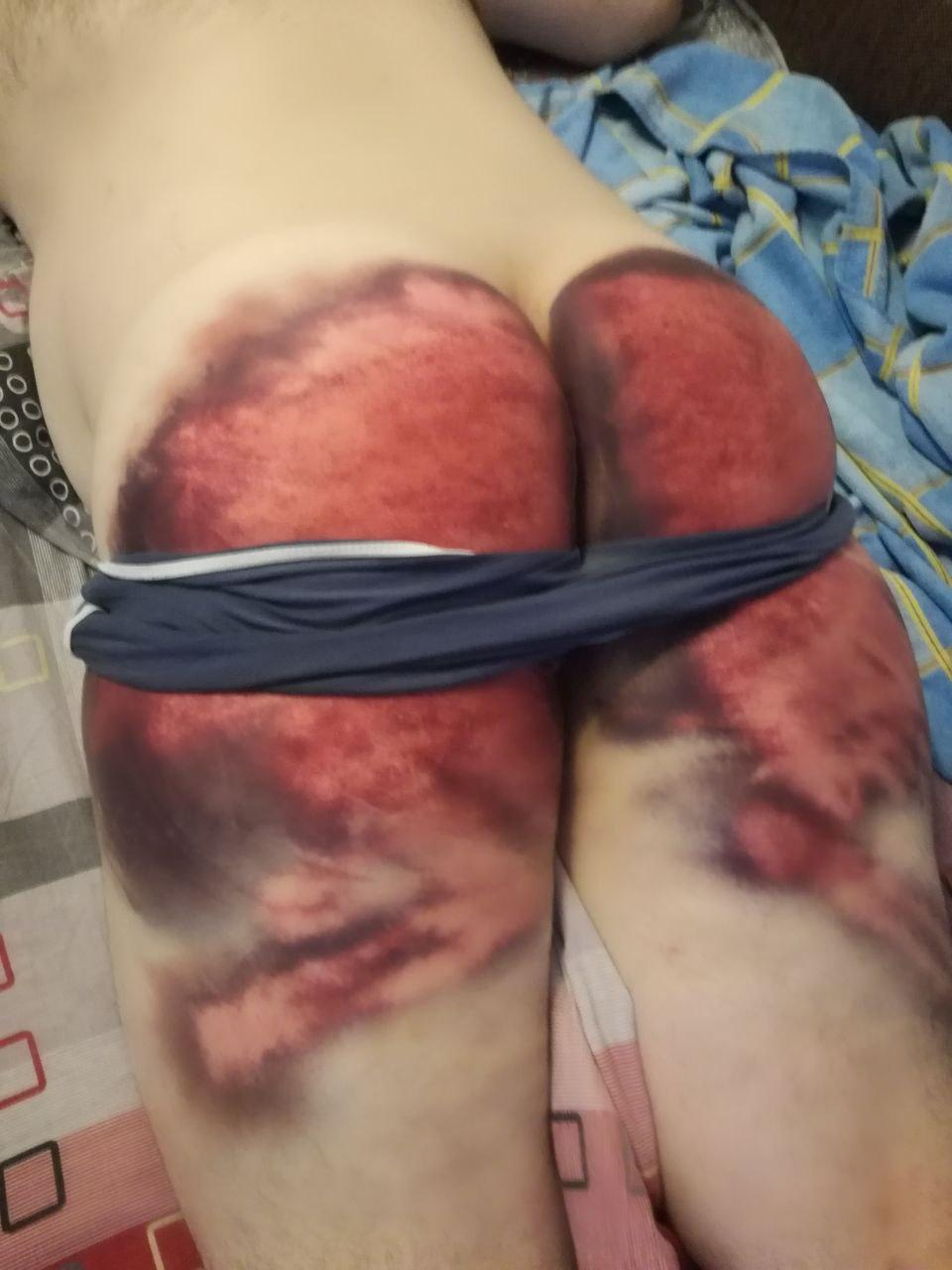
Moretones de un hombre que fue golpeado por policías en Minsk el 12 de agosto.

El 14 de agosto, la Organización Mundial Contra la Tortura (OMCT) emitió una declaración en la que condenaba la detención arbitraria y la tortura de cientos, si no miles, de manifestantes en Bielorrusia tras las elecciones. Según el comunicado, tales acciones sugerían crímenes de lesa humanidad. La declaración también pidió una investigación mundial imparcial sobre la "opresión sistemática y extremadamente violenta" de las protestas pacíficas en Bielorrusia.
El 19 de agosto, la calificación de estos hechos como crímenes de lesa humanidad, de acuerdo con el Estatuto de Roma de la Corte Penal Internacional, fue respaldada en una declaración de la Human Rights Foundation (HRF). Según el comunicado, la HRF identificó a quince personas del aparato estatal bielorruso que eran responsables de la detención arbitraria, golpizas y torturas de miles de manifestantes pacíficos. El 17 de agosto se enviaron a cada uno de ellos cartas en las que se les informaba de la inminente persecución penal por crímenes de lesa humanidad.
El 17 de agosto, los defensores de los derechos humanos de la asociación social y educativa de Bielorrusia "Zvyano" ("Enlace") publicaron el "Informe sobre la violación de los derechos humanos de los participantes en las protestas en Bielorrusia del 7 al 14 de agosto de 2020", basado en entrevistas con 30 víctimas del abuso policial, así como en entrevistas con médicos de varios hospitales de Minsk. Algunos de los casos fueron respaldados por pruebas de audio o video. Ese mismo día, una declaración a la Oficina del fiscal general de Bielorrusia solicitando que se lleve a cabo una investigación de las acciones de la policía sobre la base de 16 artículos del Código Penal de Bielorrusia, incluidos el asesinato, la tortura y la violación, fue emitida por María Kolésnikova.

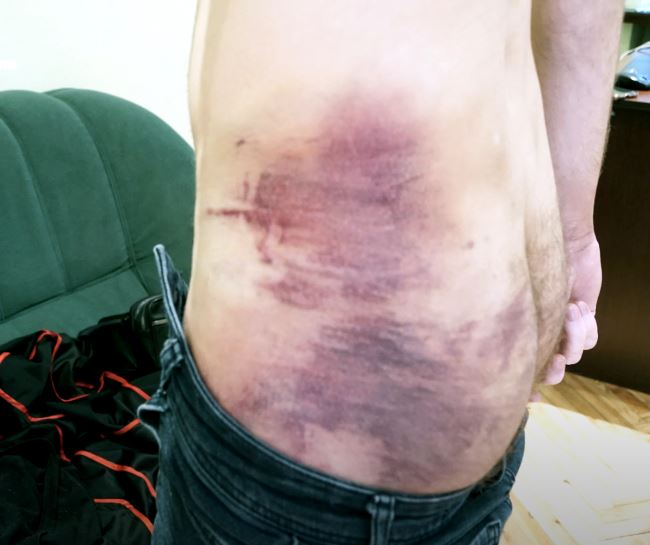
Manifestante con moretones después de ser golpeado por policías en Minsk el 11 de agosto.

Las numerosas violaciones de derechos humanos fueron confirmadas y condenadas por varios ex o actuales agentes de policía bielorrusos, como Serguéi Mijasev, ex empleado del departamento de policía de Vitebsk, que fue detenido junto con otros manifestantes y pasó varios días en un centro de detención en condiciones supuestamente inhumanas, o Yuri Makhnach, un policía de Lida, quien dijo que las autoridades los habían preparado para una guerra contra su propio pueblo.
En una declaración del 20 de agosto del Secretario de Estado de los Estados Unidos, Mike Pompeo, se subrayó que Estados Unidos apoyaba los esfuerzos internacionales para investigar de forma independiente las irregularidades electorales de Bielorrusia, los abusos de derechos humanos que rodearon las elecciones y la represión que siguió.
En una declaración del 21 de agosto del Alto Comisionado de las Naciones Unidas para los Derechos Humanos, se señaló que, a pesar de que la mayoría de los detenidos fueron liberados, seguían existiendo serias preocupaciones sobre los ocho manifestantes desaparecidos y los sesenta acusados de delitos graves. La declaración subrayó la falta de información sobre el estado de los detenidos y pidió al gobierno que deje de detener ilegalmente a personas. El Comisionado también confirmó que se habían producido cuatro muertes y estaba muy preocupado por las denuncias de tortura y malos tratos a gran escala de personas, incluidos periodistas y niños.
El Ministerio del Interior de Bielorrusia rechazó las acusaciones de abuso y tortura de ciudadanos detenidos durante las protestas. Sin embargo, los maltratos de los detenidos, incluso a Okréstina, fueron reconocidas por el propio Lukashenko.
El 1 de septiembre, la Oficina del Alto Comisionado de las Naciones Unidas para los Derechos Humanos hizo un llamamiento a las autoridades de Bielorrusia para que pongan fin a las torturas que se aplican a los detenidos en las protestas y sometan a los policías responsables de las mismas a la acción de la justicia. Según los firmantes, de los aproximadamente 6.700 arrestados en las pacíficas manifestaciones, al menos 450 han sido víctimas de tortura, trato denigrante y violencia, incluida la sexual.
El 26 de octubre, Anais Marin, investigadora de derechos humanos de la ONU, pidió al gobierno de Bielorrusia que "dejara de reprimir a su propio pueblo". Unas 20.000 personas fueron detenidas en agosto y septiembre, mientras que, según informes, cientos han sido golpeadas, intimidadas, torturadas o maltratadas bajo custodia, según las fuentes descritas por Anais Marín.
El 3 de noviembre de 2020, expertos de la ONU criticaron al gobierno de Bielorrusia por atacar a las defensoras de los derechos humanos durante las protestas masivas. Tres defensoras de los derechos humanos fueron detenidas y perseguidas por las autoridades por su trabajo como activistas de derechos en septiembre y principios de octubre.
El 6 de noviembre de 2020, la Organización para la Seguridad y la Cooperación en Europa (OSCE) reveló en una carta las violaciones masivas y sistemáticas de los derechos humanos y los casos graves de tortura en Bielorrusia, tras las elecciones, donde las fuerzas de seguridad utilizaron una violencia excesiva contra los manifestantes. El informe también indicó que se celebrarían nuevas elecciones presidenciales e inició una investigación sobre las denuncias de tortura.
El 15 de noviembre de 2020, la oficina de derechos humanos de la ONU dijo que el gobierno de Bielorrusia seguía cometiendo violaciones de derechos humanos con impunidad contra manifestantes pacíficos tres meses después de las disputadas elecciones presidenciales del país. El gobierno había respondido a estas manifestaciones pacíficas con mano dura, con el uso de fuerza innecesaria o excesiva por parte de los agentes del orden.

### Relatos de testigos y víctimas
Según Maxim Sólopov, corresponsal especial de Meduza (meduza.io), que fue detenido durante la protesta del 10 de agosto y pasó dos días en el centro de detención de Okréstina, se ordenó a los detenidos que se arrodillaran con las manos detrás de la cabeza y pusieran la cabeza en el suelo; luego, el personal los golpeó continuamente durante horas antes de ingresar en las celdas. Se ordenó a los detenidos que se desnudaran por completo mientras yacían en el suelo y, en varias ocasiones, Sólopov escuchó fuertes explosiones; creía que podrían haber sido detonaciones de granadas flashbang. Según Sólopov, el piso de baldosas del centro de detención estaba completamente cubierto de sangre, y se escucharon los gritos de los detenidos golpeados durante toda su estadía allí. Sólopov también informó que la celda donde él y otros detenidos se alojaban (45 personas en total) tenía un área de aproximadamente 8 metros cuadrados y carecía de ventilación adecuada. En una ocasión, 35 mujeres detenidas de la celda contigua a la de Sólopov, después de que gritaran al personal que se estaban asfixiando, les vertieron agua sucia (que quedó de lavar el piso) y las amenazaron con arrojarles heces si los gritos no cesaban.

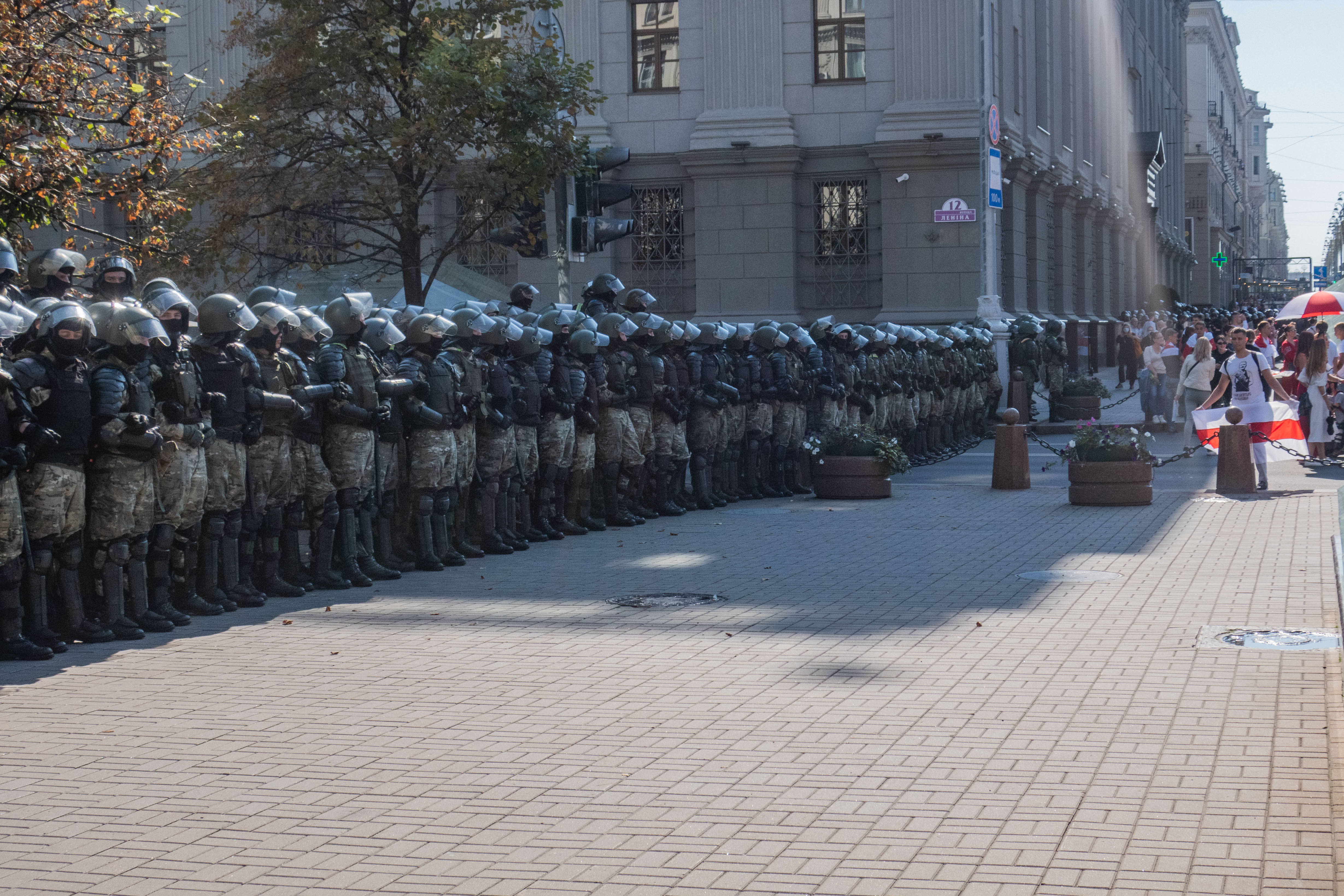
Elementos policiacos durante manifestaciones en Minsk.

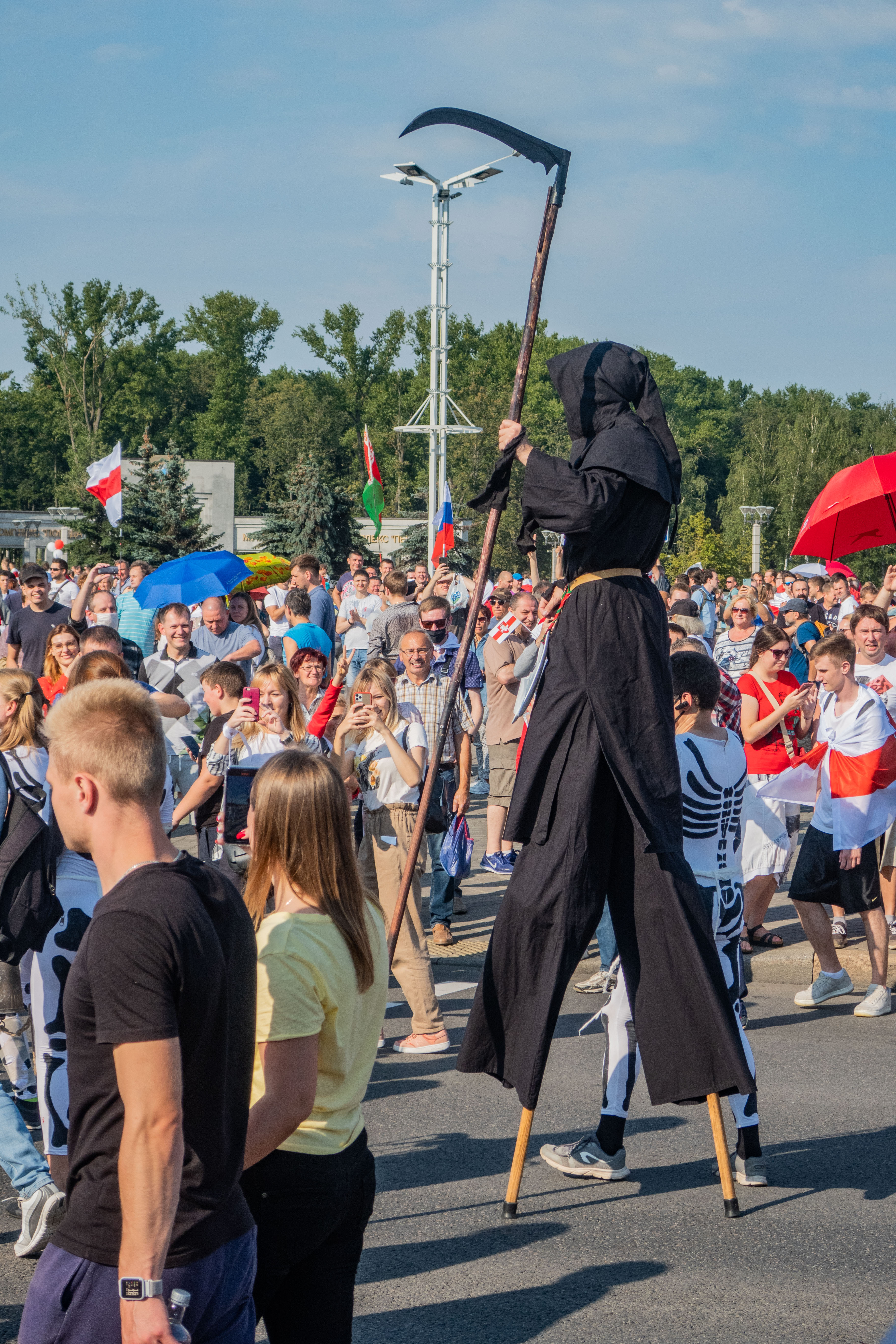
Manifestante vestido de muerte.

Según una publicación de Tut.by citando a varias víctimas y testigos de violencia policial, los detenidos fueron repetidamente golpeados y humillados por la policía y, en muchas ocasiones, se les negó asistencia médica aunque tuvieran heridas abiertas y traumatismos craneoencefálicos. Las víctimas informaron que a los detenidos se les ordenaba hacer sentadillas y les golpeaban las piernas si no cumplían plenamente la orden. A uno de los detenidos le pusieron una granada flashbang en la ropa interior y los policías que lo hicieron lo amenazaron con activarla y hacer que pareciera que el hombre murió por la detonación de un artefacto explosivo de fabricación propia, mencionando que ellos "no tendrán que responder por eso". Según un testigo, a una persona que sufría un ataque de asma le pusieron un pie en la garganta y lo amenazaron de muerte. Los oficiales de policía se llevaron los teléfonos inteligentes de los detenidos y, si los detenidos se negaban a decir la contraseña de desbloqueo, los golpeaban brutalmente hasta que les daban la contraseña. Según un testigo, un detenido fue desvestido por la policía y amenazado con ser violado con una porra si se negaba a dar la contraseña de desbloqueo. Las detenidas que intentaron ayudar a otras personas contándoles a los agentes de policía el grave estado de los reclusos fueron brutalmente arrastradas por el pelo, se les cortó el pelo y se las amenazó con violarlas en grupo si persistían. Otras víctimas informaron que los detenidos fueron torturados reiteradamente con gases lacrimógenos y electrocución y, en algunas ocasiones, fueron utilizados como mueble estando de rodillas, con la cabeza en el suelo.

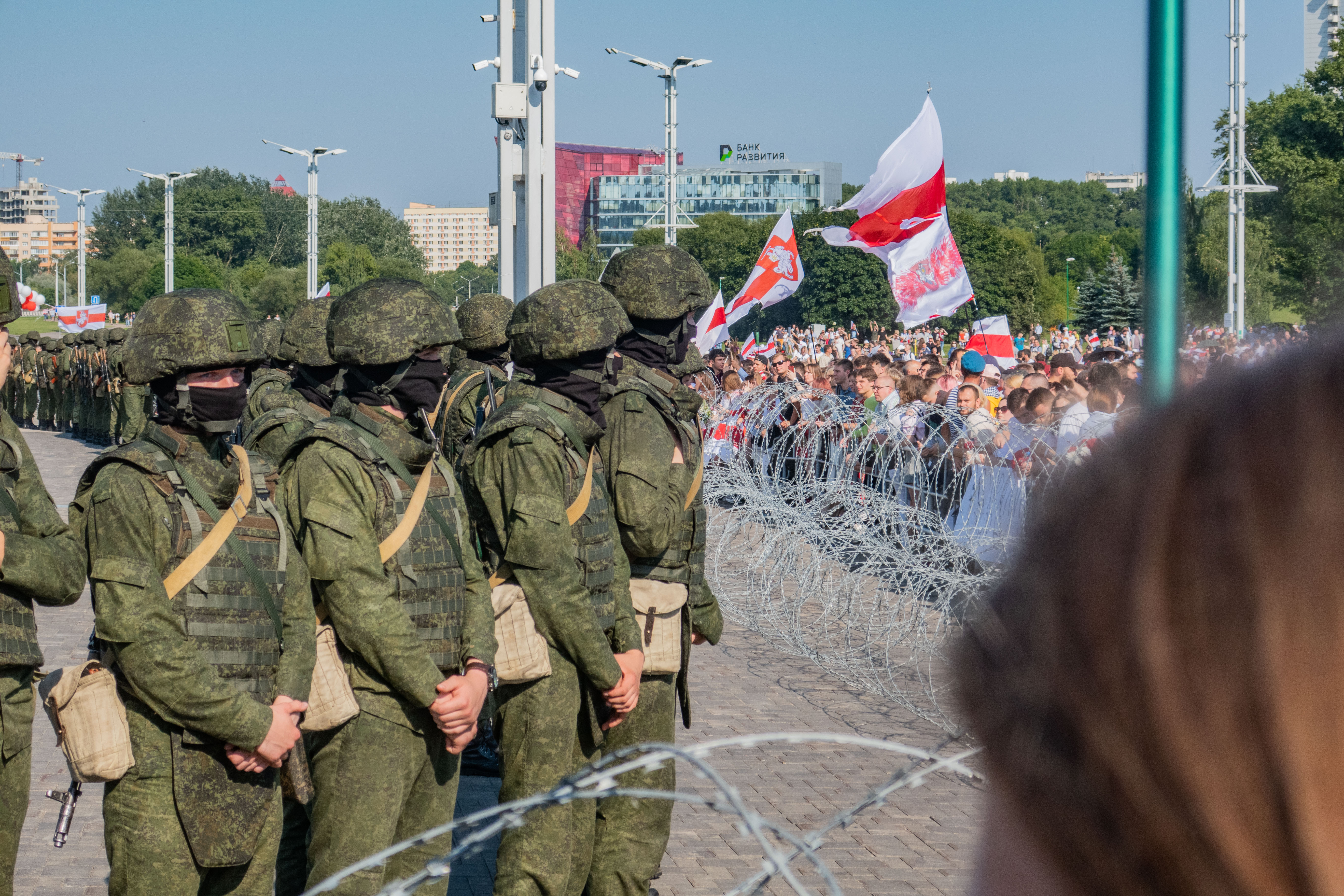
Soldados protegen instalaciones gubernamentales en Bielorrusia.

En una entrevista realizada por Tut.by a las víctimas de violencia policial hospitalizadas, se informó que algunas de ellas habían sido golpeadas por ocho a diez agentes de policía totalmente equipados de una vez, mientras se les ordenaba que se echaran y mantuvieran las manos detrás de la cabeza. Esas golpizas podían durar horas e iban acompañadas de actos humillantes como cortarles el pelo a los detenidos y ordenarles que se lo comieran. Los agentes de policía preguntaban constantemente a los detenidos golpeados quiénes eran sus coordinadores y quién les había pagado para asistir a la protesta. A algunos detenidos les rompieron la ropa interior y les colocaron porras cerca del área rectal mientras los golpeaban y recibían amenazas de violación. Según uno de los ex detenidos, fue golpeado hasta tal punto que ya no pudo reaccionar ante la realidad y, luego de que lo notaron los policías, fue arrojado al piso de concreto y se le derramó encima repetidamente agua fría, tras lo cual perdió el conocimiento y se despertó en un hospital. Los ex detenidos informan que se les ordenó decir que amaban a la Unidad de Policía de Propósito Especial (OMON) y fueron obligados a cantar el himno estatal de Bielorrusia, mientras que las mujeres detenidas fueron constantemente amenazadas con ser violadas. Según uno de los ex detenidos, una voluntaria médica detenida no fue golpeada, pero los agentes de policía la insultaron repetidamente hasta que se puso a llorar. Si se encontraban artículos «sospechosos» (como guantes de resina, respiradores, cuchillos de cualquier tamaño o incluso pasadores) en las pertenencias personales de los detenidos, se los golpeaba con más fuerza, ya que la policía los consideraba los "organizadores" y "coordinadores" de la protesta. Según los informes de los testigos, algunas personas que llegaban al centro de detención presentaban señales de graves heridas de bala de goma en la cabeza y el cuello y debían ser trasladadas rápidamente al hospital militar o, si su estado era crítico, al hospital civil más cercano. Mientras tanto, algunos de los agentes de la OMON allí presentes golpeaban incluso a los detenidos gravemente heridos, mientras gritaban y amenazaban a los médicos que intentaban ayudarlos. En varias ocasiones, los médicos rechazaron las solicitudes de liberación de los detenidos en estado grave. Según uno de los ex detenidos, cuando fue liberado de un centro de detención y enviado a un hospital, la ambulancia que lo transportaba tenía los neumáticos perforados por desconocidos en autos con vidrios polarizados.
Según una publicación de Tut.by citando a un trabajador médico anónimo del hospital militar de Minsk, unos 60 pacientes con heridas de bala fueron llevados al hospital los días 9 y 10 de agosto, varios de los cuales requirieron ventilación asistida. Uno de los pacientes, un hombre de 60 años, relató que mientras caminaba entre una multitud de manifestantes, llegó la policía y la multitud comenzó a dispersarse; como no podía correr debido a su edad, decidió rendirse y levantó los brazos. Poco después de eso, recibió un disparo a quemarropa en su torso. El más joven de los detenidos hospitalizados era un joven de 16 años en estado crítico: la policía antidisturbios le había arrojado un artefacto explosivo no identificado bajo sus pies, dejándole completamente destrozado uno de los muslos. Según el trabajador médico, muchos de los pacientes llevados al hospital militar tenían traumatismos graves en el torso y el pecho.
Según Naviny y su periodista Alyona Shcherbínskaya, que fue detenida el 10 de agosto y pasó tres días en el centro de detención de Okréstina, las mujeres detenidas fueron sometidas allí a repetidas palizas y humillaciones por parte del personal femenino. Shcherbínskaya informa que un miembro del personal llamado Kristina estaba entre los más viciosos allí: insultaba constantemente a las mujeres detenidas, las obligaba a inclinarse hacia adelante y las golpeaba en el estómago, las obligaba a hacer sentadillas desnudas y, en algún momento, «tomó plantillas de las botas de los detenidos». A las detenidas que estaban experimentando la menstruación se les ordenó que tiraran sus toallas sanitarias, que se justificó por la «necesidad de asegurarse de que no hubiera nada prohibido debajo». Una de las mujeres detenidas rompió su abrigo y entregó los pedazos de tela a los presos que necesitaban un recambio de toallas sanitarias. Sin embargo, las piezas no duraron mucho y pronto tuvieron que ser reemplazadas por papel higiénico, que se acabó poco después. Según Shcherbínskaya, las detenidas fueron sacadas de sus celdas varias veces al día y obligadas a permanecer en línea a lo largo de la pared con las piernas bien abiertas, y si el personal no consideraba que las piernas estaban lo suficientemente abiertas, las mujeres eran golpeadas en la ingleárea, incluidas las que estaban en su período, lo que hizo que se cayeran los reemplazos de toallas sanitarias. En el momento del juicio de Shcherbínskaya, que tuvo lugar justo en el centro de detención, Kristina la golpeó brutalmente después de que se negase a firmar un protocolo de detención falsificado. Además, Shcherbítskaya recuerda que en algún momento la llevaron a un pasillo con hombres desnudos de rodillas, con la frente en la pared y las manos atadas a la espalda. El pasillo estaba cubierto de sangre, los detenidos masculinos gemían y el personal gritaba muy fuerte.

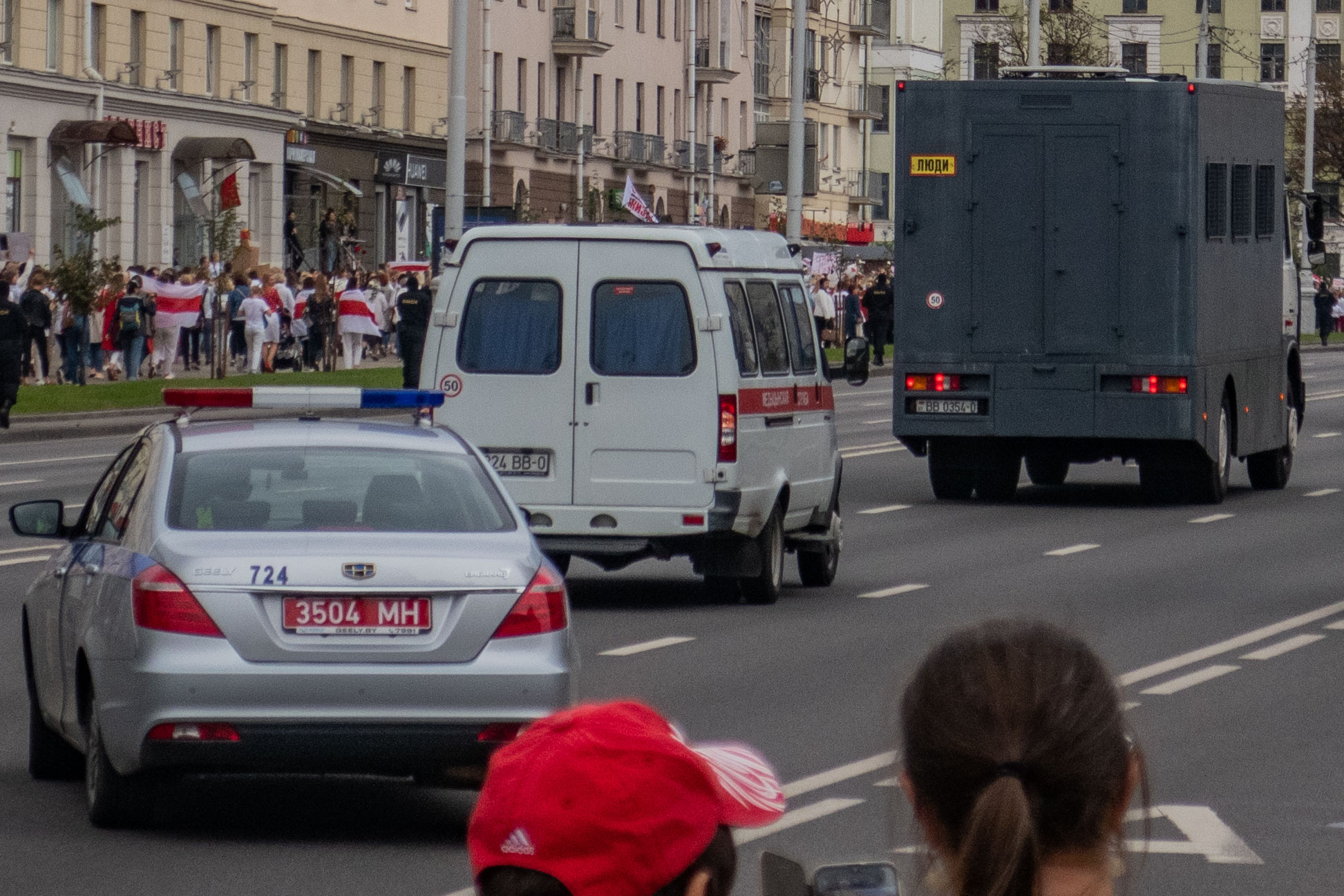
Camiones de los servicios internos de Bielorrusia durante manifestaciones.

En una entrevista a Naviny.by, un ex detenido de Okréstina informó que en algún momento se escuchó una paliza extremadamente violenta a una mujer durante toda la noche. Según él, algunas personas estaban muriendo dentro de las celdas después de las violentas golpizas, mientras que el personal de Okréstina ignoraba todas las solicitudes de ayuda médica de sus internos. En raras ocasiones, cuando se permitió a los médicos examinar a los detenidos que sufrían y se les pidió permiso para transportarlos a los hospitales, los agentes de la OMON se negaron a hacerlo y dijeron: «Déjenlos morir». Lo mismo se aplicaba a las personas con diabetes. En varias ocasiones, los teléfonos inteligentes de los detenidos fueron arrebatados y estrellados en sus cabezas. Los detenidos que se negaron a proporcionar las contraseñas de desbloqueo, fueron torturados con gases lacrimógenos y les rompieron los dedos hasta que les dieron la contraseña. Según el exdetenido, alrededor de 124 personas fueron recluidas en una celda de 30 metros cuadrados, en la que se les obligó a permanecer hasta 24 horas, mientras se les negaba el agua durante 15 horas. También señaló que no se llevó a cabo un inventario durante la aceptación de los detenidos en el centro de detención, lo que significa que sus pertenencias personales, incluido el dinero, podrían haber sido robadas. Se observó que algunos detenidos salían de Okréstina sin zapatos.
Según el personal del Hospital de Emergencias Clínicas de Minsk, la mayoría de los manifestantes hospitalizados sufrieron heridas de bala y explosiones, y los casos más graves involucraron amputaciones de las extremidades traumatizadas. Los detenidos transportados al hospital del centro de detención de Okréstina fueron diagnosticados con lesiones de cabeza cerrada, conmociones cerebrales y graves en la cabeza y contusiones en el torso. En algunos casos, se registraron fracturas graves de brazo, que, según los médicos, parecían hechas a propósito. A algunos de los hombres detenidos hospitalizados se les diagnosticó fracturas rectales.
El 11 de agosto, Artyom Vazhenkov e Ígor Rógov, miembros de la organización Rusia Abierta que habían venido a Minsk para supervisar las elecciones, fueron detenidos por la policía y llevados al centro de detención de Okréstina. En su entrevista a Radio Free Europe, titulada "¡Te estamos reeducando escoria!", Vazhenkov relató los numerosos abusos a los que él y los demás detenidos, algunos de ellos menores de edad, fueron sometidos por el personal del centro de detención. Vazhenkov informó que cada vez que los detenidos pedían comida o agua o decían que tenían que ir al baño, se encontraban con agresiones verbales y físicas por parte del personal del centro. Los detenidos fueron humillados al ser obligados a desvestirse hasta quedar en ropa interior y permanecer en esta condición tanto en la celda como durante los juicios, que se realizaron directamente en el centro de detención.
Según uno de los ex detenidos de Okréstina, poco después de la detención, a las personas se les cortó la ropa (incluida, en algunos casos, la ropa interior) y la policía las marcó numéricamente con un rotulador, después de lo cual solo se hizo referencia a ellas por sus números asignados. Algunos de los policías involucrados hicieron dibujos en los cuerpos de los detenidos.
En un vídeo de Current Time TV, titulado «Me trataron como a un animal», varios detenidos bielorrusos liberados proporcionaron relatos personales de abusos policiales, que incluían violaciones en grupo y amenazas de muerte, palizas severas y torturas con agua fría, negación de comida y agua durante más de 48 horas y obligar a firmar un falso protocolo de detención bajo amenazas de tortura.
Según un exdetenido de 16 años, que tuvo que ser hospitalizado en estado de coma inducido luego de ser brutalmente golpeado y torturado con electrocución, se ordenó a los detenidos que cantaran el himno de la OMON y, si se negaban, se les introducía una porra en la garganta y, en una ocasión, una detenida fue violada analmente con una porra.

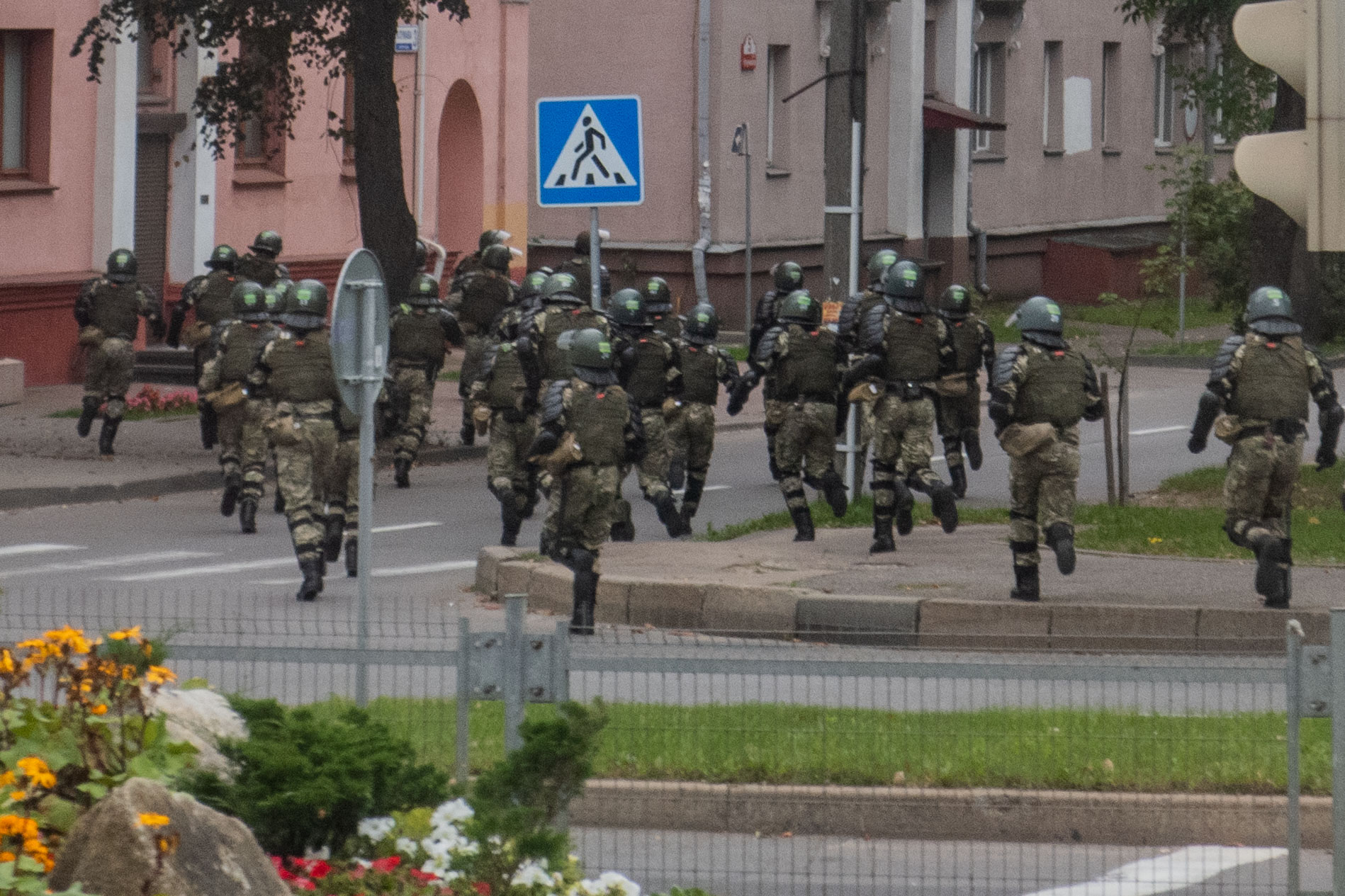
Policías antidisturbios corren por las calles.

Un ex detenido que fue trasladado inicialmente al Departamento Distrital de Asuntos Internos del distrito de Savetski, informó que unas 80 personas estaban alineadas a lo largo de una pared allí y se vieron obligadas a permanecer allí durante 24 horas con las manos detrás de la cabeza, incluidos los que tenían las manos rotas, a quienes se les negó atención médica. Según él, los detenidos fueron golpeados allí y amenazados por los agentes de policía con ejecutarlos a tiros, ya que según ellos tenían esas órdenes directas por cumplir, y se les permitió permanecer sentados solo durante una noche durante un total de 15 minutos. Según otro exdetenido que inicialmente fue trasladado al Departamento Distrital de Asuntos Internos del distrito de Partyzanski, los detenidos allí (unos treinta en total) fueron brutalmente golpeados, llevados a un sótano y se les ordenó cantar el himno de Bielorrusia en múltiples ocasiones. Una ex detenida que fue trasladada al Departamento Distrital de Asuntos Internos del distrito de Maskouski informó que durante las primeras etapas de la detención fue golpeada repetidamente, acusada de ser una «coordinadora de protestas» y se le exigió el nombre de las personas que le pagaban. Posteriormente, la llevaron a un pasillo donde el piso estaba cubierto de sangre y vómito, le ordenaron que se tumbara y la amenazaron con cortarle las rastas. Durante el interrogatorio de siete policías, se le exigió que dijera quién le pagó la subversión y en algún momento fue derribada de una silla, se le ordenó que se recostara y la golpearon con porras cada vez que sus respuestas no fueron consideradas satisfactorias. Después del interrogatorio, la llevaron a una sala con unos cuarenta o más detenidos y le marcaron la ropa con pintura en aerosol, que, como se enteró más tarde, fue un mensaje para otros agentes de policía, que significaba que ella era una de las manifestantes más activas. En el centro de detención de Okréstina, ella, junto con otras 35 o 40 mujeres, fue puesta en una celda para cuatro personas donde pasó otros tres días. Otra ex detenida informó que en algún momento la llevaron a una celda de seis personas con otros 50 detenidos a quienes se les negó la comida y no tenían acceso a agua potable. Durante su última noche allí, el personal de Okréstina llamó a la puerta de la celda una vez cada hora, impidiendo que los detenidos durmieran. Los detenidos allí estaban casi asfixiados y se les impidió hablar para conservar la mayor cantidad de oxígeno posible. Cuando fue transportada a un centro de detención en Zhódzina, recibió comida por primera vez en tres días y escuchó al personal local referirse a Okréstina como «campo de concentración de Auschwitz». Otra ex detenida de Okréstina, que fue arrestada por diez oficiales de la OMON en su calidad de observadora independiente durante las elecciones y fue colocada en una celda de cuatro personas con otras 35 mujeres, informó que todas las solicitudes de los detenidos de más aire fueron atendidas con la apertura de la puerta y un pequeño chorro de agua. Los detenidos allí eran constantemente humillados y se les negaban medios de higiene personal, como toallas sanitarias. Durante la noche, cuando sacaron a los detenidos de sus celdas, escuchó sonidos de fuertes palizas y gritos y, por la mañana, vio las paredes del pasillo de Okréstina cubiertas de sangre.
Serguéi Dylevski, un trabajador del acero en la Planta de Tractores de Minsk y miembro del Consejo de Coordinación de Bielorrusia que ayudó a llevar a los manifestantes liberados de la detención a un hospital, recordó que uno de ellos había perdido un ojo después de ser golpeado en la instalación. Esta evidencia enfureció a Dylevski y lo llevó a unirse al Consejo de Coordinación.

### Violaciones del procedimiento de detención
Las personas que llevaban máscaras o pasamontañas, pero sin identificación, solían arrestar a los manifestantes Algunos de ellos vestían ropa de civil y chalecos antibalas. Agentes vestidos de civil (extraoficialmente llamados «los hombres tranquilos» (en ruso: тихари, tijarí) no solo arrestaron a los manifestantes en colaboración con las tropas gubernamentales, sino que también golpearon a la gente, filmaron videos operativos y testificaron en los tribunales. A menudo era imposible establecer su afiliación. El ministro del interior, Yuri Karáyev, admitió su uso. Según los activistas bielorrusos de derechos humanos, la única situación posible de conspiración es la actividad de investigación especial. También señalan que el documento de orientación de la OSCE sobre reuniones políticas masivas requiere que los policías sean fácilmente identificables.
Se recibieron numerosos informes de detenciones sin introducir (nombre, rango, institución del oficial) y explicación de los motivos de la detención, a pesar de la exigencia directa de la legislación bielorrusa. El Ministerio del Interior declaró que todos esos casos fueron causados por "necesidades urgentes". El arresto de María Kolésnikova a veces se compara con el secuestro.
Los controles forzosos de los teléfonos móviles de los transeúntes se practicaban de forma generalizada sin orden judicial o del fiscal. Si los agentes de policía o las tropas encuentran fotos de los mítines de protesta o de la suscripción a los canales de Telegram anti-Lukashenko, la persona inspeccionada podría ser detenida y /o golpeada. Los activistas de derechos humanos afirmaron que el requisito de proporcionar acceso al teléfono era ilegal y violaba la libertad de correspondencia.
Varios no manifestantes, incluidos transeúntes, ciclistas, periodistas y observadores electorales, fueron arrestados y detenidos en los colegios electorales.

### Violaciones del procedimiento judicial
Se informó de varias violaciones de los procedimientos judiciales. Muchas personas detenidas en los primeros días después de las elecciones afirmaron que sus juicios fueron extremadamente simplificados y breves, y que a menudo se llevaban a cabo en el centro de detención. Algunas personas detenidas fueron obligadas a arrodillarse frente a los jueces y no mirarlos, y los agentes de policía controlaban sus movimientos con porras. A veces, los nombres de los jueces no se anunciaban. A veces, la sentencia se leía sin el juez. Muchos juicios se llevaron a cabo a puerta cerrada.
Se informó que los informes policiales (protocolos) estaban llenos de errores, incluida la confusión de nombres, lugares y circunstancias, pero los jueces rara vez tuvieron en cuenta las objeciones sobre estos errores. Se informó que quienes no estaban de acuerdo con los informes policiales y se negaban a firmarlos podían ser golpeados. Una observadora de las elecciones que fue arrestada en el colegio electoral, fue condenada sobre la base del informe que afirmaba que 2 horas después del arresto estaba gritando consignas contra el gobierno en otro lugar de Minsk. Un turista ruso detenido y acusado sucesivamente por protestar en dos partes diferentes de Minsk al mismo tiempo. Se conocen al menos tres casos similares de los periodistas: primero fueron acusados sobre la base de un informe policial, pero después de argumentar que estaban en otro lugar, fueron acusados y condenados sobre la base de otro informe. Una mujer en Minsk fue declarada culpable con una foto en una red social como única prueba.
Los testigos de la acusación, en su caso, testificaron de forma remota (a través de servicios de comunicación por video), de forma anónima o con nombres cambiados, y en ocasiones sus rostros estaban cubiertos con máscaras o pasamontañas. Uno de los periodistas acusados afirmó que el testigo que testificó en su contra recibió insinuaciones del hombre cercano. En septiembre, el ministro de Asuntos Internos, Yuri Karáyev, ofreció al Parlamento bielorruso aprobar una ley para asegurar tal práctica a fin de aumentar la seguridad de los policías.
Los abogados defensores denunciaron obstrucción por parte de funcionarios del gobierno y violación de sus derechos: denunciaron ocultación intencionada de la ubicación de sus clientes e inicios de juicios sin previo aviso. El 11 de septiembre, un juez del distrito de Zavodski en Minsk declaró que tener un contrato con un abogado es prueba de culpabilidad. Un grupo de abogados grabó un mensaje de video contra la violación de las leyes y en señal de solidaridad con sus compañeros detenidos.

## Ataques a periodistas y censura
Entre el 9 y el 11 de agosto, varios periodistas independientes fueron arrestados en Minsk, Brest y Babruisk. Según una declaración de la Asociación Bielorrusa de Periodistas, el 10 de agosto, tropas internas y otras fuerzas gubernamentales dispararon deliberadamente balas de goma contra periodistas independientes en Minsk (incluidos Tut.by y Nasha Niva). Los periodistas llevaban chaquetas especiales de alta visibilidad y tenían identificación personal. El editor en jefe de Nasha Niva (también vestido con chaqueta) desapareció durante la noche. Se las arregló para enviar un SOS mediante un SMS a su esposa, diciendo que fue detenido. Su suerte se desconoce, y el sitio web Nasha Niva no se actualizó durante muchas horas después de su presunto arresto. Varios periodistas, incluidos extranjeros, resultaron levemente heridos durante la represión de las protestas. Una bala de goma alcanzó la identificación de plástico del fotoperiodista de Getty Images Michal Fridman. Varios periodistas rusos de medios oficiales y proyectos de Internet fueron arrestados pero pronto liberados.
El 10 de agosto, los periodistas locales informaron de problemas con las principales plataformas de comunicación y sitios web a favor de la oposición.
El 11 de agosto, se informó que agentes de policía y otros agentes gubernamentales se llevaron por la fuerza tarjetas de memoria de los dispositivos de muchos periodistas. También los obligaron a borrar fotos o, a veces, aplastaron sus cámaras. BBC News Rusia informó que tres de sus periodistas fueron golpeados por las fuerzas gubernamentales esa noche mientras cubrían las protestas. El periodista ruso Nikita Telizhenko fue fuertemente golpeado en la cárcel bielorrusa: fue arrestado en Minsk y enviado a Zhódino debido al hacinamiento de las cárceles de Minsk. Los presos en Zhódino lo golpearon en los riñones, las piernas y el cuello, pero pronto fue liberado a pedido de la embajada rusa. Se informó que el periodista ruso Artyom Vazhenkov arrestado estaba acusado de disturbios masivos (hasta 15 años de prisión en Bielorrusia).
El 12 de agosto, el periodista de Belsat, Jauhien Merkis, fue detenido en Hómiel mientras cubría las protestas. A pesar de que estuvo allí como periodista, al día siguiente el tribunal local lo condenó a 15 días de cárcel por «participación en un acto masivo no autorizado».
Uno de los pocos sistemas de comunicación que logró evitar la censura es el canal independiente de Telegram NEXTA  de propiedad bielorrusa con sede en Varsovia. Los suscriptores del canal aumentaron de 100.000 en la noche de las elecciones a más de un millón después de un día. El canal pública videos, fotos y comentarios de las protestas generados por los usuarios. Otros canales populares de Telegram incluyen tut.by, Belamova, Nasha Niva y Chai s malínavim varénnem.
El 15 de agosto, los trabajadores de la empresa de radio y televisión bielorrusa en Minsk mantuvieron una reunión con la presidenta del Consejo de la República de Bielorrusia, Natalia Kochánova, y la secretaria de prensa del presidente de Bielorrusia, Natalia Éismont, preguntando por qué la estación «no estaba transmitiendo la verdad». Los agentes habían sido escoltados al edificio por la policía antidisturbios que tomó el control del edificio mientras miles de manifestantes en el exterior exigían que la estación mostrara a la gente la verdad. También se informó que algunos miembros del personal habían renunciado y cien estaban planeando hacer huelga el lunes 17.
Se informó que el 18 de junio, periodistas de varios países que llegaban al aeropuerto de Minsk, fueron sacados del control de pasaportes, interrogados y encerrados antes de que se les negara la entrada y se les dijera que compraran un boleto de avión a otro país, en un intento de suprimir los medios.
El 21 de agosto, se bloquearon 72 o 73 sitios web en Bielorrusia, incluidos varios portales de noticias independientes (Radio Liberty, Free Europe, svaboda.org, by.tribuna.com, euroradio.fm, belsat.eu, gazetaby.com, the-village.me y otros), sitios electorales de Tsepkalo y Babaryko, las plataformas "Golos" y "Zubr", el portal de derechos humanos spring96.org y varios servicios de VPN.
El 21 de agosto, la edición bielorrusa del periódico Komsomólskaya Pravda no imprimió tres ediciones y Naródnaya volya no imprimió una edición de periódico (ambos periódicos tenían un contrato con la imprenta controlada por el gobierno). La Asociación de Periodistas de Bielorrusia afirmó que la verdadera causa no eran problemas técnicos, sino un intento de bloquear información sobre las protestas y las violaciones de los derechos humanos. Otros dos periódicos independientes (Belgazeta y Svobodnye Novosti) tampoco pudieron imprimir nuevas ediciones en Bielorrusia. En Rusia se imprimieron nuevas ediciones de Komsomolskaya Pravda y Naródnaya Volya, pero la red estatal de quioscos de periódicos "Belsoyuzpechat" negó llevarlas a la venta. Estos periódicos también informaron que el servicio postal retrasó la entrega por suscripción.
El 27 de agosto, unos 20 periodistas de medios de comunicación locales e internacionales, fueron detenidos en la plaza de la Libertad en Minsk. Los periodistas fueron llevados a la policía del distrito de Kastrychnitski supuestamente para verificar su identidad y acreditación.
El 29 de agosto se revocó la acreditación de varios periodistas extranjeros que trabajaban para Radio Free Europe/Radio Liberty, Associated Press, Reuters, Agence France-Presse, BBC, ARD, Radio France Internationale, Deutsche Welle y Current Time TV. Se informó que algunos de ellos fueron deportados de Bielorrusia. Sitios web de noticias independientes como naviny.by y nn.by fueron bloqueados en Bielorrusia.
El 1 de septiembre fueron detenidos 6 periodistas bielorrusos que cubrían la marcha de protesta de estudiantes en Minsk. Inicialmente fueron llevados a la comisaría para verificar los documentos, pero luego fueron acusados de "participación en un acto masivo no autorizado" y coordinación de las protestas.
A partir del 5 de octubre, solo los medios de comunicación patrocinados y aprobados por el Estado pueden actuar como periodistas en Bielorrusia. Esto se logró mediante la emisión de licencias de periodista, que se anunciaron por primera vez el 2 de octubre después de que Tut.by y varios otros medios fueran despojados de sus mandatos de periodista. Las licencias son estrictamente emitidas por el gobierno bielorruso y prohíben a todos los medios hacer una crónica de protestas, manifestaciones y otro material considerado «antigubernamental» por el Estado.
Los fotógrafos que trabajaban para las agencias estatales rusas Komsomolskaya Pravda y TASS fueron detenidos el 12 de octubre durante la segunda marcha de personas mayores.
El 12 de noviembre, el periodista y activista anarquista Mikola Dziadok fue arrestado en una casa franca en el distrito de Asipovichy. [712] Su canal de Telegram fue capturado por la policía.  Fue golpeado durante la detención. La Cruz Negra Anarquista afirmó que fue torturado para dar acceso a los datos de su computadora.
El 19 de noviembre, el fundador de NEXTA, Stepan Putilo, y el ex editor en jefe Roman Protasevich fueron agregados a la lista de terrorismo por la KGB bielorrusa. La lista incluye 726 personas; Putilo y Protasevich son los únicos ciudadanos bielorrusos en ella.
El 3 de diciembre, un tribunal de Minsk despojó a TUT.BY de su licencia de prensa por supuestamente difundir «información falsa».

## Apoyo a las víctimas de la represión

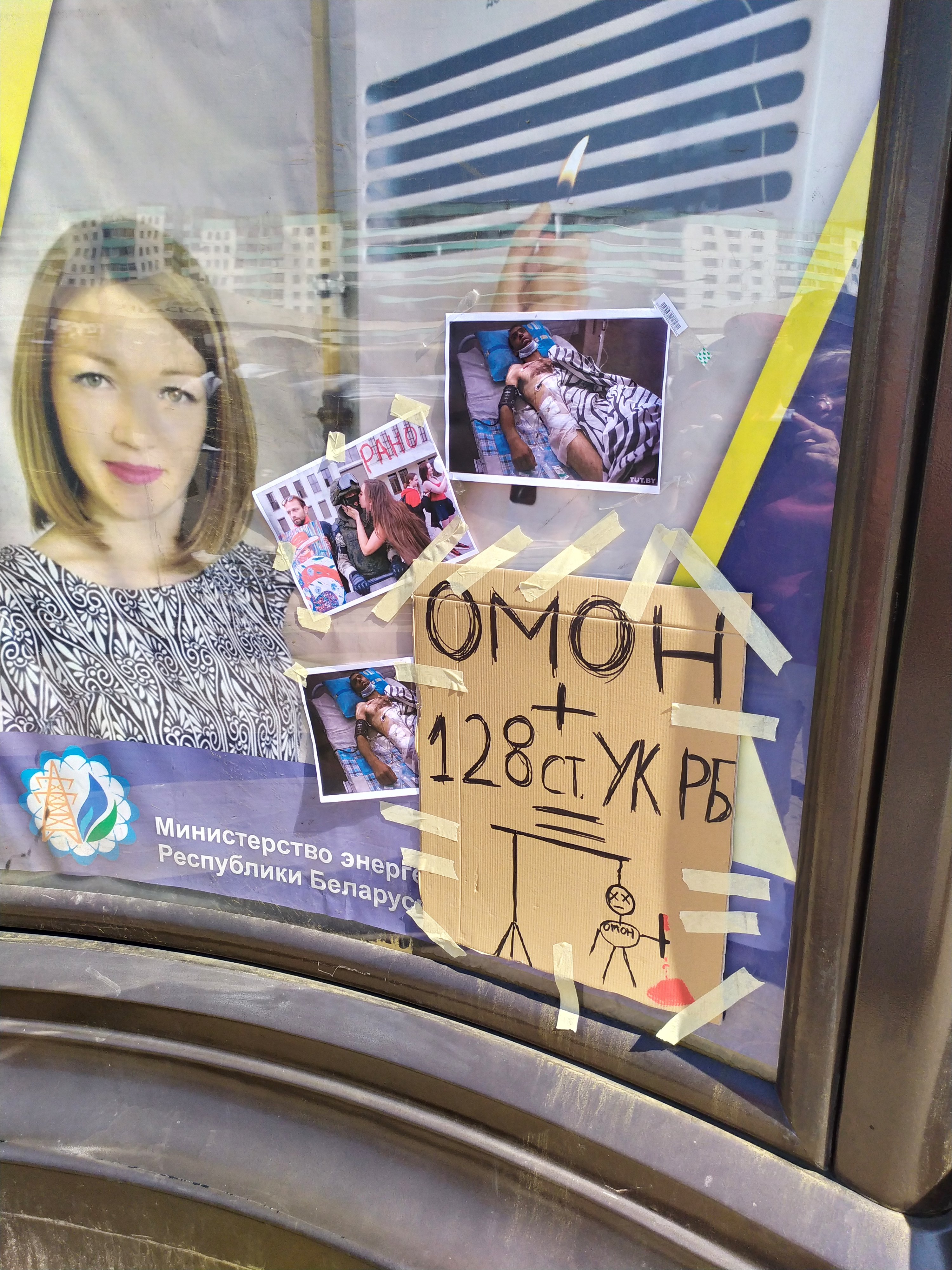
Fotos en protesta por la brutalidad de las fuerzas gubernamentales.

El ex precandidato presidencial Valeri Tsepkalo creó una organización sin fines de lucro denominada «Bielorrusia del futuro». El objetivo principal del programa es apoyar a los ciudadanos de Bielorrusia que han sufrido represión política. Tsepkalo no fue el primero en comenzar a apoyarlos. Antes que él, la gente estaba autoorganizando los fondos con el mismo concepto para apoyar a las víctimas de la opresión en Bielorrusia, pagando las multas recibidas que recibieron durante las protestas.
Mikita Mikado, el CEO de la empresa PandaDoc, que tiene raíces bielorrusas, se ofreció a apoyar a las autoridades (policías, ejército y fuerzas de seguridad) que quieren jubilarse, pero no pueden hacerlo por razones económicas. El director ejecutivo tiene previsto dimitir basándose en los últimos acontecimientos. Había publicado un video y pidió contactarlo directamente para obtener apoyo total.
Alexander Shneerson, CEO de ISSoft, anunció: «La sociedad bielorrusa ha invertido mucho en la industria de las tecnologías de la información. Somos parte del pueblo de Bielorrusia y creemos que ha llegado el momento de que los especialistas en tecnologías de la información apoyen a quienes sufrieron durante las protestas pacíficas».
El primer ministro polaco Mateusz Morawiecki anunció el 14 de agosto un fondo de 11 millones de euros para ayudar a los manifestantes a obtener visas y establecerse en Polonia. Polonia proporcionaría apoyo a los medios independientes bielorrusos y a las organizaciones no gubernamentales y también se ofrecerían becas a los estudiantes bielorrusos en Polonia. Lituania ofreció asistencia médica a los manifestantes heridos.
El 19 de agosto, la UE prometió dos millones de euros para ayudar a las víctimas de la violencia estatal y un millón de euros para apoyar a los medios independientes como parte de un paquete de 53 millones de euros para apoyar una transición pacífica.
Mijaíl Orda, presidente de la Federación de Sindicatos de Bielorrusia, pidió a los oficiales de la ley que investiguen todos los casos de violencia de manera detallada y objetiva, y agregó que los sindicatos están dispuestos a brindar asistencia legal a todas las víctimas.

## Símbolos

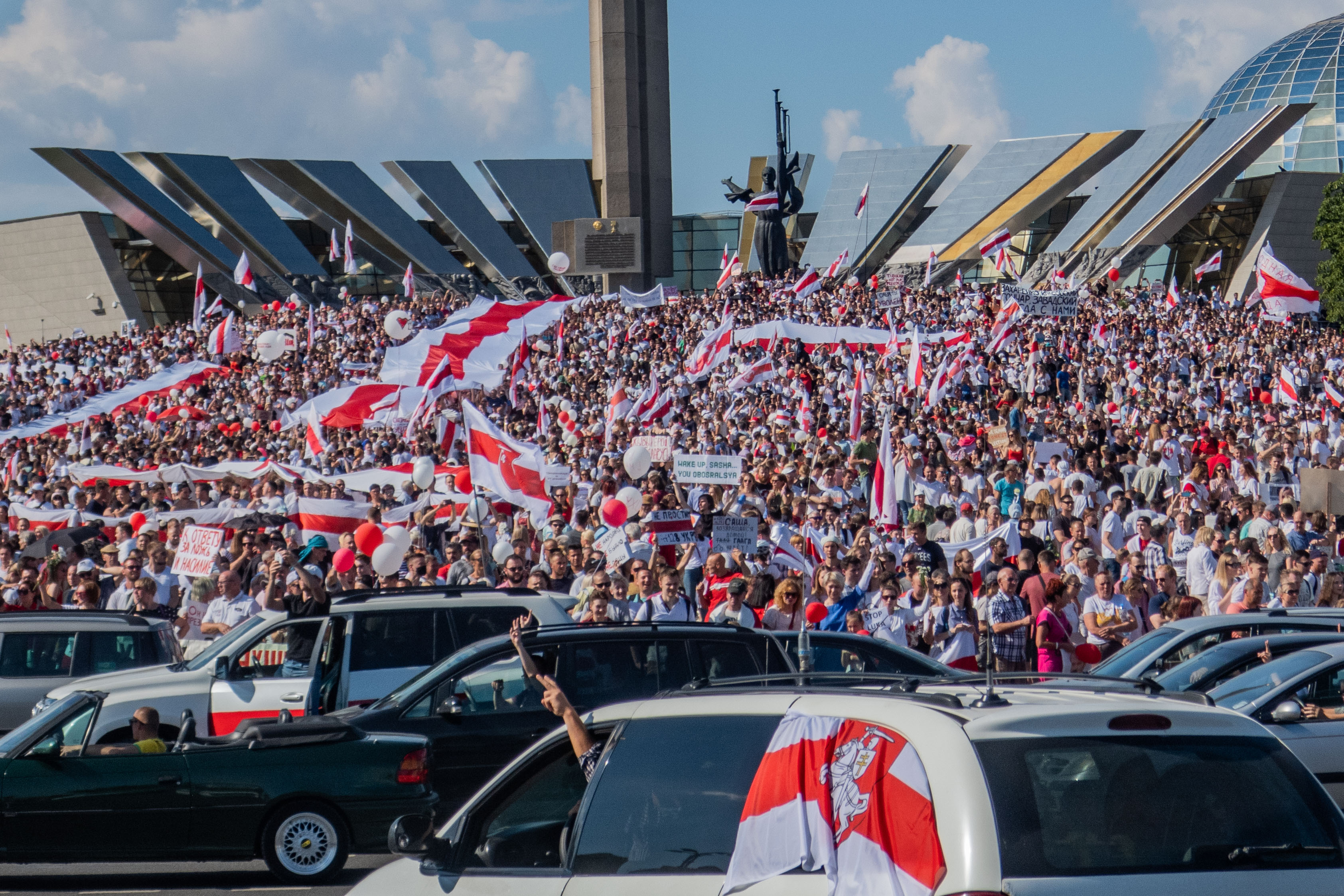
Varios manifestantes con la bandera símbolo de la oposición.

La histórica bandera blanca-roja-blanca, la bandera oficial de la Bielorrusia independiente entre 1991 y 1995, fue recogida por la oposición a favor de la democracia del país, convirtiéndose en un símbolo poderoso. Prohibida oficialmente por las autoridades, la policía frecuentemente confiscaba la bandera en las manifestaciones, y la bandera es un símbolo para cualquiera que se oponga activamente a Lukashenko. Otros símbolos utilizados por los partidarios de la oposición incluyen el antiguo escudo de armas de Bielorrusia, conocido como Pahonia, y la canción Vajacki marš, que fue el himno nacional de la efímera República Popular Bielorrusa, y fue utilizado por varios grupos independentistas, incluidos los anticomunistas en la Segunda Guerra Mundial y cuando se logró la independencia en 1991. Un eslogan común utilizado por los manifestantes es la frase ¡Viva Bielorrusia! (en bierorruso, Жыве Беларусь! - Zhyvé Belarús!)
Se da la circunstancia de que la primera vez que Lukashenko accedió a la presidencia en 1994, la histórica bandera blanca-roja-blanca era la bandera oficial de la República de Bielorrusia. Esta bandera fue adoptada por el Soviet Supremo de la RSS de Bielorrusia el 19 de septiembre de 1991 junto con el cambio de la denominación del país a la actual. Es por eso que, en 1994, el nuevo presidente Lukashenko juró su cargo ante la histórica bandera bielorrusa que al año siguiente fue sustituida por la actual, que apenas difiere de la bandera de la RSS de Bielorrusia.
Las organizaciones de veteranos de Bielorrusia reaccionaron negativamente a la bandera blanca-roja-blanca debido a su uso por colaboradores bielorrusos durante la Segunda Guerra Mundial. Los partidarios de la bandera blanca-roja-blanca argumentan que los colaboradores del Eje en Bélgica, Letonia, Lituania, Noruega, Países Bajos, Rusia, Ucrania, Francia y Estonia también utilizaron sus banderas nacionales durante la Segunda Guerra Mundial. Además, Klawdziy Duzh-Dushewski, el creador de esta bandera, se negó a cooperar con las fuerzas de ocupación nazis. Fue arrestado por los nazis por esconder a una familia judía en su casa y fue enviado al campo de exterminio de Pravieniškės.
La bandera estatal actual de Bielorrusia se ha utilizado en manifestaciones en apoyo a Lukashenko. Otros símbolos utilizados por los manifestantes pro-Lukashenko incluyen el actual Emblema de Bielorrusia, la bandera de Rusia, la bandera de la Unión Soviética y la Cinta de San Jorge.

## Acusaciones de injerencia extranjera y descalificación de las protestas
Según el comunicado del servicio de prensa de Rusia emitido el 19 de agosto de 2020, «Rusia señaló que los intentos extranjeros de interferir en los asuntos internos del país eran inaceptables y podrían aumentar aún más las tensiones».
Lukashenko anunció una semana después de las elecciones que las fuerzas de la OTAN estaban «a las puertas» y amenazaban al país (lo que fue negado por el organismo), lo que provocó que el presidente Putin se ofreciera a enviar ayuda militar. El portavoz del Kremlin, Dmitri Peskov, el 19 de agosto, dijo que no era necesario que Rusia ayudara a Bielorrusia militarmente o de otro modo en la actualidad. El Presidente del Consejo Europeo Charles Michel habló el 19 de agosto sobre la interferencia en Bielorrusia: «Es importante tanto para la UE como para Rusia apoyar el proceso democrático en Bielorrusia. Queremos evitar la interferencia externa en Bielorrusia».
El 18 de septiembre de 2020, el ministro de Relaciones Exteriores de Bielorrusia acusó al Consejo de Derechos Humanos de las Naciones Unidas de inmiscuirse en los asuntos internos de Bielorrusia debido a la resolución del Consejo de Derechos Humanos de la ONU que pedía una estrecha vigilancia de las presuntas violaciones de derechos en Bielorrusia. La resolución se produjo después de la violenta represión de las protestas.
A pesar de las dimensiones, extensión y persistencia de las pacíficas protestas en toda Bielorrusia, Lukashenko pretende mostrar a los manifestantes como a unos delincuentes, drogadictos, marionetas e ignorantes con el fin de justificar la violencia en la represión de las protestas. La sociedad civil bielorrusa se toma estas descalificaciones como muestra de debilidad y falta de argumentación por parte del autoritario régimen y, si cabe, con grandes dosis de humor.

## Reacciones internacionales
- El portavoz de las Naciones Unidas Stéphane Dujarric dijo que la ONU sigue con gran preocupación los acontecimientos posteriores a las elecciones y pidió a las autoridades bielorrusas que muestren la máxima moderación y garanticen el pleno respeto de los derechos de libertad de expresión, reunión pacífica y asociación.[772]  La Alta Comisionada de las Naciones Unidas para los Derechos Humanos, Michelle Bachelet, también condenó la respuesta violenta, afirmando que los informes de malos tratos durante y después de la detención son «inquietantes», recordando al gobierno bielorruso «la prohibición absoluta de la tortura y otros malos tratos» de los detenidos.[773] y condenado la detención de transeúntes y menores, lo que sugiere una tendencia de arrestos masivos en clara violación de los estándares internacionales de derechos humanos.[13]
- El Alto Representante de la Unión Europea, Josep Borrell, y el Comisario europeo de Vecindad y Ampliación, Oliver Varhelyi, emitieron una declaración conjunta en la que condenaban la violencia policial tras las elecciones y declaraban que la UE supervisaría los nuevos desarrollos.[774] La UE declaró más tarde que volvería a evaluar su relación con Bielorrusia.[775] Borrell anunció el 14 de agosto que la UE impondría sanciones contra los funcionarios bielorrusos responsables de «violencia y falsificación».[104][751] El 7 de septiembre, Josep Borrell, condenó las detenciones «arbitrarias» de opositores por parte de las autoridades de Bielorrusia y pidió a Minsk la liberación de "todos los detenidos por motivos políticos".[776][777]

- El Papa Francisco, en su discurso del 16 de agosto, hizo un llamamiento al diálogo, a rechazar la violencia y respetar la justicia y los derechos.[778]

### Países

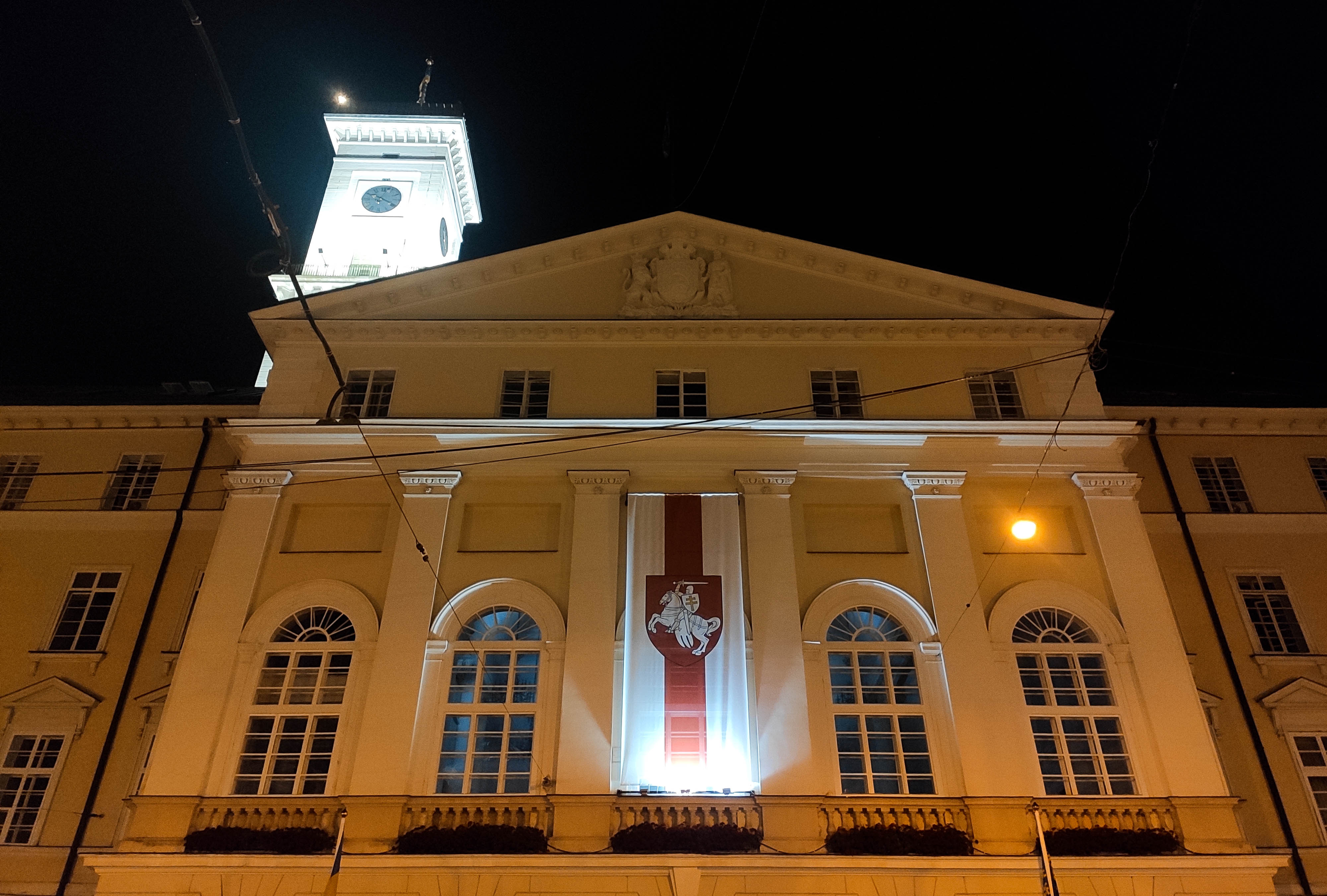
La bandera blanca-roja-blanca usada por la oposición bielorrusa en el Ayuntamiento de Leópolis, Ucrania.

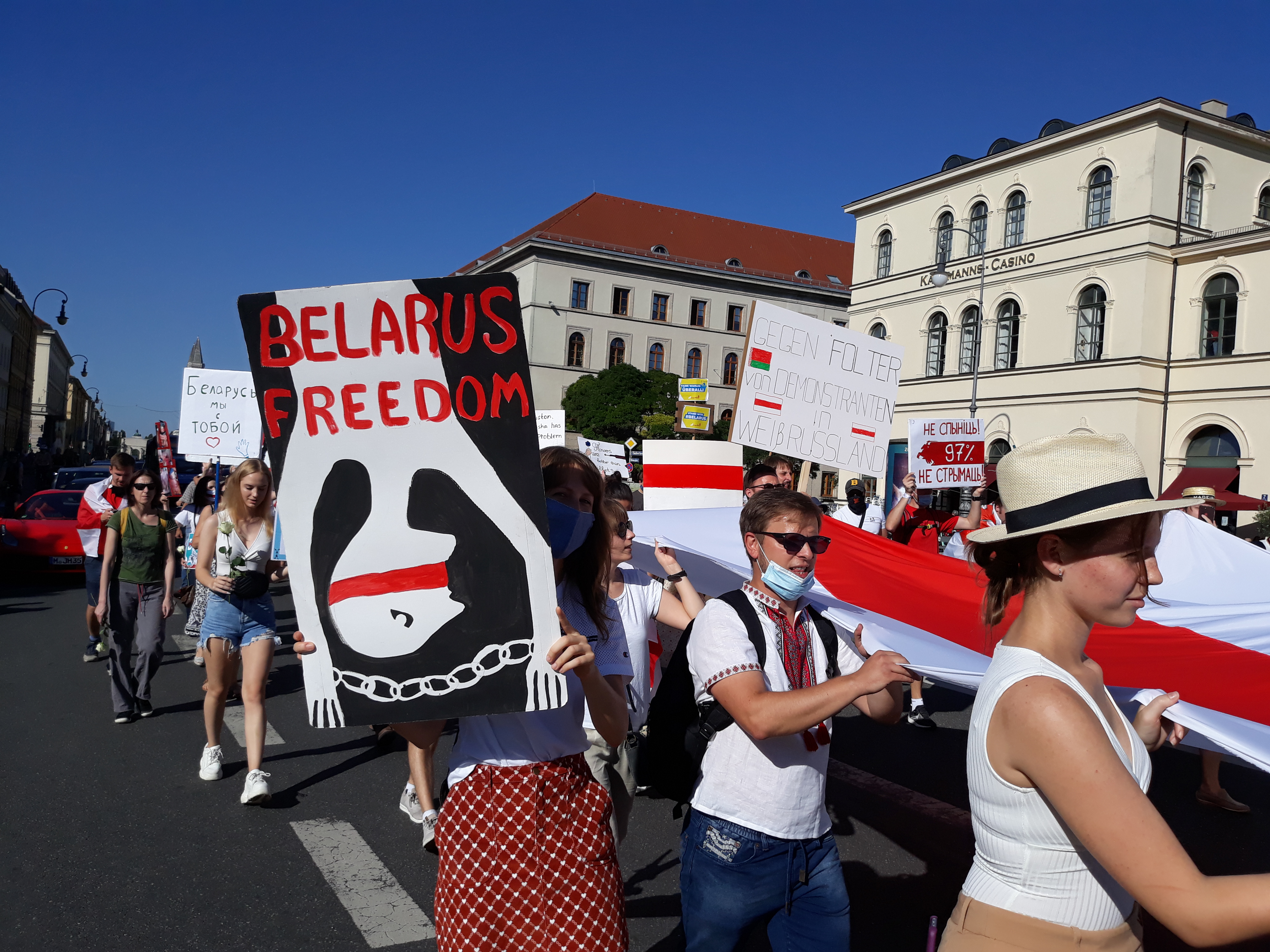
Protestas a favor de la oposición en Múnich, Alemania.

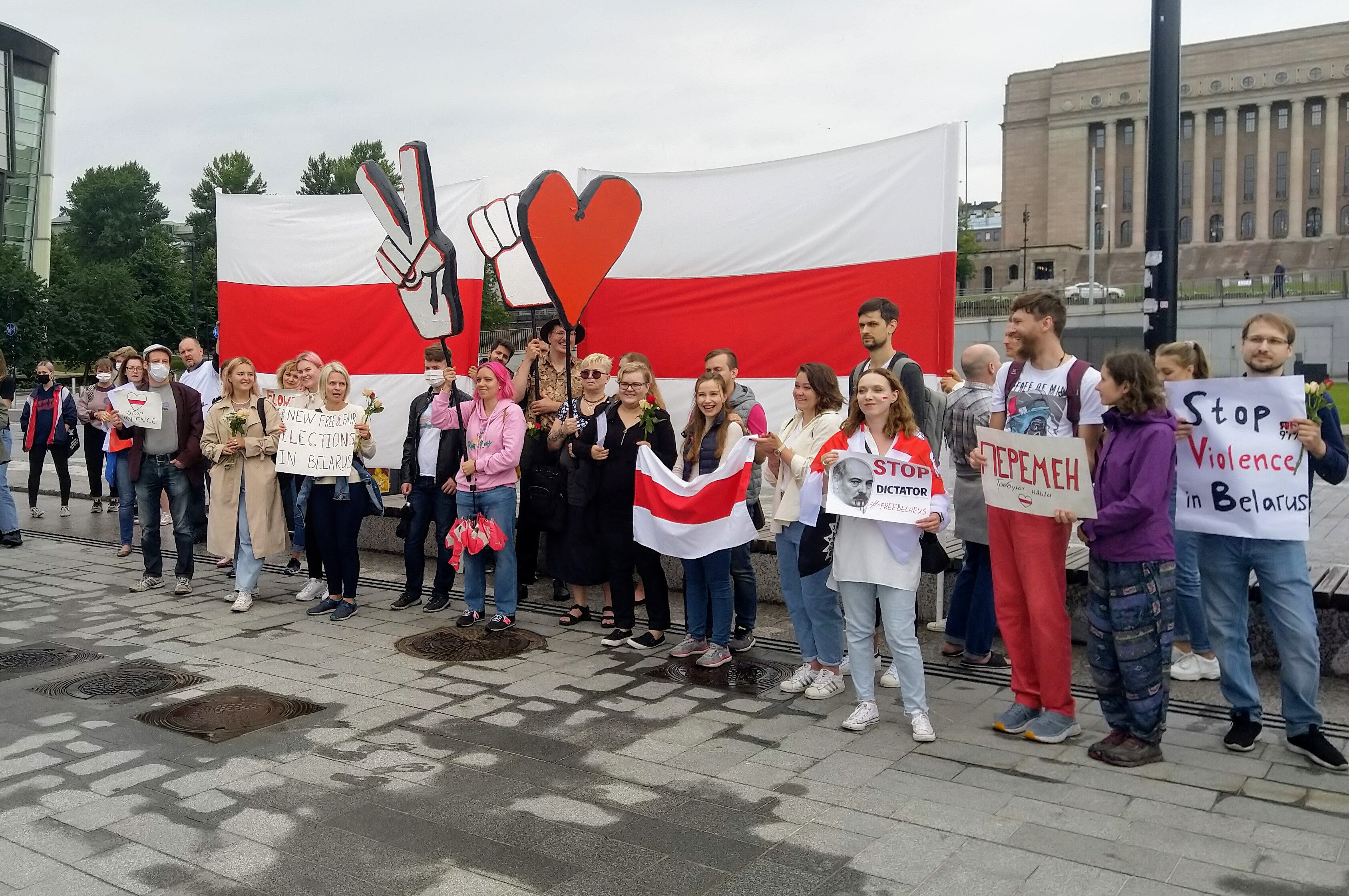
Protestas en favor de la oposición en Helsinki, Finlandia.

- Alemania: El ministro de Asuntos Exteriores de Alemania alemán, Heiko Maas, pidió a la Unión Europea que discuta las sanciones a Bielorrusia.[654]
- Armenia: Tanto el primer ministro de Armenia Nikol Pashinián[779] como el Presidente Armén Sarkissián[780] felicitaron a Lukashenko. Las felicitaciones de Pashinián fueron fuertemente criticadas en Armenia.[781][782] Un número de ONG prodemocracia armenias emitieron una declaración en apoyo a las protestas.[783] El 14 de agosto, se llevó a cabo una pequeña marcha en el centro de Ereván en apoyo de las protestas.[784]
- Canadá: El ministro de Relaciones Exteriores de Canadá, François-Philippe Champagne, declaró que Canadá estaba «profundamente preocupada» por la violencia que siguió a las elecciones y que las acciones de las autoridades habían «erosionado aún más la legitimidad democrática del voto». Pidió que los resultados de la elección del domingo rreflejen la voluntad del pueblo».[655]
- Eslovaquia: El ministro de Asuntos Exteriores y Europeos de la República de Eslovaquia, Ivan Korčok, expresó pacíficamente su opinión calificando las intervenciones del gobierno bielorruso contra sus oponentes políticos y ciudadanos como inaceptables. La República de Eslovaquia «hace un llamado al presidente Lukashenko para que respete los principios básicos de democracia y libertad de expresión. Nadie puede ser perseguido por expresar sus opiniones».[785]
- Estonia  Finlandia  Lituania  Polonia: Los ministros de exteriores de Estonia, Finlandia, Letonia y Polonia pidieron conjuntamente una videoconferencia de la UE para discutir una posición unida para las sanciones sobre Bielorrusia.[786]
- Estonia  Letonia  Lituania: El 15 de agosto de 2020, los primeros ministros de Estonia, Letonia y Lituania pidieron a Bielorrusia que llevara a cabo nuevas elecciones «libres y justas» supervisadas por observadores internacionales.[787]
- Estados Unidos: El secretario de Estado de Estados Unidos, Mike Pompeo, describió las elecciones como «no libres ni justas» y condenó «la violencia en curso contra los manifestantes y la detención de partidarios de la oposición».[654] EE. UU. anunció  una nueva ronda de sanciones contra Bielorrusia, que incluye la congelación de bienes de un alto cargo del Ministerio de Interior y de cuatro instituciones, así como la restricción de visados a 39 individuos por presunto fraude electoral y represión en el marco de los comicios presidenciales del 9 de agosto.[788]
- Francia: El Presidente Emmanuel Macron le dijo a Vladímir Putin que estaba muy preocupado por la violencia que los ciudadanos tuvieron que enfrentar durante la elección y la situación actual en Bielorrusia.[789]
- Irlanda: El ministro Irlandés de Asuntos Exteriores Simon Coveney declaró que estaba «profundamente preocupado por este nivel desproporcionado e inaceptable de violencia contra los manifestantes pacíficos» y que Irlanda «coordinará su respuesta en colaboración con sus colegas de la Unión Europea».[790]
- Kirguistán: Inicialmente, el Presidente de Kirguistán Sooronbay Jeenbékov celebró la reelección del presidente bielorruso. Después de que apareció una foto que mostraba a Lukashenko junto a Daniyar Usénov, un ex primer ministro, y Kurmanbek Bakíev, expresidente de Kirguistán derrocado y exiliado, el ministro de Asuntos Exteriores se quejó ante la Embajada Bielorrusa en Kirguistán sobre la foto.[791]
- Lituania: El presidente lituano, Gitanas Nausėda, ha establecido condiciones como parte de una iniciativa conjunta de Lituania, Letonia y Polonia para actuar como mediadores en la crisis: «En primer lugar, las autoridades de Belarús detienen el uso de la fuerza contra sus ciudadanos y reducen la situación. En segundo lugar, Las autoridades de Bielorrusia liberan a los detenidos, que ya se cuentan por miles, (y) a todos los manifestantes que han sido objeto de represiones. En tercer lugar, Bielorrusia reanuda el diálogo con su sociedad civil».[792] El 12 de agosto, Lituania abrió sus fronteras a las personas que huían de Bielorrusia.[793]  La comisión de asuntos exteriores de Lituania votó el 12 de agosto por declarar ilegítima la pretensión de Lukashenko a la presidencia.[794] El presidente de Lituania, Gitanas Nausėda, reiteró que Lukashenko ya no es el líder legítimo de Bielorrusia al día siguiente.[795] El 15 de agosto de 2020, el ministro de Relaciones Exteriores lituano Linas Linkevičius se refirió a Lukashenko como el «ex presidente» de Bielorrusia.[796]
- Moldavia: A pesar de que el Presidente de Moldavia Igor Dodon felicitó a Lukashenko por su victoria,[797] un grupo de manifestantes protestó frente a la Embajada Bielorrusa en Chișinău. Llegaron con carteles que decían «¡Abajo la dictadura!», «¡Abajo con la censura!», «¡Bielorrusia será libre!» y otros mensajes en contra de Lukashenko. Los manifestantes también dijeron que Dodon se permitió a sí mismo felicitar a Lukashenko en nombre de todo el pueblo moldavo.[798]
- Polonia: El Ministerio de Relaciones Exteriores de Polonia condenó la violencia e hizo un llamamiento a las autoridades bielorrusas «para que comiencen a respetar los derechos humanos fundamentales» y declaró que «la reacción dura, el uso de la fuerza contra manifestantes pacíficos y las detenciones arbitrarias son inaceptables».[799] El primer ministro polaco Mateusz Morawiecki también ha expresado su simpatía por los manifestantes durante las conversaciones con los líderes de la UE.[800]
- Reino Unido: El Ministerio de Relaciones Exteriores y de la Mancomunidad de Naciones del Reino Unido pidió a las autoridades «que se abstengan de cometer nuevos actos de violencia tras las elecciones presidenciales gravemente defectuosas». Reconoció que hubo «falta de transparencia durante todo el proceso electoral».[801]
- República Checa: El primer ministro checo, Andrej Babiš, expresó su apoyo a los manifestantes bielorrusos y, junto con otros diputados checos, pidió que se repitieran las elecciones y que la UE responda con firmeza.[802][803]
- Rumania: El ministro Rumano de Asuntos Extranjeros Bogdan Aurescu dijo que estaba «muy preocupado» sobre la situación de Bielorrusia y que el «único camino» era detener la violencia y comenzar el diálogo político. También instó al país a respetar los derechos humanos básicos.[804]
- Rusia: El presidente ruso, Vladímir Putin, felicitó a Lukashenko por su victoria.[805] No obstante, se llevaron a cabo múltiples manifestaciones frente a la embajada bielorrusa en Moscú condenando al régimen de Lukashenko y conmemorando a los que murieron durante las protestas.[806] El 14 de agosto de 2020, la portavoz del Ministerio de Relaciones Exteriores, María Zajárova, declaró que las protestas fueron el resultado de una «intromisión externa» de Estados extranjeros para «crear una brecha en la sociedad y desestabilizar la situación».[807] El 15 de agosto, Lukashenko habló con Putin por teléfono y luego afirmó: «Él y yo estuvimos de acuerdo: en nuestra primera solicitud, brindarán asistencia de seguridad integral para garantizar la seguridad de Bielorrusia».[808]
- Suecia: La Ministra Sueca de Asuntos Exteriores, Ann Linde, expresó su preocupación por cómo los manifestantes de Bielorrusia fueron reprimidos y arrestados. Ella dijo que la elección Bielorrusa no había sido ni justa ni democrática, y que sigue el mismo patrón que las elecciones anteriores en Bielorrusia. Ella demandó que todos los manifestantes arrestados sean liberados.[809]
- Suiza: El Departamento Federal de Asuntos Exteriores de Suiza expresó su preocupación por las protestas que se llevaron a cabo luego de las elecciones. Instó al gobierno bielorruso a que actúe con moderación.[810]
- Ucrania: El Ministerio de Relaciones Exteriores de Ucrania emitió una declaración conjunta con Polonia y Lituania.[811]  Andriy Yermak, jefe de la Oficina del Presidente de Ucrania, también hizo un llamamiento a las autoridades bielorrusas para que liberen a los activistas ucranianos de derechos humanos y periodistas detenidos en Bielorrusia.[812][813] El presidente Volodímir Zelenski también «llamó al pueblo bielorruso al diálogo, la máxima tolerancia, la indulgencia, el rechazo a la violencia callejera» y declaró que «Ucrania está extremadamente interesada en una Bielorrusia democrática y estable».[814][815]

## Sanciones internacionales
Algunos países y organizaciones han aprobado resoluciones para imponer sanciones.
- : Charles Michel, presidente del Consejo Europeo, dijo el 19 de agosto que la UE pronto impondría sanciones a un «número sustancial» de personas responsables de violencia, represión y fraude electoral.[172] La Comisión Europea anunció que desviaría 53 millones de euros destinados al gobierno de Bielorrusia hacia la sociedad civil y las víctimas de la represión estatal, así como a la lucha del país contra la pandemia del coronavirus.[173][816]
- : El 18 de agosto de 2020, el Parlamento lituano acordó imponer sanciones económicas.[817]
- : El 19 de agosto de 2020, el primer ministro de Eslovaquia Igor Matovič declaró que el Gobierno de Eslovaquia introdujo sanciones contra Bielorrusia en la nueva sesión legislativa.[818]
- : El 27 de agosto de 2020, el Gobierno de Estonia ha aprobado una lista de personas a quienes se prohíbe la entrada en el territorio del país al existir sospechas razonables de su responsabilidad en la falsificación de los resultados electorales en Bielorrusia y el posterior empleo de violencia y vulneración de derechos humanos.[819]